# Мунте, Аксель
 А́ксель Ма́ртин Фре́дерик Му́нте (швед. Axel Martin Fredrik Munthe, 31 октября 1857, Оскарсхамн — 11 февраля 1949, Стокгольм) — шведский врач и писатель. Лейб-медик принцессы, а затем королевы Виктории Баденской. Наиболее известен автобиографической книгой «Легенда о Сан-Микеле».
Предки Мунте переселились в Швецию из Фландрии в XVI веке. Получив образование медика в Уппсале и Монпелье, Аксель Мунте в 1880 году защитил диссертацию о профилактике послеродовых кровотечений (одним из членов аттестационной комиссии был Жан-Мартен Шарко) и практиковал во Франции как гинеколог. Ради заработков обратился к психиатрии, был лечащим врачом множества знатных особ. В 1884 году отправился в Неаполь помогать в ликвидации холерной эпидемии, написав об этом книгу «Письма из скорбного города». Первый раз был женат на дочери шведского профессора, но брак распался из-за длительной связи Мунте с одной из своих пациенток. После развода в 1888 году Аксель поселился в Италии, в 1890—1901 годах был модным врачом в британском сообществе в Риме, что сделало Мунте состоятельным человеком. В эти же годы он построил себе виллу Сан-Микеле на Капри, которая стала одним из культурных центров Европы, посещаемым коронованными особами и деятелями искусства. С 1903 года являлся ординарным лейб-медиком шведской королевской семьи, сделавшись другом будущего короля Густава V, далее был официально назначен Первым лейб-медиком, квартируя во время пребывания в Швеции в королевских резиденциях. С 1907 года был женат на британской аристократке, имел от неё двух сыновей. В 1914—1916 годах служил добровольцем на Западном фронте (от Французского Красного Креста), подавал прошение о натурализации в Британии, но подданства не получил. С 1926 года постоянно состоял при королевской особе (до кончины Виктории Баденской в 1930 году), последние годы жизни, почти ослепнув, провёл в королевском дворце в Стокгольме. После кончины был кремирован, кенотаф был установлен в Риме на кладбище Тестаччо.
Аксель Мунте с 1880-х годов регулярно публиковался в шведской прессе, получив известность как автор путевых очерков и пропагандист охраны животного мира, особенно перелётных птиц. В 1916 году на основе своего военного опыта опубликовал антигерманский памфлет «Красный крест и железный крест», обнародовав своё авторство лишь в 1930 году, поскольку королева Виктория была немкой и не скрывала симпатий к родине. Свой magnum opus «Легенда о Сан-Микеле» опубликовал по-английски в 1929 году, посвятив королеве; шведское издание книги вышло в свет уже после её кончины. Всего «Легенда…» была издана на сорока языках, сделавшись международным бестселлером. Аксель Мунте тратил гонорары на зоозащитную деятельность, к которой обратился одним из первых в мире, в 1904 году создал на Капри заповедник для перелётных птиц, добился принятия закона о полном запрете охоты на птиц на острове (1932). В 2012 году в Оскархамне ему был установлен бронзовый памятник в полный рост.

## Годы становления (1857—1880)

### Происхождение. Детство и юность

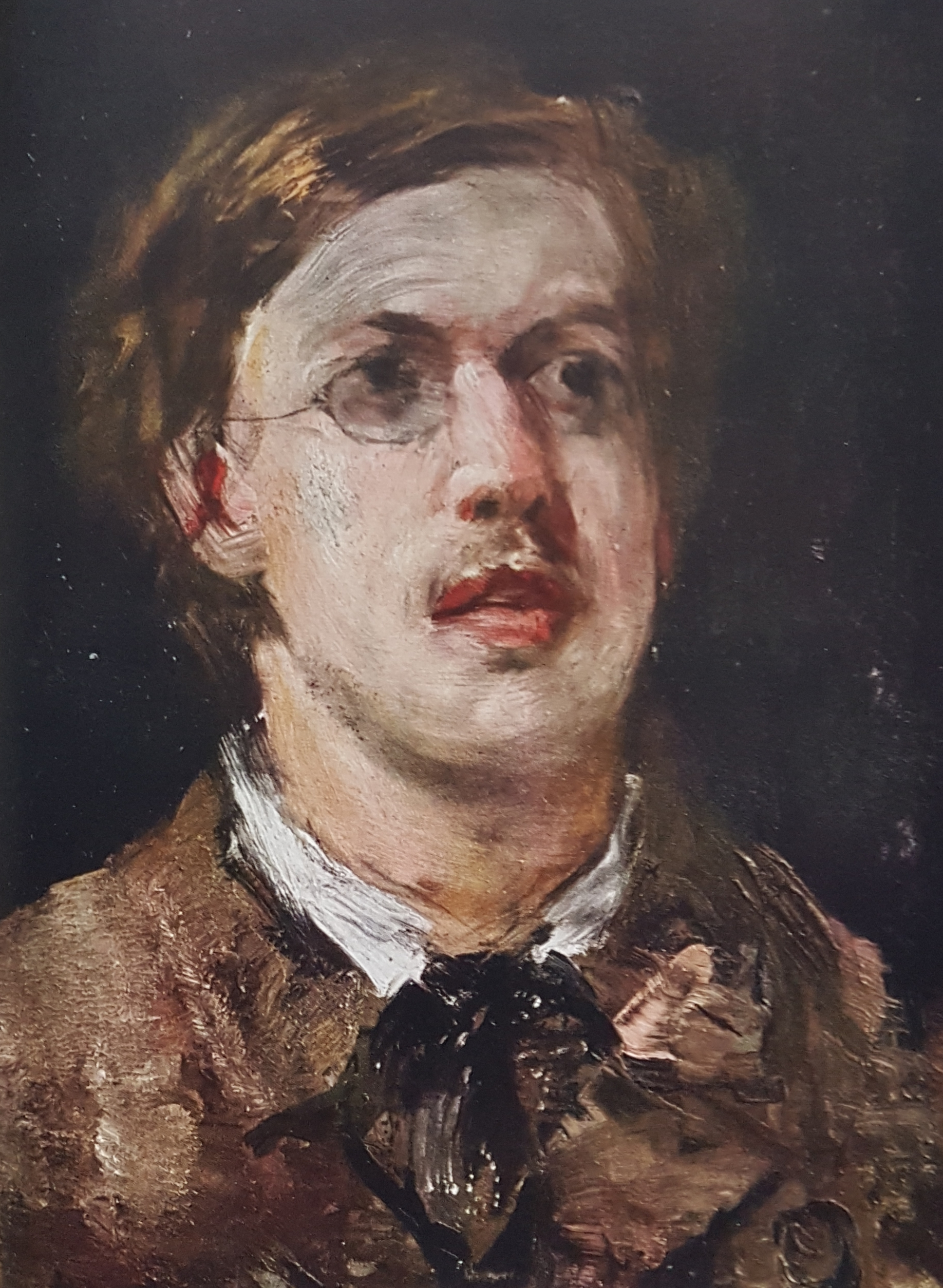
Эрнст Йозефссон. Портрет Акселя Мунте. Около 1881 года

Семейство Мунте происходило из Фландрии, бежав от репрессивной политики испанских властей. Фамилия дана по названию деревни близ Гента, бывшей владением рыцарского рода. Родоначальником ветви Мунте, от которого происходил медик, был генерал-майор Адам фон Мюнте (1509—1544), чей сын Людовик (1520—1580) обратился в лютеранство, и около 1580 года перебрался в Любек. Далее семейство осело в Дании и пошло по духовной стезе. Старший сын Людовика — Ганс — в конце жизни стал протестантским епископом Бергена, а младший сын Арнольд сделался профессором богословия Лундского университета и даже был погребён в городском соборе. После того, как Сконе вошёл в состав Шведского королевства, потомки Арнольда Мунте приняли шведское подданство и большей частью приобретали духовный сан или служили в армии.
Отец будущего медика — Фредерик Мунте — родился в 1816 году близ Виммербю; осиротев в шестилетнем возрасте, он зарабатывал фонарщиком, а пятнадцати лет был принят подмастерьем аптекаря в Линчёпинге, и в 1840 году получил патент фармацевта. У семьи не было средств, чтобы дать ему медицинское образование, однако за десять лет он заработал на собственную аптеку в деревне Оскарсхамн. В 1853 году он женился на Авроре Угарф, 34-летней дочери местного присяжного поверенного. Аксель Мартин Фредерик был третьим ребёнком и вторым сыном, после Анны и Арнольда. В 1860 году Мунте переехали в Виммербю, где глава семьи открыл собственную аптеку. Фредерик быстро получил монополию от муниципалитета на занятия химическими производствами, и в 1863 году был избран в городской совет. По воспоминаниям сына, Фредерик Мунте был образованным человеком, который владел химическими и медицинскими навыками на уровне специалиста. В семье много читали, Фредерик был хорошим музыкантом, Аврора отлично пела, преимущественно, духовные произведения. Акселя учили пению и игре на фортепиано, его сестра Анна проявила талант художницы. Поскольку младший сын явно проявлял незаурядные способности, осенью 1866 года его отдали в гимназию, где он удостоился высших оценок по истории, географии и шведскому языку, но едва набрал проходные баллы по математике. В 1868 году братьев Арнольда и Акселя перевели в частный Стокгольмский лицей, поскольку в столицу переехала вся семья. К весеннему семестру 1869 года младший Мунте оказался четвёртым по успеваемости в классе из одиннадцати учеников. После третьего класса Арнольду позволили уйти в море, чтобы он понял, готов ли к морской карьере, а Аксель в каникулы учился охоте и набивке чучел, совершенствуясь также в биологической систематике и латинском языке. В 1870 году отец возглавил аптеку в престижном районе Стокгольма, Арнольд поступил в морское училище, Аксель же сделался лучшим учеником.

### Студент-медик

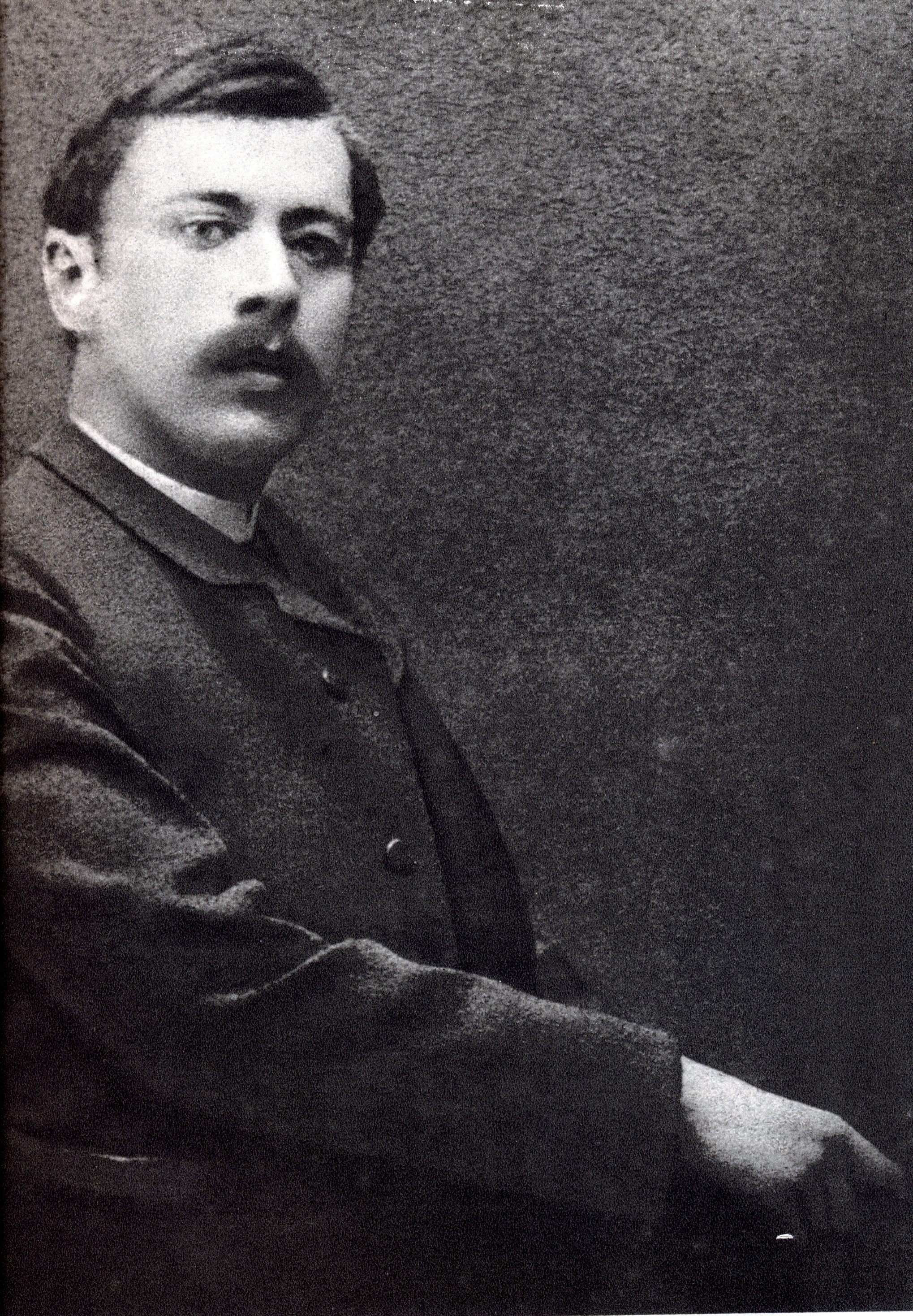
Аксель Мунте в возрасте двадцати трёх лет. Париж, 1880

Ситуация с успеваемостью Акселя резко изменилась в 1873—1874 учебном году; в феврале 1874 года Фредерика Мунте предупредили, что сына, вероятно, придётся оставить на второй год. Аксель на семейном совете пообещал, что если отец выдаст ему 200 крон, то к лету он закончит гимназию, не переходя в выпускной класс. Действительно, выданную сумму он истратил на частные уроки, и в июне 1874 года, имея 16 лет от роду, Аксель зарегистрировался на экзаменах на аттестат зрелости как приходящий ученик, и успешно их сдал. Лучшие оценки он получил по предметам «богословие», «естествознание» и «философия», — именно они определяли интересы А. Мунте до конца жизни. Осенью 1874 года Аксель успешно сдал экзамены на артистический факультет Уппсальского университета, получая «медико-философское» образование, которое рассматривалось как подготовительное для медицинского факультета. Программа включала всего четыре предмета: зоологию, ботанику, химию и физику. В следующем, 1875 году, Фредерик Мунте продал аптеку и успешно занялся торговлей недвижимостью. В июне того же года сестра — Анна Мунте — вышла замуж за певца и художника Рейнгольда Норстедта. В июле 1875 года родители и Аксель отправились лечиться на воды на юго-западное побережье Швеции, — первое свидетельство недугов младшего Мунте.
О студенческих годах Акселя Мунте существует мало сведений. По воспоминаниям кузена Фредерика Лунда, Аксель сторонился буйных компаний, много занимался, и прославился как оратор, способный «вызывать из сиюминутных настроений всё лучшее и прекрасное, что существовало в недрах сознания молодых людей». На предварительных промоциях 15 сентября 1876 года А. Мунте получил посредственные оценки, но всё-таки набрал проходной балл. Однако после экзаменов он вернулся в родительский дом в Стокгольме из-за нездоровья. В дневнике Рейнгольда Норстедта от 30 сентября записано, что у Акселя открылось кровохарканье и он крайне плохо себя чувствовал. В эпидемиологической обстановке XIX века это почти гарантированно означало чахотку, и было решено отправить его в средиземноморский климат. 30 октября, — за день до собственного 19-летия, — Аксель отправился на Французскую ривьеру.

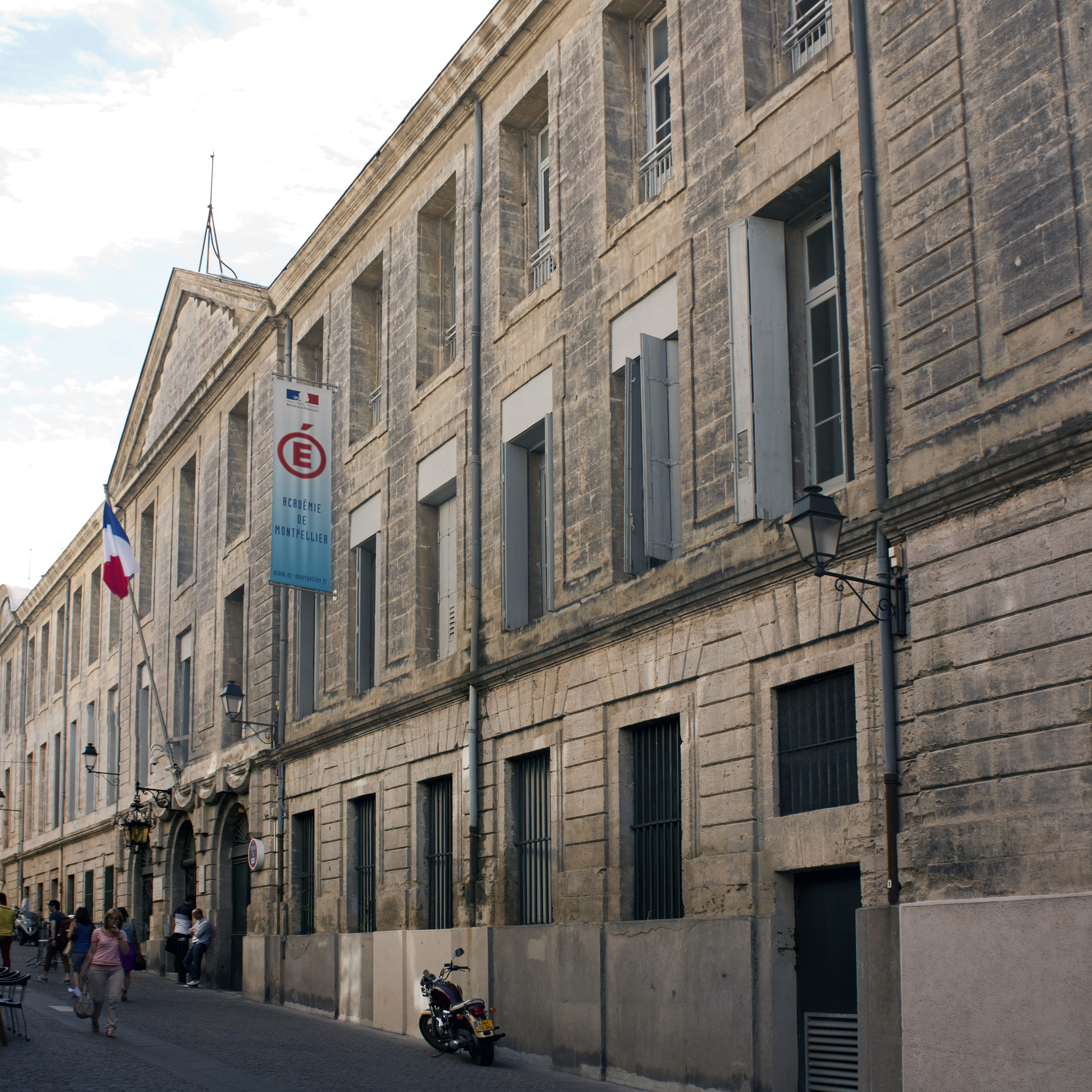
Госпиталь Hotel Dieu Saint Eloi в Монпелье

Молодой швед поехал в Ментону — популярный курорт для северных европейцев, страдавших туберкулёзом. На курорте он познакомился с профессором гинекологии Амедеем Курти, который взял молодого человека под своё покровительство. Курти возглавлял больницу Hôtel-Dieu Saint-Eloi в Монпелье, и убедил Мунте поступить на медицинский факультет Университета Монпелье. Об этих годах осталось мало свидетельств, сам Аксель тоже не любил вспоминать о своей учёбе. В 1877 году (точная дата неизвестна) он впервые посетил остров Капри, который сделался главным объектом притяжения Мунте в течение всей его последующей жизни. Летние каникулы 1877 года Аксель провёл в родительском доме, однако в сентябре уехал во Францию, состояние его заметно ухудшилось. После его отъезда отцу был диагностирован рак желудка, от которого 61-летний Фредерик Мунте скончался 6 ноября; свидетельств, что сын успел на похороны, не существует. От отца осталось состояние в 4,5 миллиона крон (330 000 фунтов стерлингов), что позволило финансировать пребывание Акселя в Монпелье, тогда как Анна и её муж Рейнгольд уехали в Париж, где была большая скандинавская художественная колония.
Анна и Аксель регулярно общались во время пребывания во Франции, Мунте-младший стал известен как хороший пианист, обладавший мелодичным голосом. Его постоянным спутником был немецкий дог по кличке Пак, которого Аксель приобрёл в первые месяцы французской жизни; во время его отсутствия попечение над собакой осуществлял профессор физиологии Дебрюйе. В родительский дом он вернулся в августе 1879 года, завершив курс медицины в Монпелье, который продлился пять семестров. В октябре 1879 года он возобновил работу в Монпелье. 10 апреля 1880 года в возрасте 61 года скончалась мать — Аврора Мунте, о чём сам Аксель узнал только через две недели. В это время он был полностью поглощён докторской диссертацией, защищать которую предстояло в Париже. Он поселился близ Медицинской школы на бульваре Сен-Жермен, и получил доступ в парижский Отель-Дьё, клинику Сальпетриер и лабораторию Пастера. Защита диссертации о выявлении и предупреждении послеродовых кровотечений состоялась 2 августа 1880 года; председателем аттестационной комиссии был профессор Деполь, в составе комиссии были физиолог Шарль Рише и психиатр Шарко. Защита прошла напряжённо, так как диссертант подвергся нападкам за «непатриотичность», ибо заявил об устарелости практикуемых во Франции методов родовспоможения, и решительно предпочёл немецкие разработки. Впоследствии Мунте заявлял, что сделался самым молодым доктором медицины во Франции.

## Первый брак (1880—1888)

### Париж — Неаполь

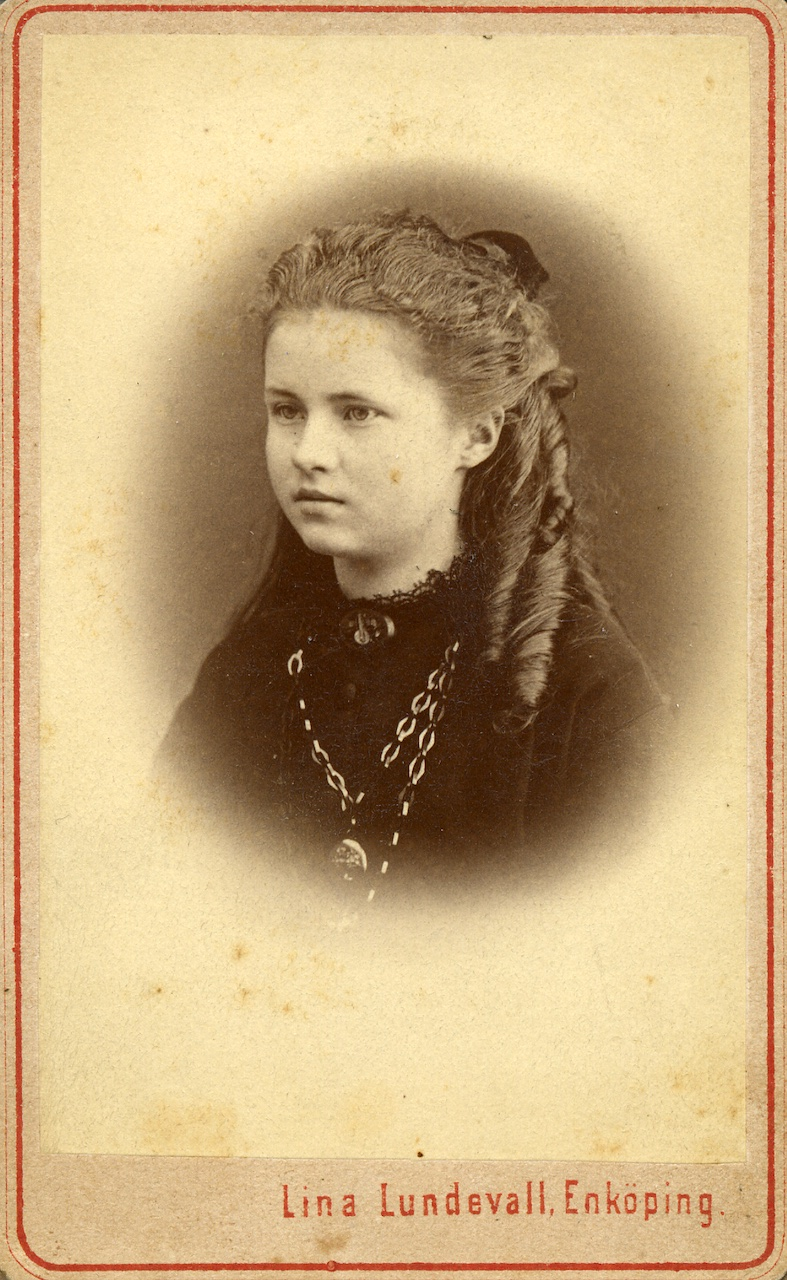
Ультима Хорнберг, первая жена Акселя Мунте

Ко времени получения докторской степени Аксель Мунте существовал на положенную ему часть отцовского наследства. Диссертацию пришлось печатать за собственный счёт. Аксель даже попросил у нотариуса в Стокгольме ещё денег на медицинские инструменты, и получил 1002 кроны сверх положенного ему. Предстояло думать об источнике заработка: из переписки следует, что наилучшим вариантом он считал устроиться личным врачом в богатое семейство, направляющееся в Италию или Египет. Также он рассматривал вариант устроиться полевым медиком в Международный Красный Крест. Деньги были нужны и для иных целей: летом того же 1880 года Мунте познакомился с дочерью химика — 19-летней Ультимой Хорнберг, которая изучала в Париже искусство. Перед свадьбой Аксель ещё раз побывал на Капри, сопровождая французское семейство. Венчание прошло в Стокгольме 24 ноября 1880 года, а медовый месяц молодые провели на Капри, большей частью, из-за состояния здоровья Мунте. В марте 1881 года ему пришлось интенсивно работать на соседнем острове Искья, помогая пострадавшим от землетрясения. Вскоре на Капри началась эпидемия тифа, которым Аксель заразился в апреле, выхаживая больных. В то время в Анакапри было всего три врача, и швед приобрёл огромную популярность, поскольку не брал с пациентов платы. Судя по воспоминаниям его приятеля-художника Карла Сконберга, лечившегося от астмы, это было сознательной стратегией по созданию себе репутации. Действительно, в 1882 году усилия Мунте были вознаграждены правительством Италии, сделавшим его кавалером Ордена Короны. Это была первая из официальных наград доктора Акселя Мунте.
Летом 1881 года Аксель и Ультима возвратились в Париж, сняв квартиру в новом доме № 5 на улице Танн. Деньги на переезд — 2000 крон — предоставил старший брат Арнольд. Под Новый год врач обратился к дальнему родственнику из Норвегии — барону фон Мунте аф Моргенстерну, дядя которого Георг Сибберн был посланником в Париже. Благодаря полученной рекомендации Мунте был принят Сибберном, а вскоре их отношения стали неформальными. Именно от жены Сибберна Аксель получил свой первый профессиональный гонорар в 1000 франков, а далее сопровождал семью дипломата на курорте Бад-Швальбах. Немалую репутацию доктору создали и участники артистической шведской колонии, он даже был принят у барбизонцев. Около 1881 или 1882 года был написан первый живописный портрет Мунте, созданный Эрнстом Йозефсоном, которого Аксель лечил от сифилиса. По словам биографа Бенгта Янгфельдта, ценность портрета в том, что Мунте всю свою жизнь крайне не любил позировать ни художникам, ни фотографам. Со своих пациентов-художников он не брал платы, а иногда мог одолжить двадцать франков. В 1884 году Сибберн вышел в отставку; он добился принятия Мунте кавалером Ордена Почётного легиона; когда посол отправился в Стокгольм, его сопровождали супруги Мунте. В августе Аксель без жены отправился в имение Лунда, принадлежащее его шурину Рейнгольду Норстедту. Здесь вспыхнул бурный роман Мунте и баронессы Сигрид фон Мекленбург, его пациентки (старше своего врача пятью годами), что вызывало немалое беспокойство у жены Ультимы. Тогда же в ведущей газете Stockholms Dagblad вышли первые репортажи о холерной эпидемии в Неаполе.
29 сентября, даже не повидавшись с женой, Аксель Мунте выехал в Италию через Париж. У Сибберна он попросил кредит в 1000 франков и получил его. 5 октября он сел на римский поезд, а последующее послание о впечатлениях и размышлениях адресовал Сигрид, а не Ультиме. Между октябрём и декабрём редакция Stockholms Dagblad напечатала не менее тринадцати «Писем из Неаполя», вышедших из-под пера Акселя. Тогда же в переписке с писательницей Анн-Шарлотт Лефлёр Мунте объяснил причины, по которым направился в эпицентр эпидемии, в город, полный необразованными людьми, крайне враждебно настроенных к медикам. Во-первых, излечившись на Капри от чахотки, он чувствовал себя обязанным отплатить людям Италии тем же; во-вторых, запутавшись в отношениях с Сигрид и Ультимой, откровенно рассчитывал, что холера его «прикончит». Здесь же впервые проявилась одержимость смертью, характерная для Акселя до конца жизни.
13 ноября 1884 года Аксель Мунте вернулся из Неаполя в Париж. Путешествие полностью лишило его средств, хотя он и застраховал свою жизнь на 25 000 крон. Благодаря брату Арнольду он смог перевезти в Париж Ультиму и снять квартиру в доме № 90 на авеню де Вийер — обиталище модных и богатых художников, в соседнем доме квартировал Дюма-сын. Инициатива, вероятно, принадлежала Ультиме, отношения которой с Акселем стали напряжёнными. В переписке с Анн-Шарлотт Лефлёр врач жаловался на ипохондрию и сравнивал семейный очаг с «клеткой». В январе 1885 года продолжилась публикация «Писем из Неаполя». Литературный талант Мунте был замечен, и он получил несколько предложений издать «Письма» в книжной форме. В марте 1886 года издательство Бонье — родственников Норстедта, — выпустило в свет шведское издание «Писем из Неаполя», включавшее все 13 репортажей 1884 года и два очерка 1885 года. На гонорар Аксель с догом Паком отправился в Италию. Во Флоренции он познакомился с аристократическим семейством Седерлундов из Стокгольма, которые были почитателями его литературного таланта ещё по газетным публикациям. Мунте стал их чичероне по Риму и Неаполю, Помпеям и Сорренто. 16 апреля компания на яхте отправилась на Капри, где провела шесть дней, а далее совершила подъём на Везувий, который был в те дни активен.

### Лапландия — Альпы
Летом 1885 года А. Мунте сопровождал английское семейство Бальфуров в путешествии по Норвегии, а далее объявил, что отправится в Лапландию. Из Тронхейма он двинулся налегке, с одним рюкзаком, рассчитывая изнутри изучать жизнь народа, который, по его мнению, стал наравне с американскими индейцами «жертвой западной цивилизации». Его рассказы об увиденном произвели огромное впечатление на писательницу и композитора Эдит Литтелтон, которая посвятила Мунте много страниц в своих мемуарах. Вероятно, общение с англичанами обратило интерес Акселя к этой стране. На обратном пути он сопровождал по Норвегии поэта-лирика Карла Сноильского, и даже побывал с ним у Генрика Ибсена. После возвращения в Стокгольм он воссоединился с Сигрид фон Мекленбург, и лишь в ноябре отправился в Лондон. Было необходимо изыскивать средства: наследство было прожито, долг перед братом Арнольдом достиг 4700 крон. Друзья выплатили четверть этой суммы, но положение было нужно спасать. В результате А. Мунте сделался корреспондентом Aftonbladet, освещавшим парламентские выборы во Франции, интригой которых было противостояние роялистов, бонапартистов и республиканцев. 17 апреля 1886 года Мунте дебютировал на французском языке в литературном приложении Le Figaro. Лето 1886 года Аксель и Ультима провели раздельно: она сняла дом в Виллервиле, он был занят медицинской практикой. Далее он уехал в Бад-Швальбах, где общался с овдовевшим Георгом Сибберном, а далее направился в Швейцарские Альпы и совершил восхождение на Маттерхорн. Из-за резкого ухудшения погоды Мунте попал под метель, потерял рюкзак, и с трудом выжил; один из участников восхождения скончался. Репортажи об этом приключении оказались весьма прибыльными и принесли доктору немало денег, хотя сам он заявлял, что «литературная ценность их равна нулю». Далее он общался в Вале с Бальфурами и планировал ещё одно восхождение, что косвенно свидетельствовало о глубоком кризисе семейной жизни с Ультимой.
Несмотря на опасности конца сезона, 22 сентября 1886 гола Аксель Мунте занял 250 франков и приступил к подъёму на Монблан, откуда его спустя шесть дней поездом доставили в парижский Отель-Дьё. Сопровождаемый двумя проводниками, он достиг вершины 23 сентября. Была метель при —18 °C, поэтому путники даже не смогли откупорить традиционную бутылку шампанского. Снегопад провоцировал лавины, под одну из которых попали путешественники. Были потеряны два ледоруба, последний был использован, чтобы выбраться из ледниковой трещины, куда сбросило путников. Мунте отморозил пальцы на одной ноге и заработал высокую температуру. Репортаж о своём опасном приключении он написал буквально на следующий день, и вскоре был выписан из больницы. Специалисты упрекали шведа в легкомыслии, но сам заявлял, что его приключение было глубоко обдуманным решением. Бенгт Янгфельдт полагал, что это могло быть завуалированной попыткой самоубийства. Обморожение оказалось серьёзным, и, хотя удалось избежать ампутации большого пальца, самостоятельно передвигаться 29-летний Мунте смог только к новому году. Несмотря на критику, французский клуб альпинистов принял Акселя в свои ряды.

### Алжир — Париж — Капри. Развод
В январе 1887 года Мунте принял предложение семейства Седерлундов сопровождать как врач и компаньон их сына Эдуарда в Алжир для лечения стойкого катара груди с полной оплатой всех расходов при щедром жалованье. Такие условия объяснялись известностью Акселя в Стокгольме, а также тем, что из шестерых детей Седерлундов в живых на тот момент оставалось двое, прочие умерли от чахотки. Однако Мунте пришлось задержаться, так как к нему обратился шведский консул Ульман, у которого было психическое расстройство и состояние его неуклонно ухудшалось. Тогда же в Париже находился принц Евгений Шведский, и Мунте было предложено занять место при наследнике престола. Рекомендацию дал посол граф Левенгаупт, который затем занял место министра иностранных дел. Акселя принимали в аристократическом кругу несмотря на то, что в сословном отношении он был простолюдином и иногда бравировал этим в переписке. Впрочем, сделавшись кавалером Почётного легиона, он иногда подписывался как «фон Мунте» и уверял Бальфуров, что относится к старинному фландрскому дворянскому роду. Поместив Ульмана в лечебницу для душевнобольных, 23 февраля Аксель смог выехать в Африку. Друзей он информировал, что многого ожидает от страны и планировал путешествие к племенам Сахары, для чего запасся рекомендациями, закупил несколько книг и шведско-арабско-французский разговорник. Ультима с догом Паком осталась в Париже, ей должны были пересылаться гонорары от публикации газетных очерков. На пароходе Ville de Rome Аксель благополучно прибыл в Алжир и в кратчайший срок нашёл общий язык с подопечным Эдуардом, и даже сходил с ним в кофейню, где подавали гашиш в кальяне. Далее они поехали за 144 мили в Бискру, где получили всю ожидаемую экзотику. Мунте арендовал арабского коня и верблюда для перевозки припасов и палатки, а также двух слуг — араба и негра, направившись в Туггурт. Вероятно, путешественник не нашёл ничего интересного для себя, ибо, прибыв в Туггурт 13 марта, уже 18-го был встречен Эдуардом Седерлундом в Бискре. В его переписке и дневнике также нет подробностей. После возвращения в Алжир Аксель оставил Эдуарда и вернулся в Париж под предлогом финансовых неурядиц. Седерлунды даже одолжили ему 1000 франков, высоко почитая врача как мыслителя и писателя.
Аксель Мунте вернулся в Париж 28 марта и вскоре присоединился к Георгу Сибберну в Бад-Швальбахе. Со старым покровителем он делился идеей улучшить знание английского языка и поехать в Англию. Вероятно, это было связано с работой по переводу его неаполитанских очерков. О каникулах в Швеции, тем более, вместе с женой, не шло и речи. 22 июля у Акселя произошло сильное лёгочное кровотечение, которое вызвало беспокойство Сибберна. Выхаживали его Бальфуры, которые тоже находились на курорте. Переводчица «Очерков скорбного города» Мод Уайт не знала шведского языка, и работала по подстрочнику, поэтому вычитка рукописи потребовала много времени и сил. 15 сентября Мунте выехал в Лондон, где останавливался у Бальфуров на Понт-стрит, а через неделю поехал на остров Уайт. Книга неплохо продавалась: сразу после выхода в свет разошлось 1030 экземпляров, тёплые отзывы оставили критики журналов Atheneum, Saturday Review и Blackwood’s Magazine. Впрочем, более развёрнутые отзывы приходили в частной переписке, в том числе с Гладстоном.
9 октября 1887 года Мунте вернулся в Париж и через два дня сообщил Сибберну, что попросил Ультиму о разводе. Эта история наделала в Стокгольме много шума. Аксель во всеуслышание обвинял жену в духовной и физической «апатии», нелюбви к музыке, и тому подобному. Многие в их окружении считали Ультиму жертвой. Матильда Седерлунд — мать пациента Акселя — отмечала, что брак для Ультимы был «сплошным мучением», а поэт Свен Соландер называл Мунте «непредсказуемым неврастеником». Тёща — мать Ультимы — именовала Акселя не иначе как «монстром», а её подруга, познакомившись с Мунте, свидетельствовала, что не могла понять, как «такая милая девушка могла влюбиться в такого некрасивого мужчину». Лишь в письме к Бьёрнстерне Бьёрнсону Аксель Мунте откровенно написал, что главной причиной, почему развалился его брак, стала тяжёлая влюблённость в Сигрид фон Мекленбург. Однако, не щадя себя, он заявил в этом же письме, что заразился в Париже сифилисом и вообще не вступал с женой в интимные отношения. Возможно, были и другие проблемы. Накануне Рождества 1887 года Аксель Мунте собрался на Капри. Однако его задержал старый друг из Уппсалы Йон Фрёндт, который скончался в Каннах в конце января 1888 года от рака лёгких. В эти же дни он вычитывал корректуру новой серии очерков, за которые ему платили в Стокгольме по наивысшей ставке — 50 крон за печатный лист. Сам Мунте страдал от кашля, и, наконец, в феврале 1888 года всё-таки добрался до Капри, который постепенно приобретал популярность как курорт для слабогрудых.
На Капри к Акселю присоединилась переводчица Мод Уайт и Матильда Седерлунд, для которых он нанял рыбацкую лодку и показывал Сорренто, Амальфи, Равелло, Праяно и Пестум. В Сорренто понесла пара лошадей, кучер спрыгнул, однако Аксель сумел утихомирить животных. В Анакапри швед освоил тарантеллу и без устали плавал в Неаполитанском заливе; его настроение колебалось от депрессивного, когда он нуждался в одиночестве, до почти экстатического восторга и гиперактивности. На Капри же ему прислали документы о разводе, который стал действительным 20 марта 1888 года.

## Итальянские годы. Служба при шведском королевском дворе (1888—1943)

### Из Анакапри в Рим

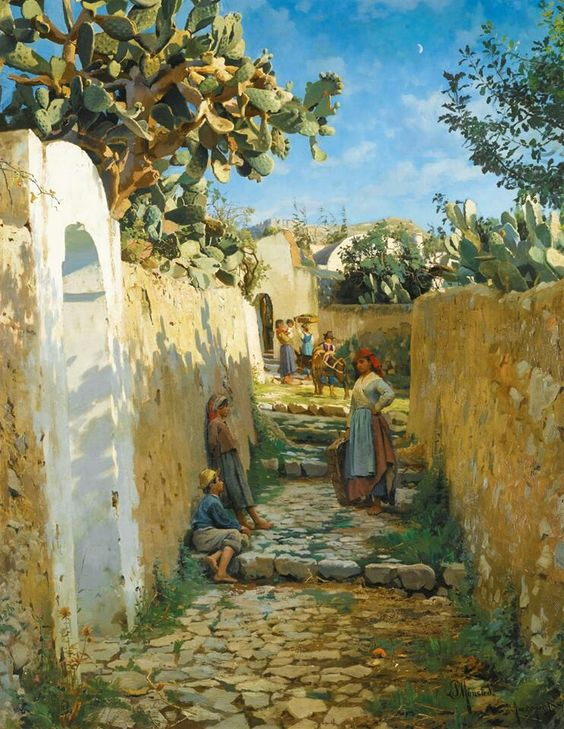
Педер Мэнстед. Улица в Анакапри. 1890-е годы

Аксель Мунте снял дом в верхней части Анакапри, где не было приезжих, и вёл образ жизни простого итальянца. Он писал, что ложится в девять вечера и встаёт в пять утра, полностью ведёт свой быт; хвалил местное вино, но указывал, что мясо очень дорогое и появляется на столе редко. Однако после развода врач погрузился в депрессию, которая проявлялась в вялости и подавленности. Дела с пациентами шли отлично: у Мунте лечился секретарь немецкого посольства в Риме, постоянным потоком шли и местные жители. Однако Аксель осознал, что с трудом переносит летнюю жару. Георг Сибберн оплатил ему билет до Шампфера, где остановился сам, но здесь оказалось холодно, и пришлось перебираться в Гриндевальд к подножью Юнгфрау. 11 июля 1888 года он попытался совершить восхождение, но снега в этом сезоне были столь глубокими, что пришлось оставить эту затею и ехать к Сибберну в Бад-Швальбах. Вместе они отправились в Англию (15 августа), где Мунте по-прежнему квартировал у Бальфуров, но его сильно раздражал шум и деловой ритм Лондона. В сезон 1888 года Аксель увлёкся новинкой: Джордж Истмен выпустил в продажу плёночную фотокамеру Kodak. Несмотря на то, что фотонабор поглотил примерно половину всех средств, которыми располагал Мунте, он совершил покупку. Активно к съёмкам он приступил на острове Уайт. Здесь же у него завязался бурный роман (сначала по переписке) с некой немецкой дамой; Мунте был сражён её напором, но сам относился к этим отношениям иронически и ничего не скрывал от Сибберна. Упоминал он о «Фриде» в своей полумемуарной книге «Легенда о Сан-Микеле». Вернувшись на Капри, он снял дом художника и фотографа Сэна, занялся имевшимся при вилле виноградником и зарабатывал на жизнь лечением местных жителей. Также он читал и писал для неграмотных письма, поскольку во многих семьях мужчины уезжали в Америку на заработки. Появилась у него и 14-летняя служанка Джованнина, которую Аксель учил грамоте. Весной 1889 года с Сицилии на Капри была завезена оспа, врач чуть ли не круглосуточно был занят на вакцинации. Признание со стороны местных жителей выразилось в том, что на Пасху священник благословил его дом, хотя Аксель был протестантом и не посещал церкви. В ноябре 1889 года начались и публикации в «Blackwood’s Magazine», облегчившие финансовое бремя. Очерки Мунте в этом журнале периодически выходили до 1893 года.
Пребывание на Капри сыграло большую роль в духовном становлении Акселя Мунте. Ещё в 1888 году он прочитал «Мою веру» Льва Толстого, французское издание которой вышло в Париже тремя годами ранее. В переписке Мунте утверждал, что идея внецерковного христианства является очень плодотворной. Попытки работать на винограднике или в поле (у его соседки во время работ умер муж, а ячмень надо было сжать) явно вдохновлены толстовскими идеями, что истинный ученик Христа не должен замыкаться в келье, а жить в деревне, принося практическую пользу. Философские рефлексии и меланхолия подпитывались жизненной неопределённостью: 31-летний Мунте был одинок и безденежен. Вилла Сэна шла на продажу, а у него не было средств для аренды другого жилища. Верный дог Пак умер во время поездки в Швейцарию. Сибберн в очередной раз прислал деньги для поездки в Аосту, так как Мунте заработал солнечный удар, но врач понимал, что нужно устраивать жизнь, а не тратить средства на увеселения. В переписке с Сибберном он рассуждал, что благодаря знанию английского языка сможет хорошо зарабатывать в британском сообществе в Риме. В августе 1889 года Аксель арендовал на десять лет соседнюю Виллу Дамакута всего за 100 лир в год, рассудив, что даже если не сможет реализовать себя в Риме, у него будет место, куда он всегда вернётся.

Отель Моларо — резиденция кронпринцессы Виктории на Капри в 1903 году

Осенний переезд в Рим в 1889 году требовал существенных вложений. Модному врачу требовался хорошо обставленный кабинет в хорошем месте, презентабельный гардероб, визитные карточки, и многое другое. Пришлось брать с собой и Джованнину, которую не на кого было оставить. Впрочем, благодарные местные жители долго присылали в Рим в счёт долга за лечение сыры, ветчину, инжир, масло и муку. Деревенская девушка, никогда не бывавшая нигде, кроме Капри, искренне считала, что сможет держать корову, которую можно было бы пасти на Вилле Боргезе. Вместо покойного Пака у Мунте теперь был пёс Тиберио. Сибберн прислал Акселю 4000 франков (160 фунтов стерлингов по тогдашнему курсу). Квартира врача располагалась в доме № 26 на Площади Испании, в котором три последних месяца в своей жизни провёл Китс. Жилые комнаты располагались на третьем этаже, а приёмная и музыкальный салон с роялем — на первом. Музей-комната Китса была на втором этаже и не подлежала сдаче. Впрочем, из-за сырой римской зимы Мунте простудился, спровоцировав у себя сильное лёгочное кровотечение, им вновь овладела ипохондрия. В июне 1890 года, получив от Сибберна 1500 франков (равных итальянской лире), Мунте побывал на Капри, а оттуда поехал в Париж для «научной работы». Судя по косвенным данным, ему позволили практиковать в психиатрической клинике. На обратном пути в Сорренто произошла встреча с лордом Дафферином, который весьма благосклонно отнёсся к шведу. Это сыграло огромную роль в жизни Мунте, который полностью зависел от Сибберна. Сибберну в 1891 году он отчитывался, что был введён в высшее общество, и его клиентами стали послы и аристократия высшего уровня.

Кронцпринцесса Виктория на Капри в 1903 году

На Капри в мае 1891 года произошло знакомство с кронпринцессой Викторией, остановившейся в отеле на лечение. Она провела зиму в Египте и пожелала остаться на несколько недель на Капри. Бенгт Янгфельдт предполагал, что приглашение Мунте было всецело её инициативой, что свидетельствовало и о его репутации как врача и писателя. После отъезда кронпринцессы Мунте отправился долечивать своего клиента Уоткинса в Дорсет, за ним прислали яхту «Астрея». Врач также заказал себе в Лондоне полный гардероб, включая нижнее бельё, ибо его не удовлетворяло качество доступного в Риме. Результаты лечения, по-видимому, были столь успешны, что гонорар от Уоткинса позволил оформить пенсион, достаточный на десять лет безбедной жизни. Мунте впервые в жизни мог позволить себе яхту — «Леди Викторию», — и участвовал в регате в Неаполитанском заливе вместе с лордом Дафферином. Осенью 1891 года в римское посольство Британии был назначен Реннелл Родд, знакомство с которым ещё более расширило клиентуру Мунте. Мунте стал семейным врачом баронета Теннанта, чья дочь Марго была подругой переводчицы шведского писателя Мод Уайт. После назначения нового британского посла лорда Вивиана положение Мунте как полуофициального врача британской дипломатической миссии только укрепилось, что сказывалось и на доходах, однако Аксель не умел контролировать расходы и зачастую залезал в долги. Были новости и другого рода: в 1892 году бывшая жена Ультима вышла замуж за шведского промышленника Густава Рихтера, в следующем году у них родился сын. Судьба Ультимы негативно сказалась на отношениях Акселя и Бьёрнстерне Бьёрнсона. Когда писатель, некогда близко общавшийся с Мунте, в 1894 году посетил Рим, он с неодобрением писал дочери, что Аксель имеет почти магическую власть над своими пациентами, которые то завлекали его в свои поместья, то сам Мунте вызывал их на Капри. Некий сын американского миллионера, которого Мунте избавил от алкоголизма, передал ему гонорар в 10 000 долларов. По свидетельству Бьёрнсона, за одно только посещение Мунте брал с клиентов от 2 до 4 фунтов стерлингов (то есть 50—100 лир). Он также держал трёх служанок — дочерей каприйцев, которым он оказывал покровительство. В приёмной у него был громадный поднос для визитных карточек, на котором почётное место занимала визитка Гладстона:

Я был однажды у Мунте — один раз. Таким образом, и моя визитная карточка окажется на его подносе. С тех пор ни он мне не нужен, ни я ему.

### Лейб-медик

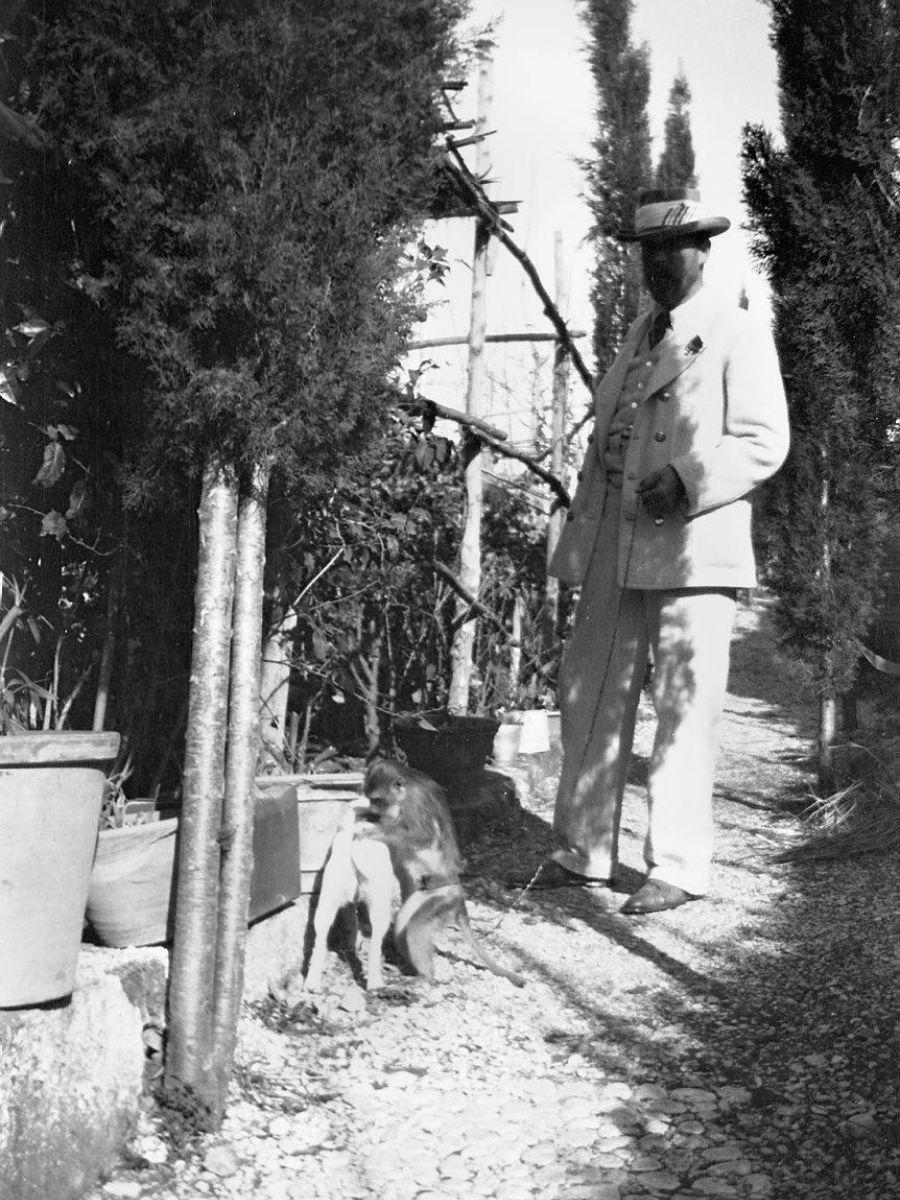
Аксель Мунте со своими питомцами. Фото выполнено королевой Викторией Баденской

Под Рождество 1892 года Аксель Мунте получил официальное предложение сделаться лейб-медиком кронпринцессы Виктории, с которой уже свёл знакомство в предыдущем сезоне. Принцесса планировала провести в Италии зимние месяцы и нуждалась в надёжном враче и компаньоне. Шведский двор запросил посла в Италии Бильдта, который ответил, что «доктор Мунте — джентльмен и светский человек», и посол имеет «все основания полагать, что Её Королевское Высочество наследная принцесса будет в наибольшей степени довольна им», так как «он считается исключительно искусным врачом и у него, без сомнения, лучшая клиентура среди всех иностранных врачей в Риме». Это поставило Мунте в сложное положение, так как 90 % своего бюджета он формировал именно в зимний сезон, когда в Риме и Сорренто обитала североевропейская аристократия. Поэтому он потребовал включить в условия контракта возможность заботиться о других своих пациентах. Сибберну он писал, что финансовые потери будут существенными. Тем не менее, выгоды от предложения перевесили издержки, и с зимы 1893 года судьба Акселя Мунте на долгие годы оказалась связана с королевским семейством Швеции.
4 марта 1893 года, сразу после прибытия в Рим, кронпринцесса Виктория отправилась к Мунте на врачебный осмотр: это было необходимо, чтобы сравнить её состояние в конце сезона и проследить динамику. На следующий день он получил приглашение на посольский обед, данный Викторией, на котором присутствовал также посол Швеции в Ватикане; Аксель опоздал на полчаса, что было сочтено «светской экстравагантностью», простительной для писателя. Следующие пять недель врач бдил при особе кронпринцессы в Амальфи и на Капри, так как она подхватила простуду. Аксель Мунте заявил, что главным лекарством должна быть физическая активность, и прописал кронприцессе длительное пребывание на воздухе и прогулки. Такой же образ жизни она поддерживала и после возвращения в Рим. 8 мая Виктория отправилась в Венецию, где из-за простуды провела в два раза дольше, чем планировалось. Судя по сохранившейся переписке, в Венеции врач и царственная пациентка вступили в близкие отношения. Бенгт Янгфельдт приводил много свидетельств и доводов, что сближало врача-простолюдина и будущую королеву, отношения которых длились так или иначе в течение 37 лет. Оба были меланхоликами с пессимистическим отношением к жизни, оба профессионально фотографировали и играли на фортепиано (Виктория однажды переворачивала страницы нот самому Листу; у Акселя был приятный баритон), любили музыку Вагнера, интересовались искусством, литературой и археологией. Оба любили животных: в самом начале знакомства Аксель подарил Виктории своего пса Тома, а она, в свою очередь, подарила ему собак Таппио и Джаллу. Такими дарами они обменивались и впоследствии. Впрочем, в «Легенде о Сан-Микеле» Аксель вывел Викторию как «надменную, рациональную, чопорную немку», что соответствовало действительности. Между собой они общались и переписывались по-английски, чтобы слуги ничего не заподозрили. На людях оба демонстрировали деловую сдержанность.
1 июля 1893 года, всего через пару месяцев службы, король Оскар II пожаловал Мунте кавалером Ордена Полярной звезды. В октябре он был вызван в Кристианию для представления королю и королеве, а по пути был в Бадене представлен родителям кронпринцессы Виктории и имел с ними часовую беседу. В переписке с Сибберном и К. Сноильским, Мунте откровенничал, что сообщил герцогу и герцогине Баденским, о неизлечимом бронхите и сильном нервном расстройстве их дочери, от которых не существовало лечения. Впрочем, при стокгольмском дворе «выскочка» Мунте был встречен враждебно, хотя и договорился с Викторией об освобождении от придворных церемоний. После сильного приступа 1894 года Виктория прошла обследование в Гейдельберге, по результатам которого ей было предписано проводить зимние месяцы в Италии на неопределённо длительный срок. Молчаливо предполагалось, что она по-прежнему будет на попечении Мунте. Это также сказалось на его репутации и размере получаемых гонораров, так что он писал, что впервые в жизни достиг полной финансовой независимости, и может вообще не думать о деньгах. О степени близости с кронпринцессой свидетельствует покупка ей в подарок в Лондоне шёлковых чулок, что попирало все нормы викторианской морали. Сибберну Мунте писал с Капри в 1896 году, что всеми силами старается поддерживать у Виктории «целостность души и тела: у неё древняя, плохая кровь». Его заслуги были оценены великим герцогом Баденским, наградившим врача в 1898 году Орденом Бертольда I.

### Вилла Сан-Микеле
См. также: Сан-Микеле (вилла)

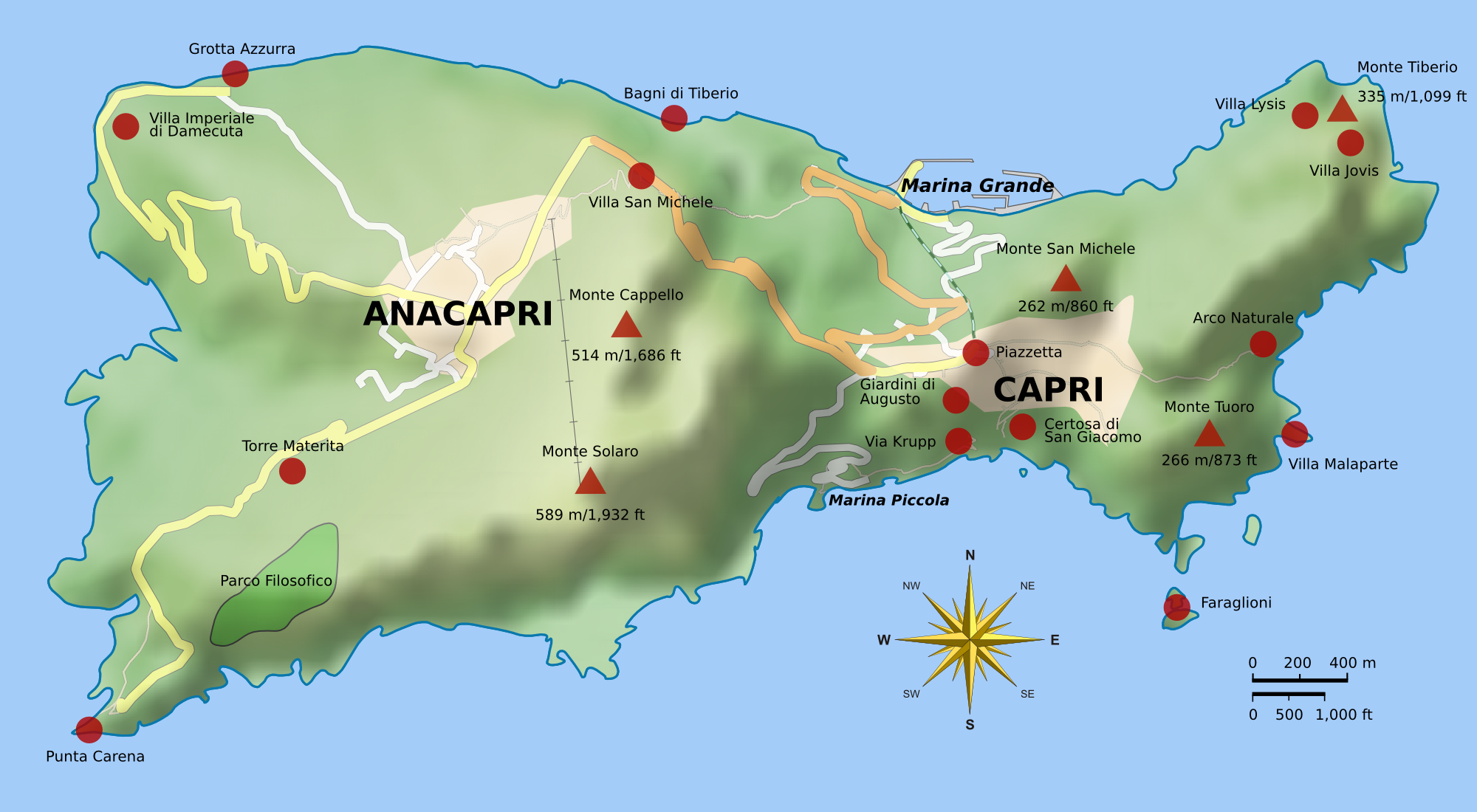
Карта расположения древних и современных вилл на Капри

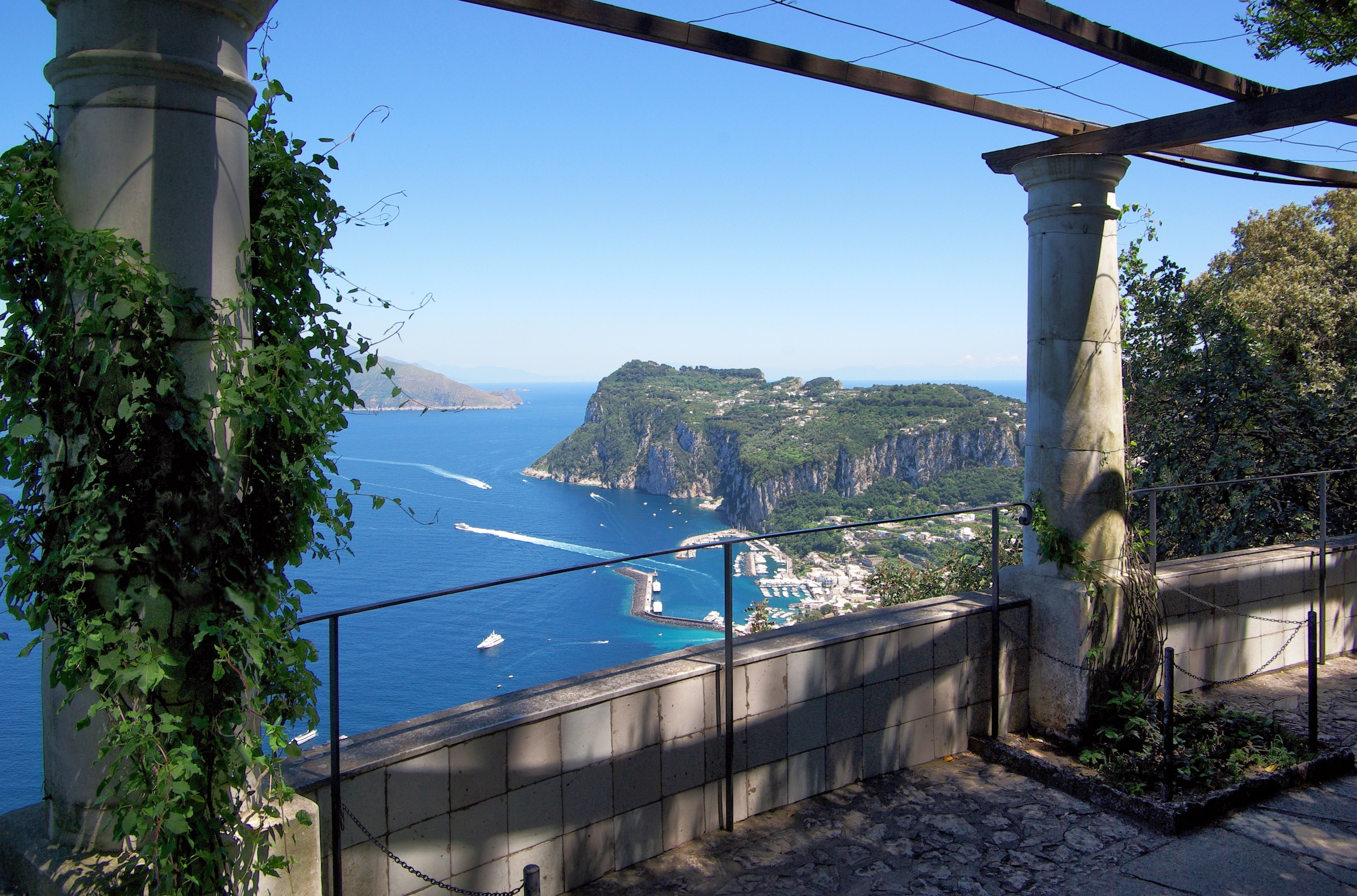
Вид на гавань Анакапри с террасы виллы Сан-Микеле

В 1890-е годы жизненный ритм Акселя Мунте полностью устоялся: зимний сезон он проводил с кронпринцессой в Риме, в мае перебирался на Капри. Его сопровождали английская домоправительница мисс Холл и служанки Джованнина и Розина. На Капри содержалась яхта «Леди Виктория», на которой Мунте охотно ходил по Средиземному морю до Эльбы и Монтекристо и даже участвовал в регатах. Обыкновенно он пару месяцев проводил в Швеции и Англии, к ноябрю возвращаясь к своим обязанностям в итальянской столице. В октябре 1894 года старый плотник Винченцо Альберино предложил ему участок на Каподимонте на высоте 325 м над морем с панорамным видом. Контракт был подписан 1 июня 1895 года, вскоре к участку добавилась соседняя разрушенная часовня и ещё несколько участков по соседству. В июле 1895 года он участвовал в регате в Каусе, где лечил дочь герцогини Манчестерской, а в августе был приглашён в Швецию кронпринцем Густавом. В сентябре Мунте был гостем в Шотландии у лорда Дадли, и лишь затем возвратился на Капри. В переписке говорится, что на своём винограднике он откопал мозаичный пол, «лучше, чем в Помпеях», обломки статуй и монеты. По его предположению, это была одна из вилл императора Тиберия. Это соответствовало действительности: Вилла Юпитера была найдена ещё в 1830-е годы, но затем территория под неё разошлась по разным землевладельцам. Аксель продолжил раскопки в 1896 году, восторженно описывая свои приобретения Сибберну, хотя ради этого пришлось залезть в долги. По его предположению, часовня Сан-Микеле в древности была посвящена Изиде, а затем вошла в комплекс виллы Тиберия. Несмотря на наличие упоминаний в переписке, точные сроки вызревания замысла о вилле и этапы постройки неясны. Существует обоснованное мнение, что идея была инициирована соседом — эксцентричным американским полковником Джоном Клэем Макковеном (1842—1901), который построил в Анакапри виллу «Каса Росса». Макковен был знаком с Мунте, в личной библиотеке шведа сохранилась книга полковника о Капри с дарственной надписью.
В «Легенде о Сан-Микеле» Аксель Мунте так описал своё обиталище:

Мои помощники уже поняли, что строят дом, не похожий ни на один из тех, которые они видели раньше, и были полны жгучего любопытства: никто не знал, как он будет выглядеть, а я — меньше остальных. Единственным нашим планом был грубый эскиз, который я нарисовал углём на белой садовой ограде. Рисовать я не умею совсем, и казалось, что план этот намалеван детской рукой.

— Это мой дом, — объяснял я им. — Большие романские колонны будут поддерживать сводчатые потолки, а во всех окнах поставим, конечно, маленькие готические колонки. А вот это лоджия с крепкими арками. Потом мы увидим, сколько должно быть арок. А вот колоннада из сотни колонн, ведущая к часовне, — не обращайте внимания на то, что сейчас мою колоннаду пересекает проезжая дорога: она исчезнет. А вот здесь… будет вторая лоджия. Я, правда, ещё не представляю её себе, но в нужную минуту она, несомненно, возникнет в моей голове. Здесь внутренний дворик, весь из белого мрамора, нечто вроде атриума с прохладным фонтаном посредине и бюстами римских императоров в нишах. Садовую ограду за домом мы сломаем и построим крытую галерею, как в римском Латеране. А вот тут будет большая терраса, чтобы вашим девушкам было где плясать тарантеллу летними вечерами. В верхней части сада мы взорвём скалу и построим греческий театр, со всех сторон открытый солнцу и ветру. А вот тут кипарисовая аллея, ведущая к часовне, которую мы, конечно, восстановим с её хорами и цветными стёклами, — это будет моя библиотека. Вот это — галерея из витых колонн около часовни. А тут, откуда открывается вид на Неаполитанский залив, мы поставим громадного египетского сфинкса из красного гранита, более древнего, чем сам Тиберий. Это место как будто создано для сфинкса. Я пока не знаю, где я раздобуду сфинкса, но он в своё время найдётся.

Вилла Сан-Микеле
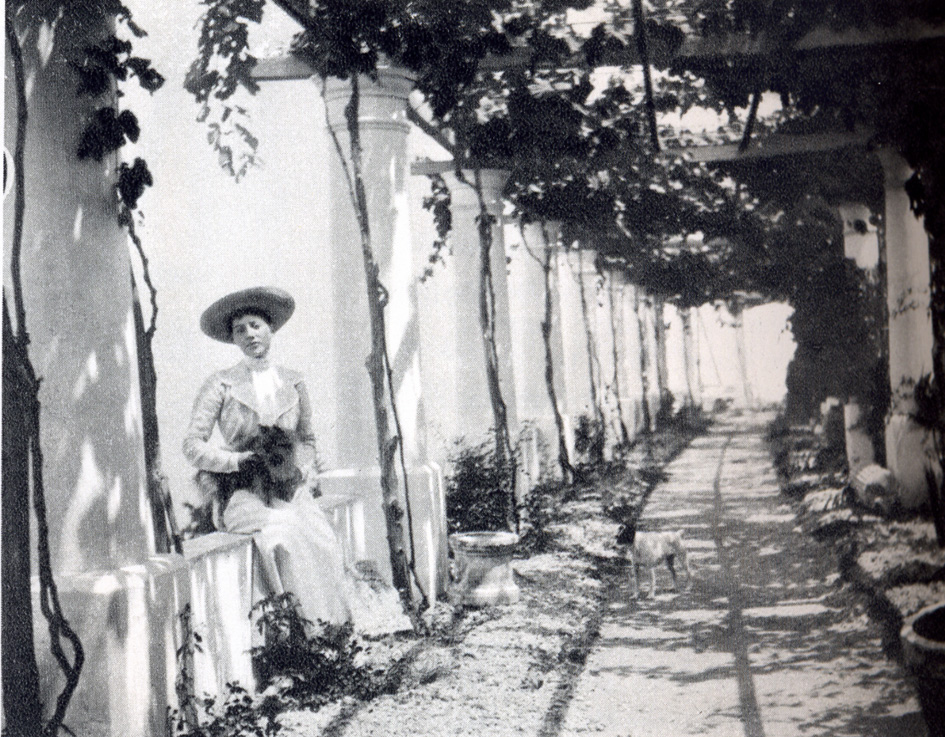
Принцесса Мария Луиза Ганноверская во время визита на виллу в 1903 году
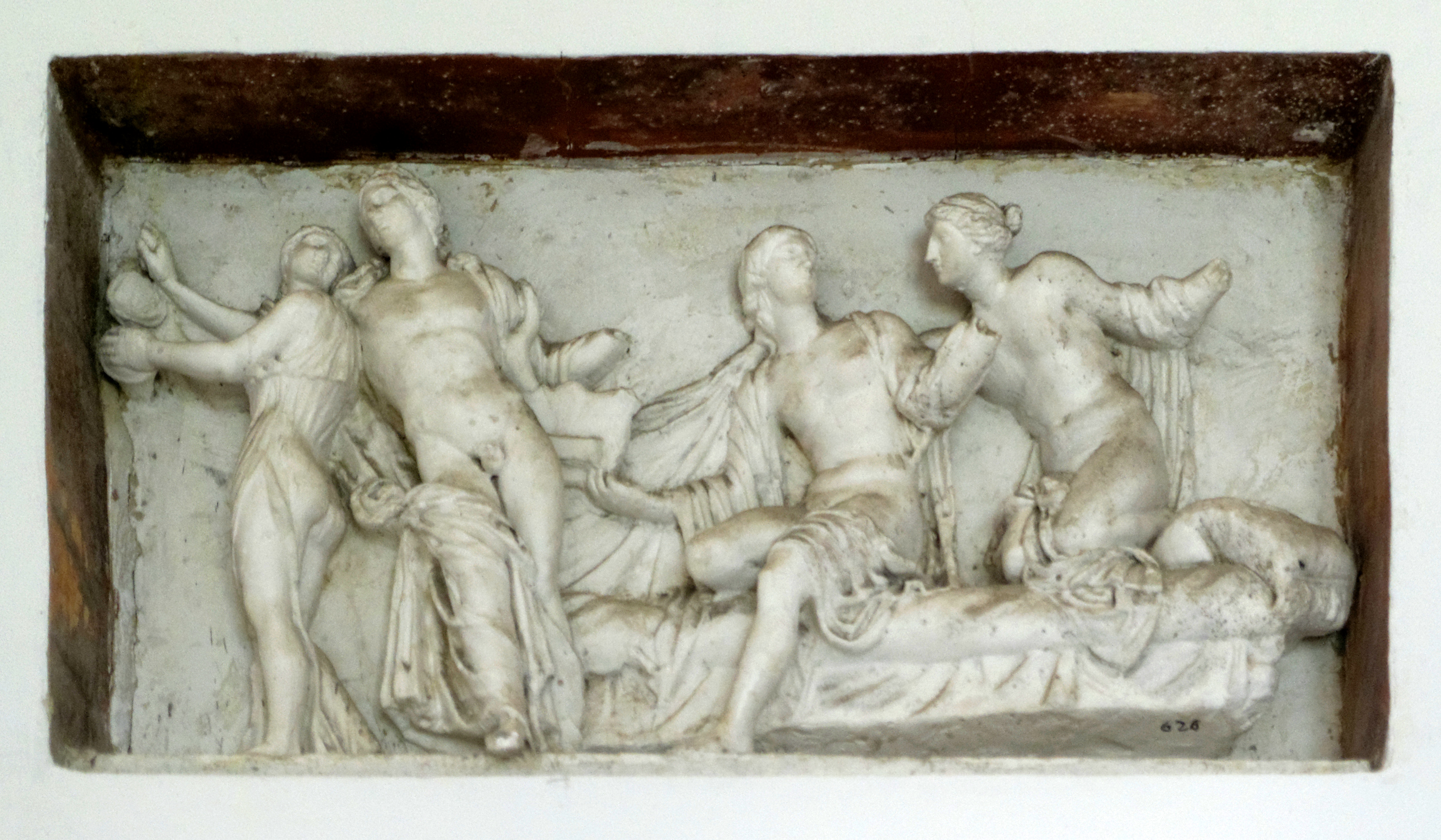
Копия античного рельефа из коллекции Фарнезе
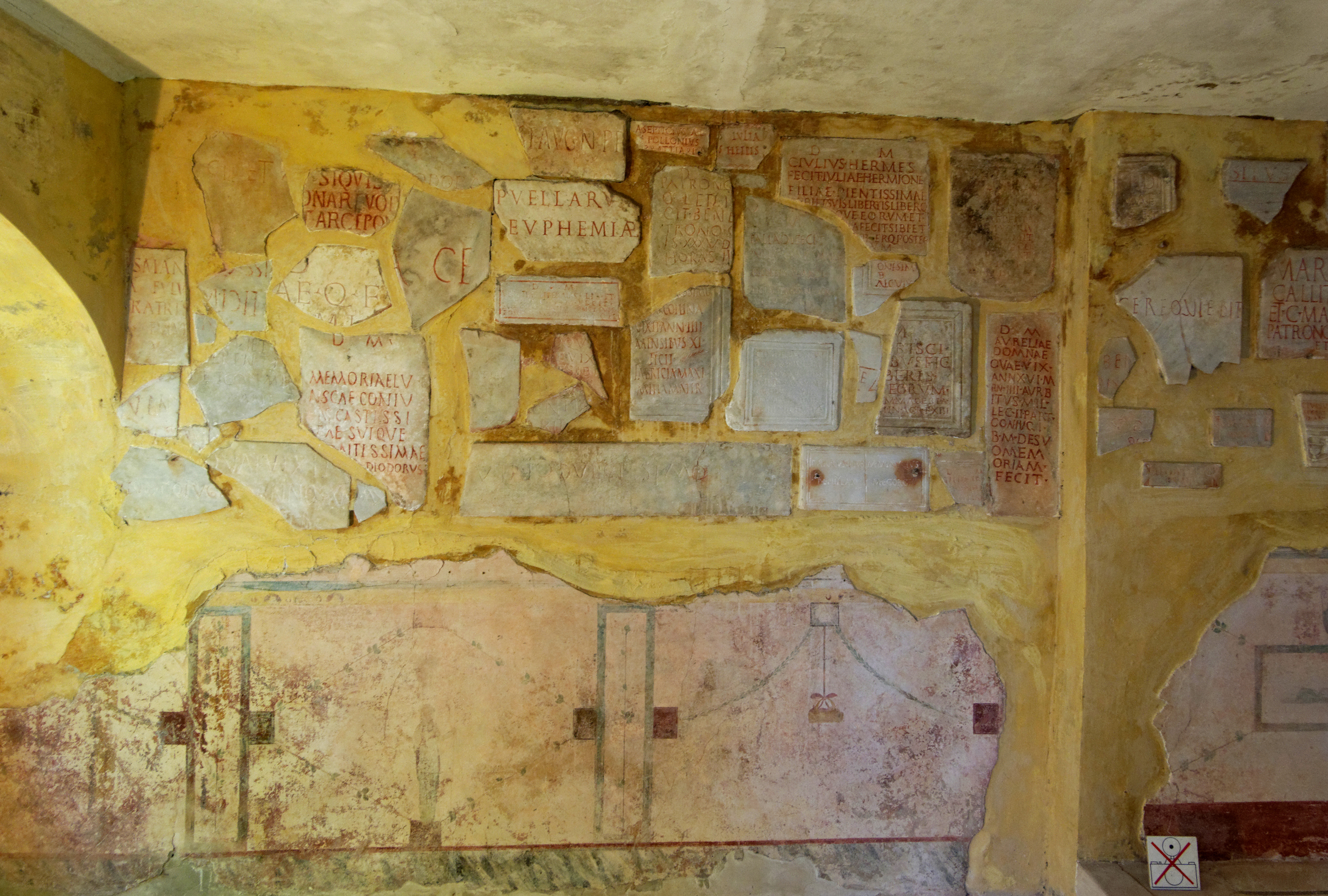
Коллекция античных надписей
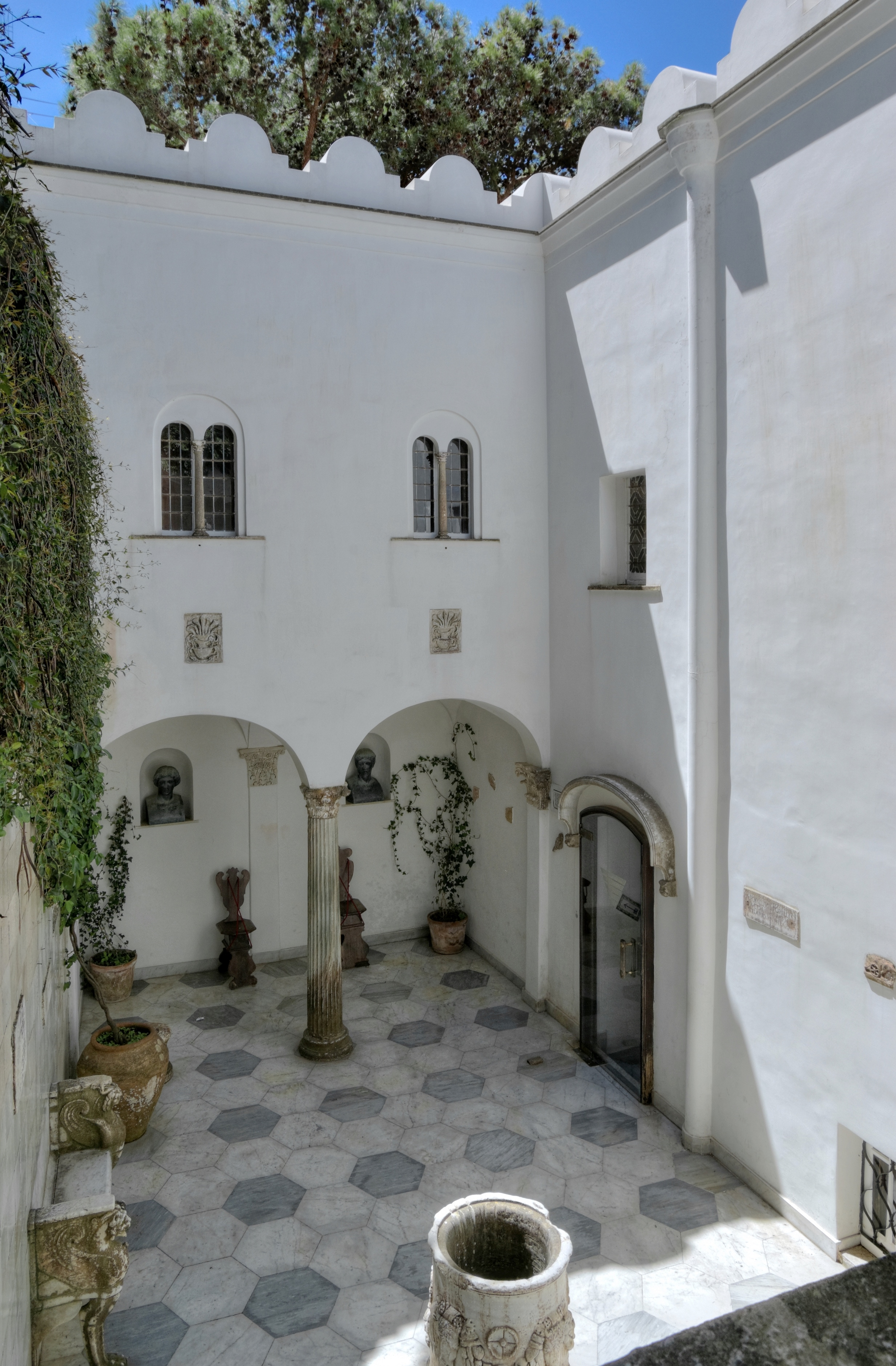
Внутренний двор

- Сфинкс, смотрящий на гавань
- Уголок сада
- Лоджия
- Портик

Несмотря на внушительный внешний вид, вилла Акселя Мунте была тесной и объём внутренних помещений был невелик. Убранство по меркам XIX века было аскетичным: белёные стены и потолки украшались немногими картинами, греческим рельефом Медузы и гравюрами Дюрера. Бывшая часовня Сан-Микеле превратилась в библиотеку и музыкальный салон, где стоял рояль. Предметы мебели были такими, «что нельзя купить только за деньги». Над входом был установлен витраж, некогда поднесённый горожанами Флоренции Элеоноре Дузе, а ею передаренный Акселю в память о пребывании на вилле. На первом этаже располагались кухня и столовая, наверху были только спальня, кабинет и терраса с перголой, но затем дом перестраивался. Вилла вообще не выдерживала ни одного из существующих стилей, отражая личные вкусы владельца. Хотя Мунте и писал Сибберну, что строил дом «в поте лица моего», в действительности работами руководил Аристид Сарторио. О своих коллекциях антиков Мунте рассказывал много историй, хотя надгробия и надписи на них (а также оставшиеся в архиве квитанции) свидетельствуют, что они происходили из антикварных магазинов Рима и Неаполя.

Вилла Сан-Микеле
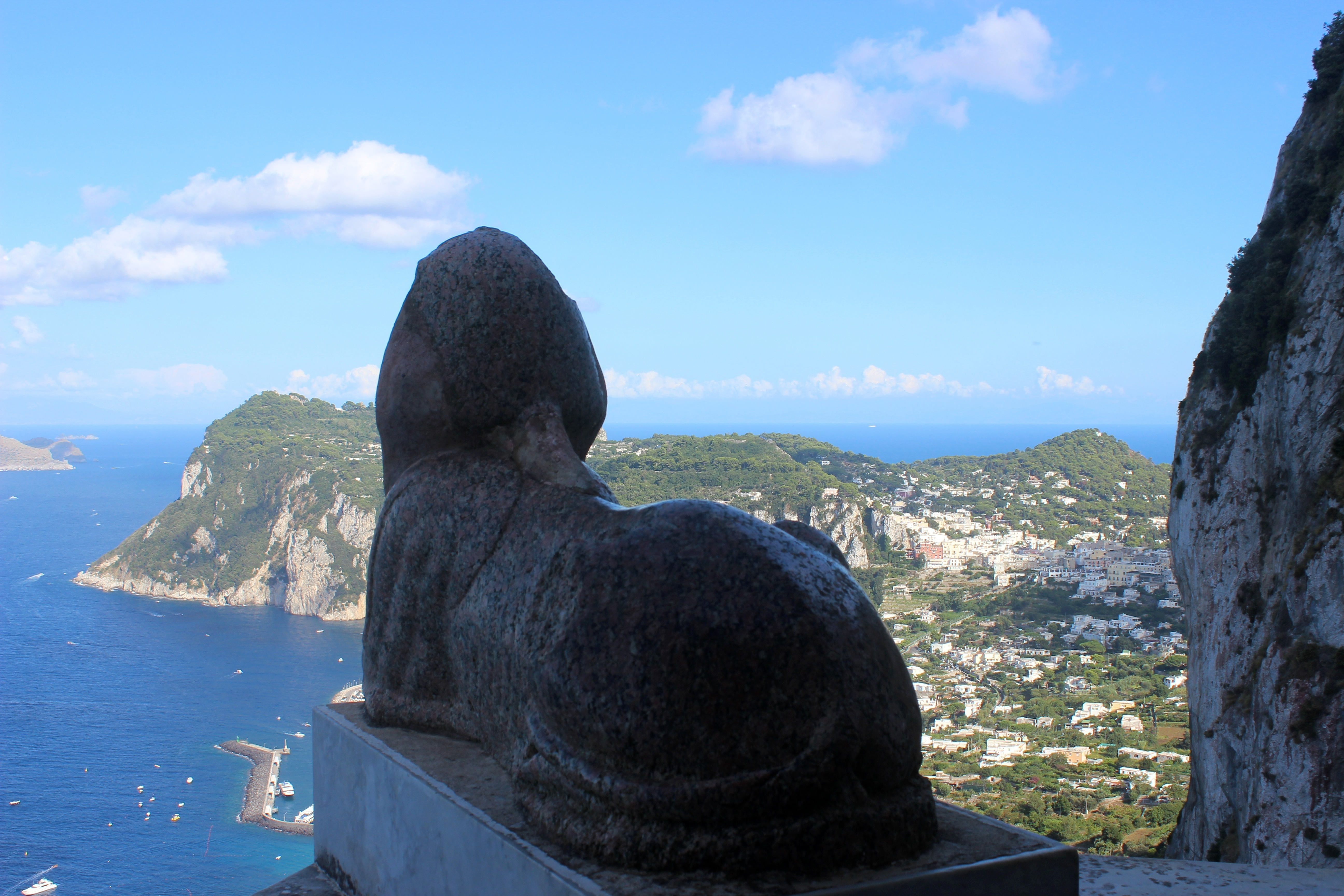
Принцесса Мария Луиза Ганноверская во время визита на виллу в 1903 году
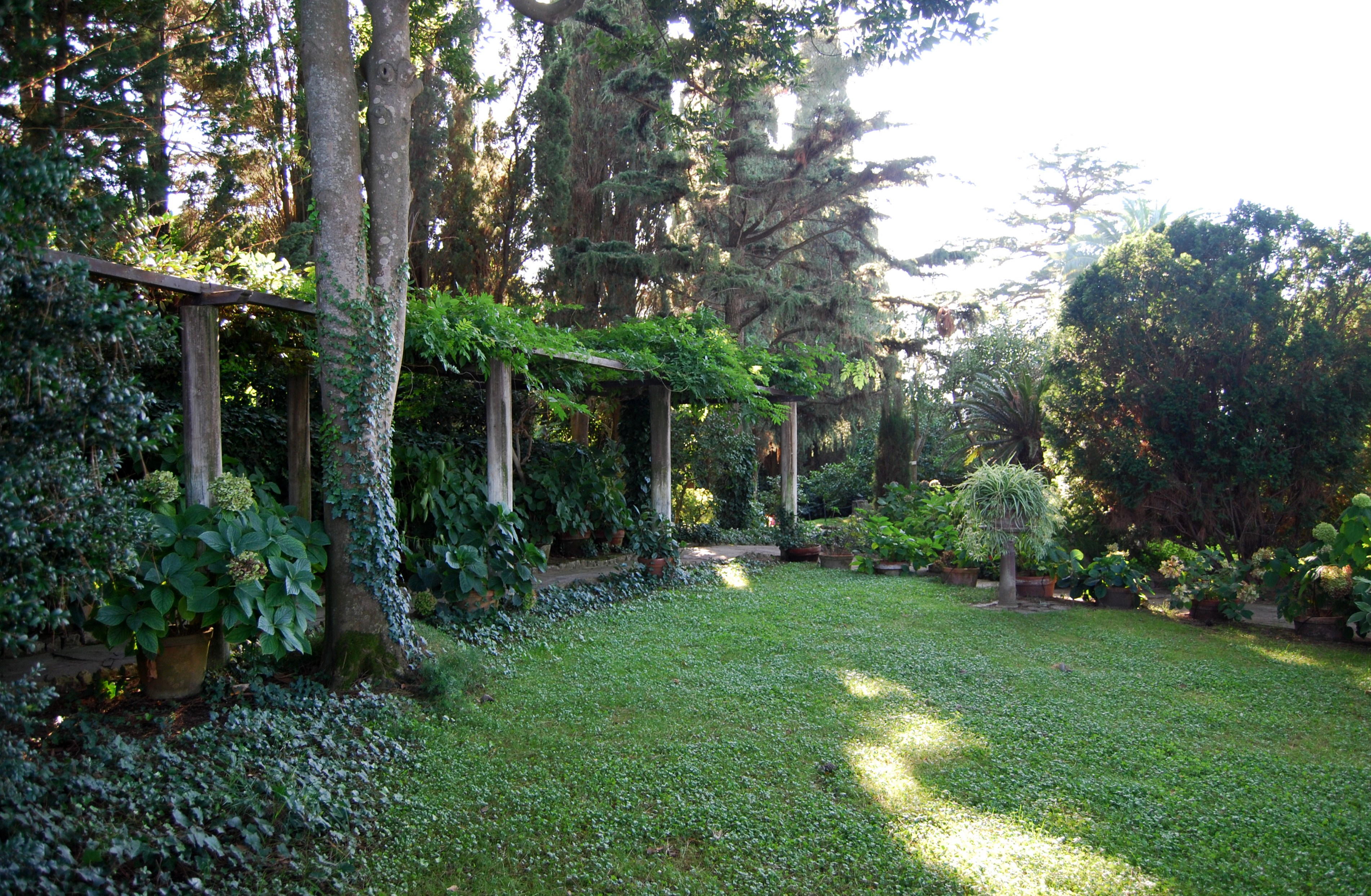
Копия античного рельефа из коллекции Фарнезе
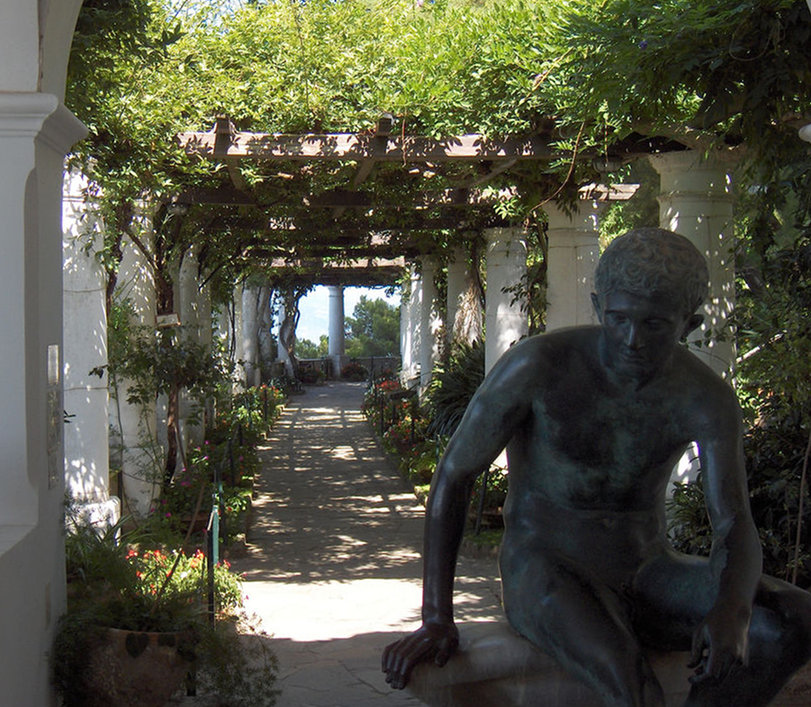
Коллекция античных надписей
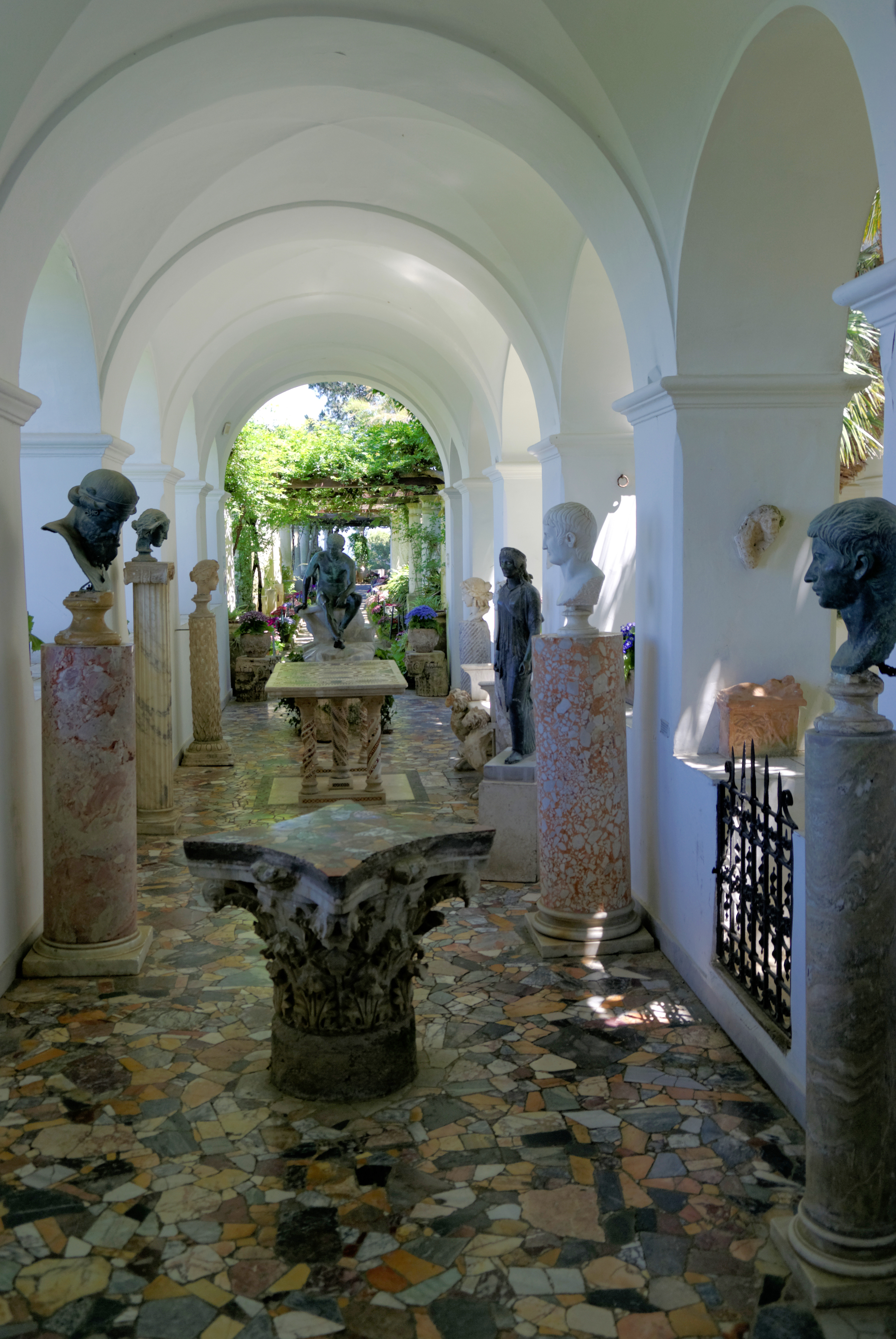
Внутренний двор

Одним из первых посетителей стал Оскар Уайльд, который прибыл в Неаполь в октябре 1897 года после отбытия тюремного срока за «содомию и безнравственность». Мунте пригласил его на обед вместе с другом лордом Дугласом. Генри Джеймс, побывавший в Анакапри 13 июня 1899 года, документировал завершение строительства. В частном письме он назвал дом Мунте «сочетанием самой фантастической красоты, поэтичности и бесполезности, когда-либо собранными в одном месте». Ни Уайльд, ни Джеймс не использовали названия «Сан-Микеле»; кронприцесса Виктория, побывавшая в гостях у своего лейб-медика 17 марта 1899 года, называла её «Вилла Тибериана», и это же название фигурирует в статье Corriere di Napoli. Виллу посещали императрица Елизавета (по-видимому, в 1897 году) и принцесса Стефания, а также свергнутая императрица Евгения, которая пригласила Мунте погостить у неё на яхте. Среди артистических посетителей виллы выделялись скульптор-американец Уолдо Стори, и Элеонора Дузе, которую Мунте искренне считал величайшей актрисой в мире.

Интерьеры виллы Сан-Микеле
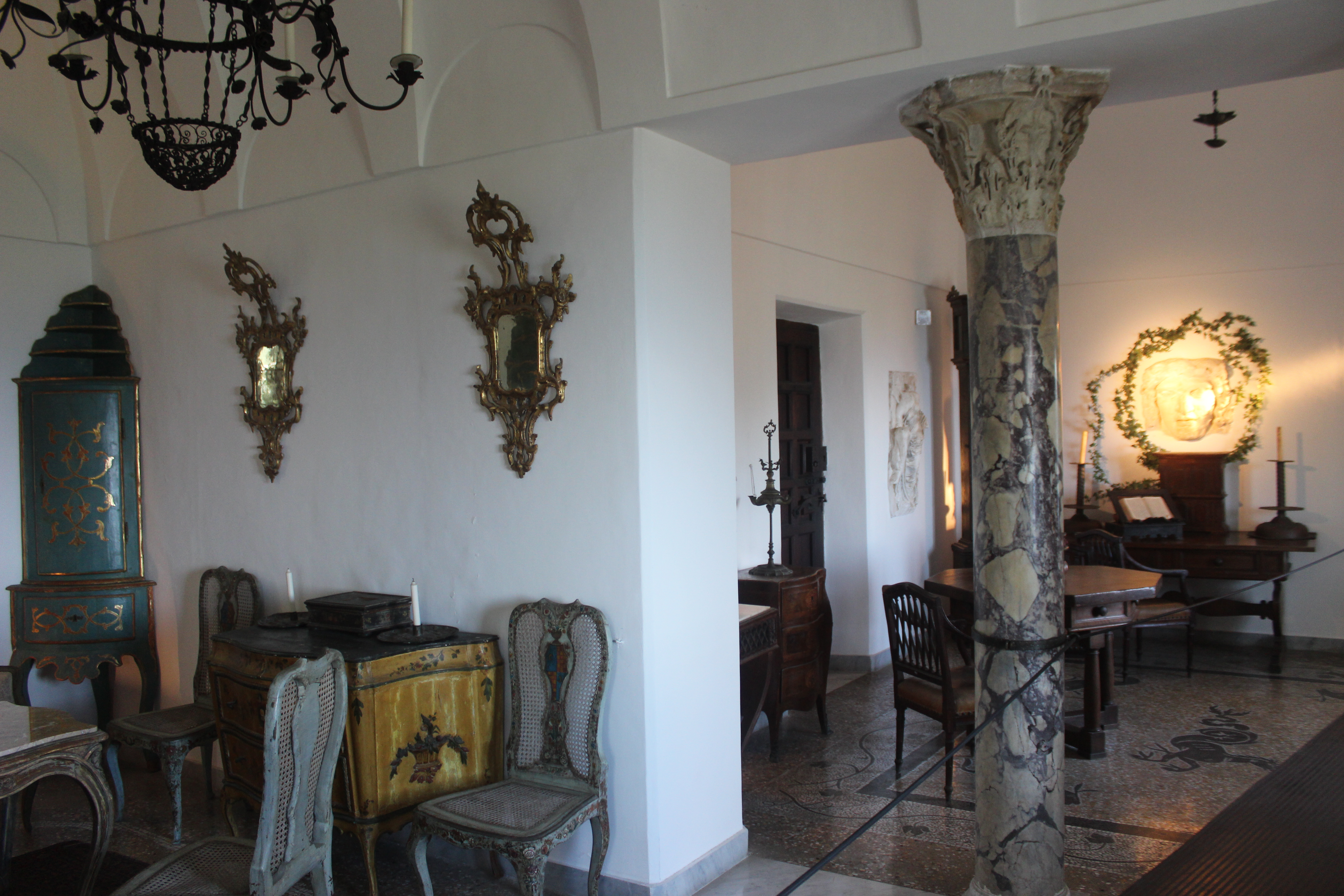
Гостиная-кабинет
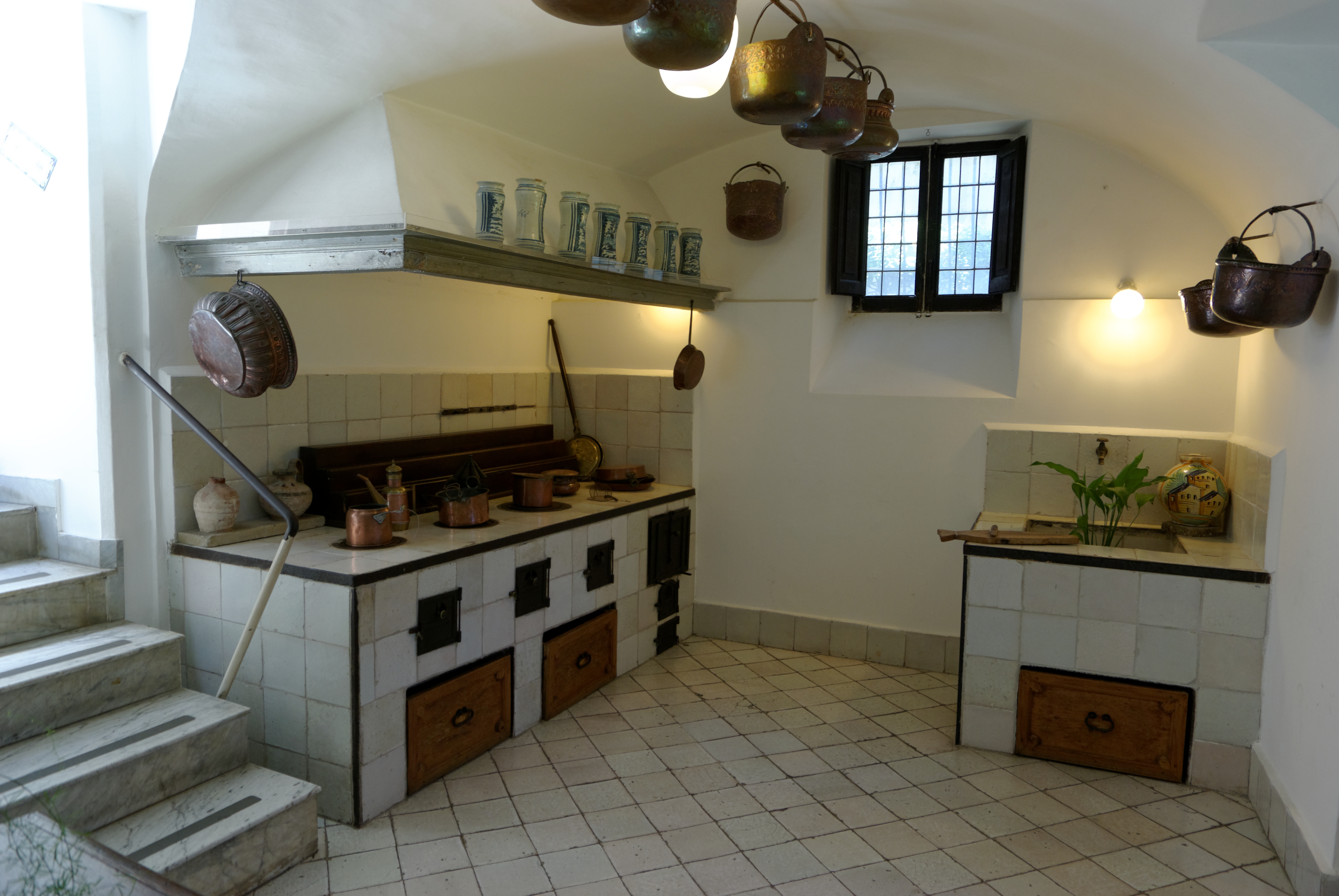
Кухня
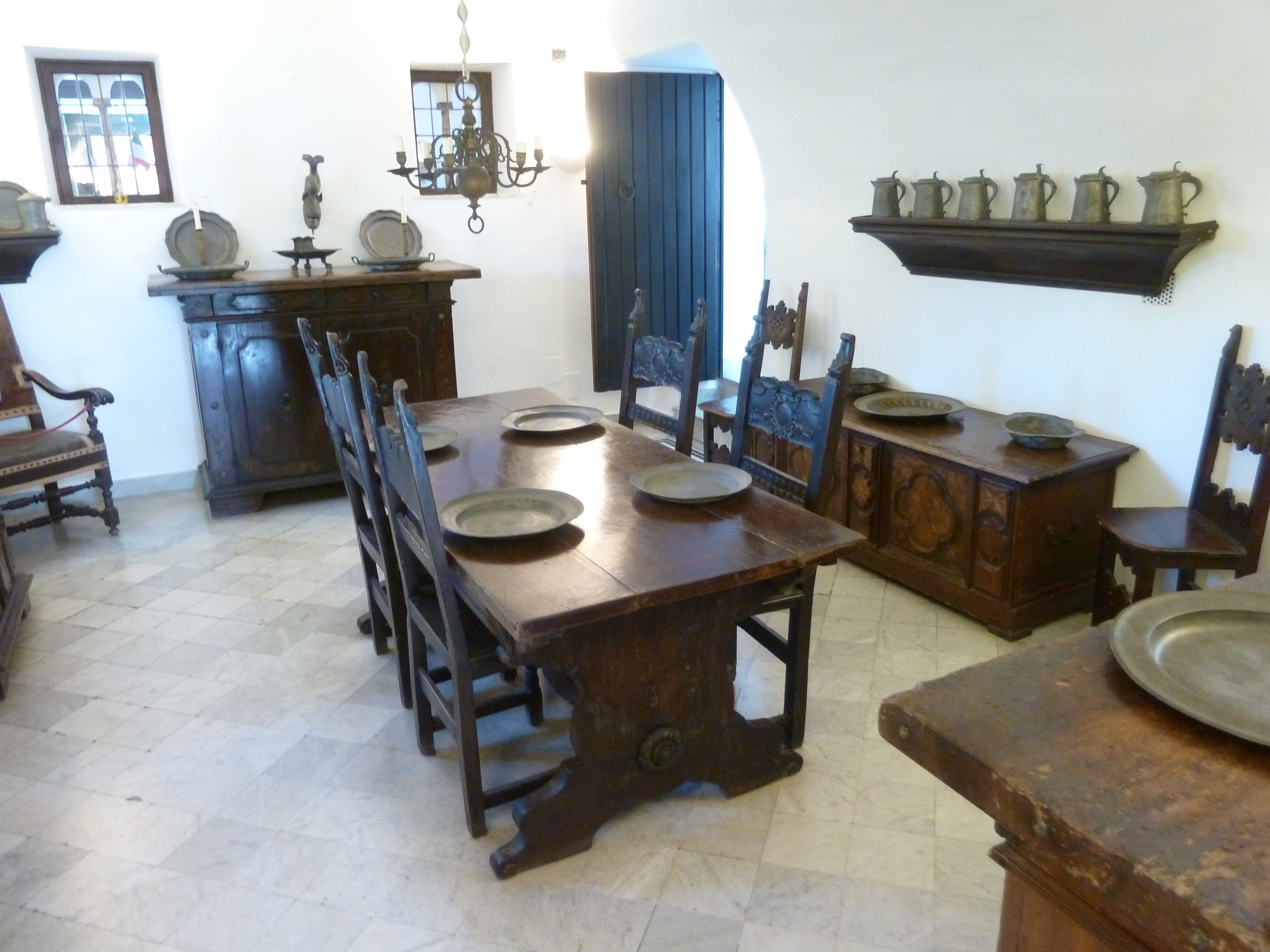
Столовая
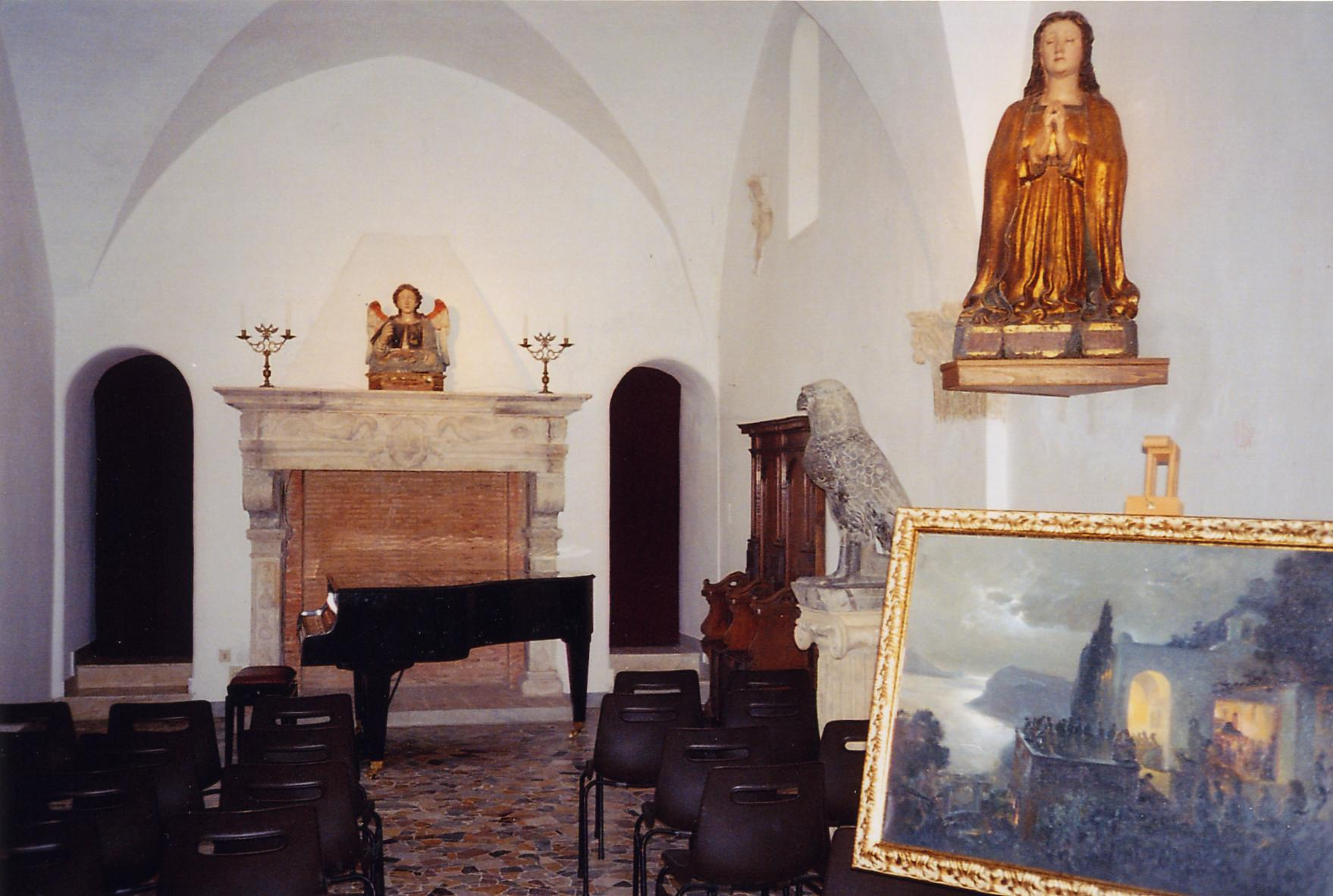
Музыкальный салон — бывшая часовня

Быт Мунте описала гостившая у него шведская писательница Эллен Кей, которая характеризовала виллу как «чудо вкуса». Также она свидетельствовала, что местные жители высоко ценили своего Il dottore, прощая ему множество чудачеств. В 1902 виллу посетила супруга шведского посла Александра Бильдт с дочерью. Она нашла, что Мунте — неисправимый мизантроп, который любил небезобидные шутки. На аллее к деревьям были привязаны обезьяны, которые атаковали гостей. У ворот были установлены четыре церковных колокола, по тону которых хозяин определял категорию гостя, и достоин ли он персонального внимания: сортировку посетителей и подачу сигнала осуществлял слуга. В доме прислуживали молоденькие девушки, которых хозяин не вывозил в Рим, дабы «не испортить их». Это были дочери местных крестьян, которым не платили жалования, и которые считались частью la famiglia. Мунте испортил отношения с братом Арнольдом и с сестрой, и Арнольду пришлось напоминать в 1898 году о погашении долга ввиду тяжёлого заболевания. Несколько теплее были отношения с сестрой Анной, но и она ни разу не навестила брата в Италии.

### Придворное звание. Вторая женитьба

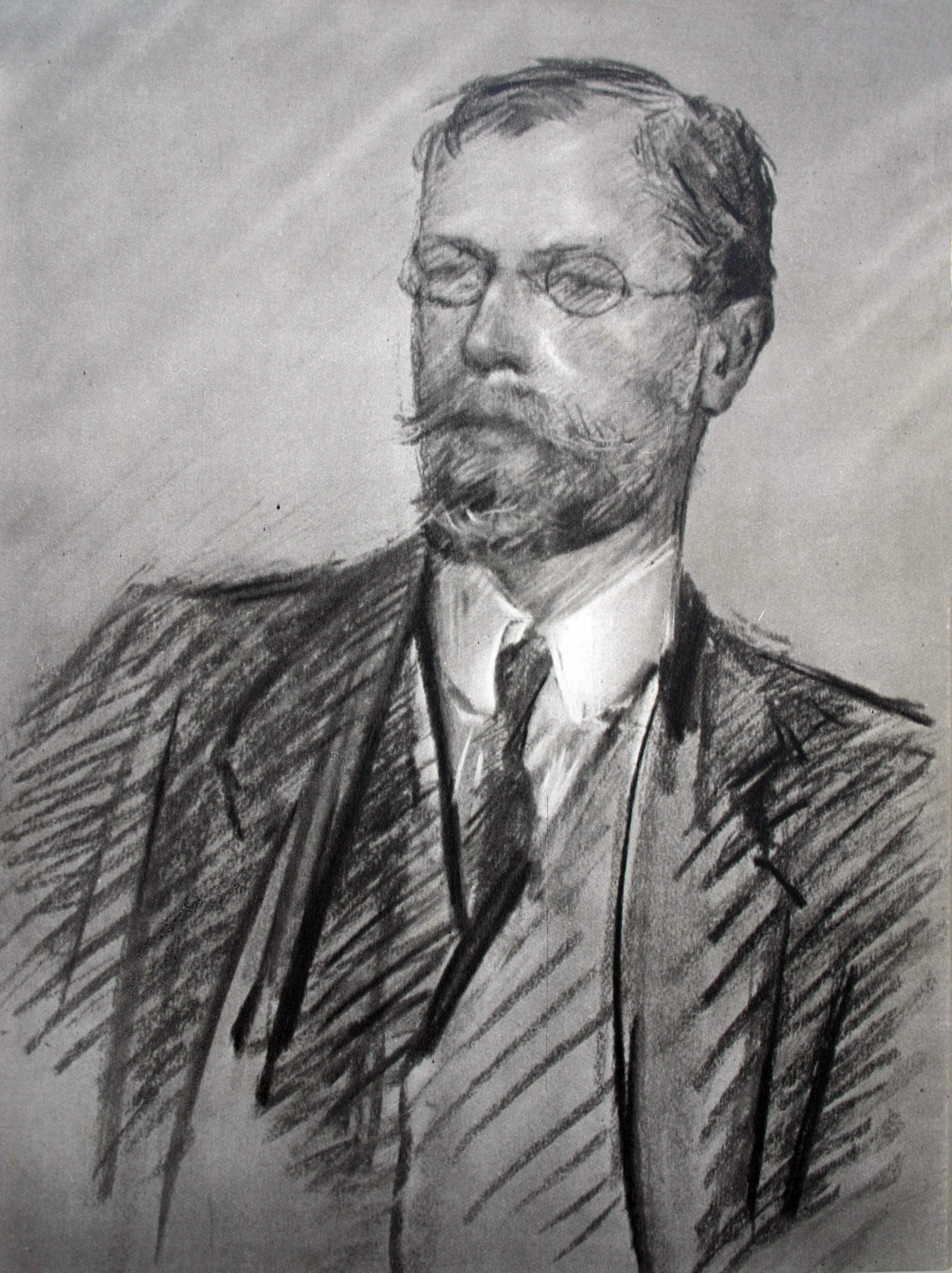
Аксель Мунте на портрете работы Феодоры Глейхен

В придворных британских кругах репутацию Мунте создала немецкая графиня Феодора Глейхен, связанная с семейством принца Альберта; у неё даже были собственные апартаменты в Сент-Джеймсском дворце. Будучи художницей, она создала известный портрет Акселя. В 1900 году Мунте единственный раз пересёк Атлантику и побывал в США, так как его призывал один из пациентов. В 1901 году пациентом Мунте сделался и 19-летний сын кронпринцессы Виктории — Густав-Адольф. Наконец, в 1901 году Аксель Мунте решился покончить с амплуа модного римского врача и окончательно обосноваться на Капри, хотя в переписке с кронпринцессой эта идея так или иначе обсуждалась с 1898 года. Подтолкнуло к решению также постановление итальянского правительства о лицензировании деятельности врачей-иностранцев, которые должны были сдавать письменный и устный экзамен на знание итальянского языка. Однако это не распространялось на кронпринцессу, которая весной 1902 года находилась на его попечении в Таормине, а затем месяц провела на Капри и отправилась в Баден через Венецию. Это было решением шведской королевской семьи и лично кронпринца Густава и королевы Софии, которые ещё в августе 1901 года писали Акселю, что Виктория сделалась крайне нервной, её состояние было угнетённым, и все надежды оставались только на Мунте. Когда он пригрозил подать в отставку, 21 января 1903 года его официально приняли на придворную службу в звании ординарного лейб-медика. В период 1901—1914 годов Виктория посещала Капри ежегодно, иногда останавливаясь в отеле «Моларо», находившимся в нескольких сотнях метров от виллы Мунте, а далее лейб-медик снял для кронпринцессы частную виллу, и однажды — целиком отель «Парадисо» в центре Анакапри. Вышколенную прислугу предоставили английские знатные пациенты, которые привозили с собой свиту. Кронпринцесса Виктория послужила дополнительной рекламой доктору Мунте, посетить виллу которого сделалось непременной частью программы гран-туров. Весной 1903 года виллу Сан-Микеле посетил граф Цеппелин, а в марте следующего года кузен Виктории — кайзер Вильгельм II, которого она встречала в гавани лично. Другой кузен Виктории — принц Максимилиан Баденский — даже сделался постоянным пациентом Акселя. Благодаря принцу Аксель стал посещать Байрёйтский фестиваль. Судя по приводимым Б. Янгфельдтом сведениям, принц боялся собственных гомоэротических фантазий, пытался лечиться у Крафт-Эбинга. После женитьбы на Марии Луизе Ганноверской принц провёл медовый месяц на вилле Мунте. Сам владелец уже не жил на вилле, потому что оказалось, что на ней некуда деваться от яркого солнечного света, которого не переносил швед. У него наблюдалось отслоение сетчатки на правом глазу, из-за чего пришлось постоянно носить тёмные очки. В мае 1902 года Аксель выкупил у некоего Артура Кинга поместье Torre di Materita, обошедшееся ему в 25 000 лир; главным преимуществом было то, что усадебный дом был обращён на запад. Далее, в 1903 году было приобретено поместье Torre della Guardia и участок с ещё одной виллой императора Тиберия, которую Мунте тут же начал раскапывать. Наконец, в мае 1904 год Аксель выкупил гору Барбаросса (выше виллы Сан-Микеле), на которой устроил заповедник и положил конец охоте на перелётных птиц, останавливавшихся на Капри для откорма.

Поместье Мунте Torre della Guardia. Фото королевы Виктории Баденской

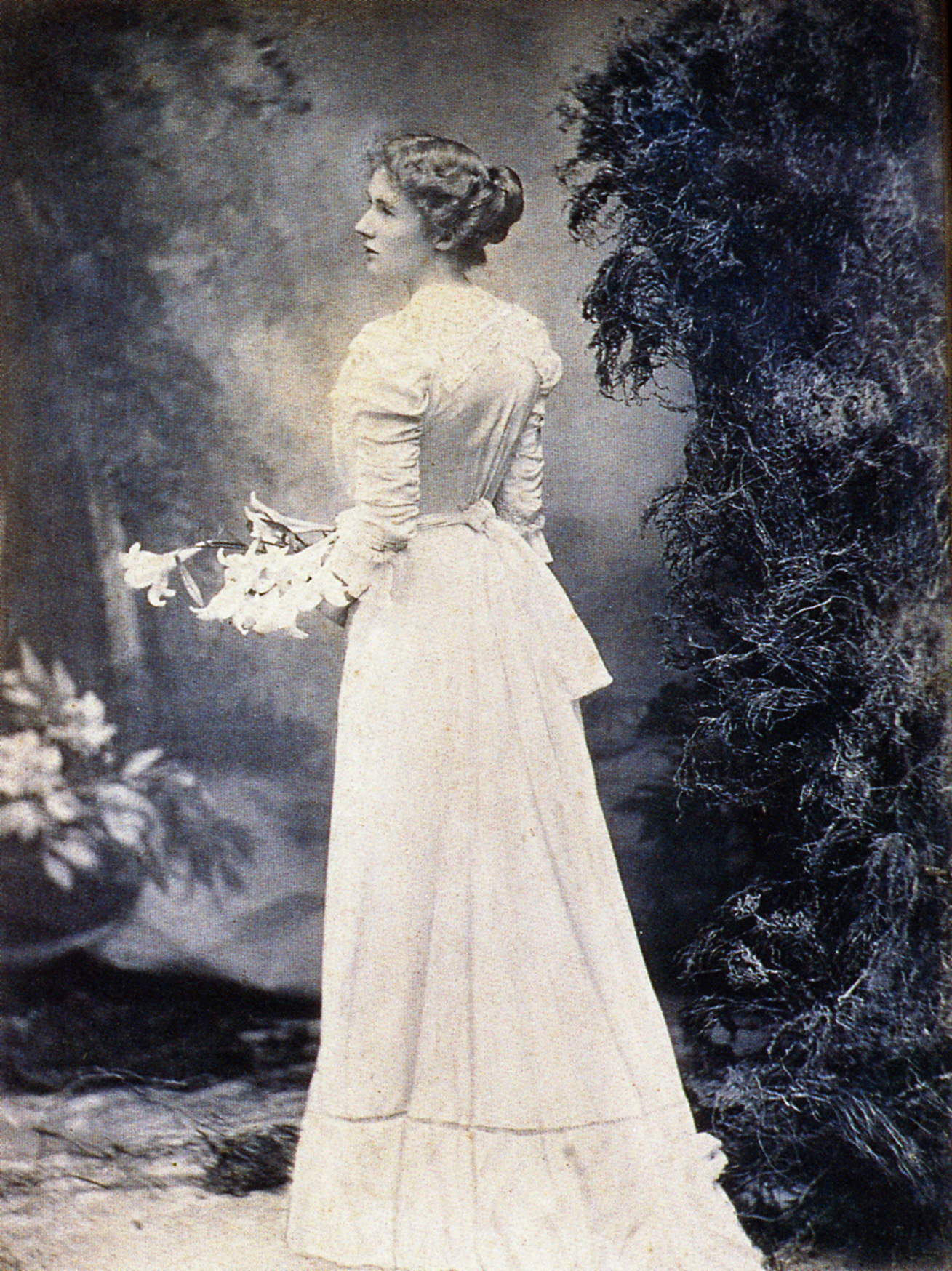
Хильда Пеннингтон-Мэллор — вторая жена Акселя Мунте

15 июня 1905 года в Виндзорском замке состоялась свадьба принца Густава Адольфа c Маргарет Коннаутской; в этот же день Мунте был сделан командором Королевского Викторианского ордена. Накануне Эдуард VII пожелал лично встретиться с врачом, о котором столько говорили его родственники и придворные. В сезон 1906 года принцесса Виктория крайне тяжело заболела после двойного юбилея — собственной серебряной свадьбы и золотой свадьбы своих родителей. Во время её выздоровления на Капри виллу Сан-Микеле посетили Райнер Мария Рильке (он квартировал на вилле Дискополи), Эллен Кей и Максим Горький. Писателем Горьким кронпринцесса была чрезвычайно увлечена, тогда как Мунте ближе сошёлся с Рильке. Однако если обычно Виктории помогала обстановка на Капри, то в тот сезон улучшения не последовало. В следующем году Виктория после кончины свёкра сделалась королевой Швеции, и Мунте был удостоен звания лейб-медика Её Величества.
По предположению Б. Янгфельдта, ухудшение зрения подтолкнуло Мунте к повторной женитьбе. Его избранницей стала 30-летняя Хильда Пеннингтон-Мэллор — дочь знатного англичанина, ведущего дела в Бразилии. Семья была космополитичной, много времени проводя во Франции, Италии и Греции. Это были пациенты Мунте: в его бухгалтерских книгах имя отца — Джона — появляется в 1898 году, рецепты, выписанные непосредственно Хильде, датированы августом 1903 года. По описанию Гудрун фон Икскуль, Аксель впервые встретил Хильду на посольском балу в Риме, и сравнивал её внешность «с греческой статуей». Отец и мать крайне не одобрили выбора Хильды (та назвала в личном письме родительницу «глупой и тёмной»); вероятно, их беспокоила разница в возрасте и репутация Мунте как сердцееда. Аксель Мунте был «своим» в высшем свете Лондона, и ещё в 1901 году по рекомендации Реннелла Родда был принят в Сент-Джеймсский клуб. 16 мая 1907 года Аксель и Хильда обвенчались в приходской церкви возле Гайд-Парк-Террас, где жил дядя Хильды. О свадьбе было публично объявлено через газету «Times» спустя два месяца. Б. Янгфельдт отмечал, что Аксель в этом браке вёл себя пассивно, более того, он приехал на собственное венчание в буквальном смысле на день из Бадена, где сопровождал серьёзно больную королеву Викторию. Вечером того же дня 16 мая он возвратился обратно. Хильда в тот период относилась к нему «с обожанием», даже освоила шведский язык. В свадебное путешествие они отправились в июле, сначала в Данию, а затем в шведскую деревню Лександ, где обосновались надолго. В Лондоне молодожёны поселились у тёти Хильды Урсулы Брайт на улице Сент-Джеймс-плейс, дом № 31, на Пикадилли. Судя по ряду косвенных свидетельств, супруги договорились, что будут проводить вместе только половину года, остальное время Мунте должен был исполнять свои обязанности лейб-медика, преимущественно, на Капри. Через девять месяцев после поездки в Швецию 3 апреля 1908 года у пары родился первый ребёнок — сын. Он был крещён Йоном Акселем Викингом, но в обиходе именовался Питером. 30 января 1910 года последовал второй сын. На сей раз Хильда попросила альманах с традиционными шведскими именами, и мальчик был крещён как Людвиг Малькольм Гран Мартин, чаще называемый по второму имени.
Отношения с королевой Викторией оставались прежними. На зимний сезон Хильда переезжала в отцовский дом в Биарриц, тогда как Аксель сопровождал королеву на Капри. По её просьбе он оформил на своё имя виллу «Каса Каприле» в четверти часа пешей ходьбы от «Башни Акселя» (Торре ди Материта), отделав и обставив её под вкусы своей баденской пациентки. Вскоре Мунте купил по соседству виллу Соле. Поскольку содержать неиспользуемую виллу Сан-Микеле было слишком накладно, Мунте ещё 1904 года стал сдавать свою недвижимость в аренду. Два сезона там прожила некая американка миссис Бодин, которая платила по 640 фунтов стерлингов в год — очень существенная по тем временам сумма: постой в отеле обошёлся бы в треть этой суммы. Поскольку королевское семейство настаивало, чтобы лейб-медик имел недвижимость в Швеции, Мунте купил у прихода в Лександе на 50-летний срок права на участок, и после рождения сына Малькольма начал строительство. После рождения сына Питера Мунте сопровождал королеву в Берлин, где 31 мая 1908 года кайзер Вильгельм возвёл врача в звание кавалера Ордена Короны II степени.

### От Мессинского землетрясения до Первой мировой войны
В конце 1909 года Аксель впервые с 1888 года переиздал в Швеции свои «Причуды», по-прежнему под псевдонимом «Пак Мунте». В текст старой книги было включено эссе «Мессина», — первое новое литературное произведение за двадцать лет. Мессинское землетрясение 28 декабря 1908 года Мунте встретил у себя на Капри и немедля устремился к месту катастрофы. 10 января 1909 года Мунте писал из Катании, что провёл 11 дней на руинах, и по сравнению с увиденным «холера в Неаполе была детской игрой». 27 января вышла его первая корреспонденция, встреченная, большей частью раздражением критиков, обвинявших Акселя в сентиментализме и лицемерии. Тем не менее, итальянское правительство удостоило Мунте «медали Мессины».
На рубеже 1912—1913 годов пациенткой Мунте была великая княгиня Мария Павловна, которая даже побывала у него на Капри, но, в конечном счёте отказалась от его услуг как гипнотизёра. Ещё в 1909 году он удостоился ордена Св. Станислава II степени во время официального визита российского императора в Швецию. В сентябре 1913 года Мунте посетил Санкт-Петербург и был удостоен приватной аудиенции у царской семьи; возможно, речь шла о возможном участии шведа в лечении Александры Фёдоровны. На память Мунте получил серебряную шкатулку с изображением Михаила Архангела.
Несмотря на неоднократно декларируемую нелюбовь к немцам, после объявления войны, ставшей всеевропейской, Аксель Мунте занимал антироссийскую позицию, и заявлял, что историческая роль Германии — заслон от «российской азиатчины». Швеция, хотя и была нейтральной, имела сильные прогерманские настроения, что выражалось и в прессе. Лето 1914 года Хильда с сыновьями проводила в Лександе, и Мунте полагал, что самым безопасным для них было бы обосноваться в Швеции до конца боевых действий. После падения Брюсселя 24 августа Аксель и Хильда с детьми выехали в Шотландию. Мунте подал в отставку с придворной службы, но она официально не была принята. Зиму 1914—1915 года семейство провело на Капри: Хильда с сыновьями расположились на вилле Сан-Микеле, а сам Аксель — в Торре ди Материта. Муниципалитет Анакапри 22 декабря 1914 года пожаловал ему почётное гражданство за попечение о бедных. Беспокоясь, что Швеция вступит в войну на стороне Германии, Мунте в 1915 году подал прошение о натурализации лично премьер-министру, подкрепив его прошениями от трёх бывших послов Великобритании в Стокгольме. После отказа он отправился на Западный фронт, поступив в госпиталь Французского Красного Креста в Париже, в котором проработал 9 месяцев. Из-за ухудшения зрения летом 1916 года Мунте пришлось устроиться в психиатрической клинике в Лондоне. Сестра Анна крайне неодобрительно отнеслась к его действиям. Обо всём, что он увидел и пережил на войне, он написал книгу «Красный крест и Железный крест». В июне 1916 года швед публично отказался от всех немецких наград. Резкие действия Мунте не привели к разрыву с королевой, остававшейся на малой родине в Бадене, они переписывались через посольство в Риме и даже обменивались подарками.

### Годы кризиса

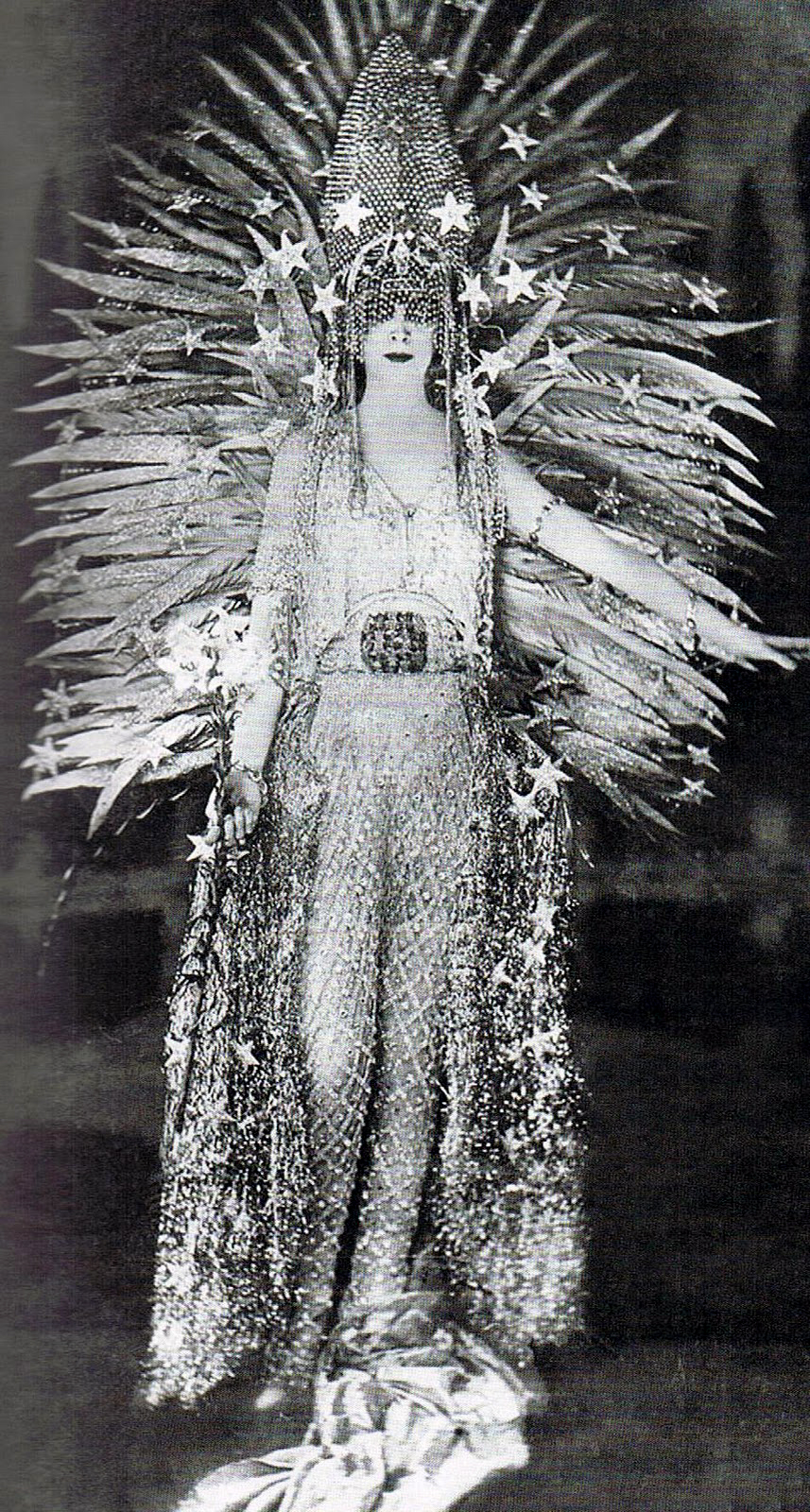
Луиза Казати

С сентября 1916 года Мунте надолго обосновался на Капри, жизнь на котором почти не отличалась от довоенной. Хильда с сыновьями в жаркое время года уезжала в Биарриц. Когда в 1917 году остров столкнулся с эпидемией «испанки», Мунте, как обычно занимался практикой в бедных районах. Тогда же на острове появились русские эмигранты, отделение Красного Креста в Анакапри возглавила княгиня Челищева, а её родственница Наталья Халютина даже служила у Мунте секретарём. В эти же годы баронесса Гудрун фон Икскуль унаследовала виллу Дискополи от тётки и они стали теснее общаться с Мунте. Годы войны оказались катастрофическими для брака Акселя и Хильды. Лето 1918 года они провели в Сен-Жерве-ле-Бен в Савойе, а в феврале 1919 года Хильда навсегда покинула мужа. Причин их разрыва было множество, но приводимые самим Мунте версии неубедительны. Бенгт Янгфельдт утверждал, что именно Хильда была инициатором как их брака, так и расставания. Сохранилось её письмо к подруге Катрин Солаль де Селиньи, из которого следует, что физическая сторона их брака закончилась с началом войны, но проблемы начались намного ранее. Первый серьёзный скандал произошёл в лондонском доме ещё в 1910 году, когда Хильда застала мужа с итальянской служанкой Марией Вива. Впрочем, сам Мунте заявлял, что был верен супруге, пока держался их брак, и обвинял её в безосновательной ревности. Некоторые странности объяснялись тем, что Аксель был не в состоянии читать при искусственном свете, и, страдая бессонницей, нуждался в чтеце или чтице, пока находился в постели. Также Аксель опровергал слухи, что Хильда, якобы, застала его в Материте с русской дамой. Хильда и Аксель приняли решение не разводиться официально, сыновья оставались при матери. Дополнительный скандал вызвала судьба дома в Лександе, который нравился миссис Мунте, и которая предлагала его выкупить. Когда Аксель предложил построить новый дом по соседству, она обратилась к адвокату, и Мунте решил дело мирным соглашением, передав бывшей супруге все права на дом и участок. В 1924 году он попытался как-то восстановить общение и в результате бывшие супруги переписывались в течение полугода. Впервые за пять лет Аксель постарался узнать, в каком состоянии его сыновья, в какую ходили школу и каковы их перспективы. Он предложил официальный развод, что было встречено с негодованием, равным образом, Хильда негативно восприняла идею общения отца с сыновьями, считая, что это им повредит. Окончательно они разругались в 1928 году, когда Хильда решила, что Малькольм и Питер должны получать образование в Стокгольме и получить шведское подданство. Более Аксель и Хильда никогда не общались, даже в письменном виде, и не интересовались делами друг друга.
После разрыва с женой резко ухудшилось финансовое положение Акселя Мунте. В 1919 году он поселил в Торре делла Гуардиа некую русскую эмигрантку с двумя детьми, которые в итоге задержались там на год. Летом 1920 года виллу Сан-Микеле арендовала крайне эксцентричная маркиза Луиза Казати. Мунте познакомился с ней в Париже или Риме ещё до войны. Маркиза переустроила виллу под свои вкусы, убрав все антики, кроме головы Медузы и сфинкса, окна и двери были украшены занавесями из золотого кружева, а полы устлали звериными шкурами, и обставили помещения новой мебелью. Сад украсили стеклянными цветами, специально заказанными в Мурано. По условиям договора Мунте был вынужден снабжать продовольствием свою постоялицу, лакей которой требовал по две курицы в день. Уже в августе 1920 года Аксель подал на Казати в суд и лишь с большим трудом от неё избавился. В 1924 году он сдал виллу за 200 фунтов стерлингов в год с правом субаренды. В конце концов туда вернулась Луиза Казати, которая до конца 1920-х годов платила по 70 000 лир за право проводить в Сан-Микеле несколько осенних недель. Затем Мунте потребовались немалые расходы, чтобы привести свою собственность в исходное состояние. Судя по переписке с Хильдой, на Капри в Материте у Акселя по-прежнему был «гарем», в котором главными были Розина (сестра Джованнины) и Наталья Халютина, которую сам Мунте характеризовал как «бесполую и безмозглую».
Лишь в 1921 году Мунте вернулся в Швецию — на две недели, а королева Виктория посетила свою виллу на Капри лишь в 1923 году, когда Аксель вернулся к прежней роли врача-конфидента. Состояние здоровья самого Мунте продолжало ухудшаться: катастрофически портилось зрение, даже письма, напечатанные на машинке, зачастую бессвязны, ибо он не видел, что пишет, и не мог перечитывать. Осенью 1922 года на правом глазу с отслоившейся сетчаткой начались такие боли, что глаз был удалён в Карлсруэ; операцию делали без наркоза. Акселю заказали стеклянный глаз, причём окулисту пришлось трижды проводить осмотр, чтобы уточнить цвет радужной оболочки. Оставшийся глаз стал меньше страдать от солнечного света, позволив Мунте путешествовать. Аксель заинтересовался новостями об открытии гробницы Тутанхамона. Собственно, швед хотел совершить путешествие в Египет ещё в 1914 году, поскольку был знаком с лордом Карнарвоном по Сент-Джеймсскому клубу, в котором оба состояли. Однако до Луксора Мунте добрался лишь в ноябре 1923 года. Говард Картер не выносил туристов, даже самых высокопоставленных, поэтому заручился рекомендациями комиссара Эдмунда Алленби и сэра Реннелла Родда. 23 ноября Картер принял Мунте и позволил ему весь день провести в погребальной камере, швед отдарился изданием своих очерков 1908 года. С тех пор Аксель Мунте ещё два раза посетил Долину Царей — в январе и декабре 1925 года; в последний раз уже после вскрытия гроба и снятия золотой погребальной маски фараона. Говард Картер подарил доктору Мунте свою фотографию с автографом, датированную 25 декабря 1925 года, и древнее кольцо с трёхглавой коброй, хотя и уточнил, что оно не из гробницы Тутанхамона. В ответ Мунте вручил археологу серебряный стакан, и описывал, что угадал: слабостью Картера были серебряные безделушки. Новый, 1926 год швед встретил на вилле Картера в Долине Царей и приглашал англичанина к себе в Сан-Микеле. Встречались ли они во время поездки Картера с лекциями по Швеции в 1930 году, и сыграл ли Мунте какую-то роль в его приглашении, неизвестно. Впрочем, когда Аксель Мунте вздумал навестить Говарда Картера в 1932 году в Лондоне, археолог не принял его.

### Последние годы жизни королевы Виктории Баденской

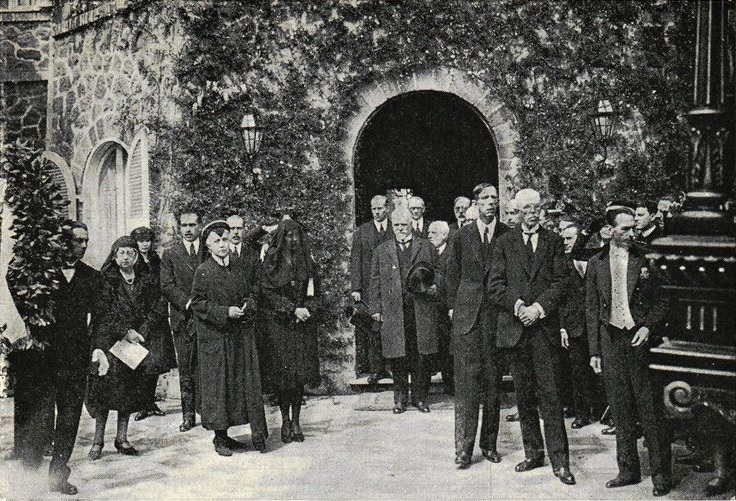
Вынос тела Виктории Баденской в Риме 5 апреля 1930 года. Аксель Мунте (в очках) виден в арочном проёме справа

В феврале 1926 года королева прибыла на Капри в крайне тяжёлом состоянии: приступы кашля могли продолжаться по нескольку часов, и следовало опасаться, выдержит ли сердце. Мунте тогда находился в Лондоне, лечась от бессонницы, и был вызван срочной телеграммой короля Густава. Мунте категорически заявил, что сердце королевы в полном порядке, но потребовал провести консилиум, на который привезли из Гейдельберга профессора Креля. Диагноз и прогнозы Мунте были подтверждены. В сентябре того же года Хильда позволила Акселю приехать в Ленсанд на три или четыре дня, когда он впервые за долгие годы увидел сыновей. Далее он два месяца сопровождал королеву, для которой на зиму сняли дом в Риме, опасаясь, что она не перенесёт переезда до Капри. Тогда же маркиза Казати заплатила Мунте долг по аренде виллы Сан-Микеле — 10 000 лир, но осталась должна ещё пятьдесят тысяч. В начале 1927 года Виктория Баденская пережила тяжелейшую пневмонию, крайне угнетённым было и её психическое состояние, она стала колоть морфин. Было решено приобрести для неё дом на сезон 1928 года, чем занимался лично Мунте. В октябре 1928 года она побывала на Капри и в ноябре в сопровождении своего лейб-медика возвратилась на купленную для неё виллу. Королева должна была присутствовать на праздновании 70-летия своего мужа Густава V 16 июня 1929 года, но состояние не позволило ей участвовать в мероприятиях. Мунте сопровождал её, причём к тому времени он до такой степени перестал заботиться о себе, что охрана отказывалась пропускать его во дворец.
Помимо состояния здоровья королевы, в 1928—1929 годах Мунте был занят устройством заповедника для перелётных птиц на Капри и хлопотами по изданию своей новой книги «Легенда о Сан-Микеле». Идея с заповедником вызвала озлобление местных жителей, которые отравили его собак; королева Виктория подарила ему двух новых. О быте доктора с 1928 года заботился Витторио Массимино — 16-летний сын служанки Розины, а также Наталья Халютина, которая с 1923 года везде сопровождала Акселя как чтица и секретарь; именно она вычитывала и перепечатывала рукописи патрона. Королева её невзлюбила, называя «большевичкой», поэтому Мунте пришлось селить Н. Халютину в съёмной комнате в близлежащем галликанском монастыре. Книга вышла в свет 2 мая, но Мунте не стал дарить её королеве лично, удалившись на месяц на Капри. Виктория Баденская не одобрила тщеславия лирического героя, ассоциируемого с автором, а также того, что она характеризовала как «навязчивый эротизм». Для продвижения книги Мунте ездил в Лондон — вновь в обществе Халютиной, и был разочарован, что в прессе не было большого резонанса, хотя продажи побили все рекорды.
Состояние королевы весной 1930 года резко ухудшилось. 4 апреля в 19:00 она скончалась, что было удостоверено бюллетенем за подписью Первого лейб-медика Мунте. Впоследствии он уверял, что королева невыносимо мучилась перед смертью, и он «помог ей умереть без дальнейших страданий», но неясно, идёт ли речь о вводе болеутоляющего или эвтаназии. Вызванные из Неаполя король и кронпринц полностью одобрили все меры лечения и ухода. Королева завещала забальзамировать её тело, что также было проделано Мунте. Он участвовал в выносе тела, но не стал сопровождать августейшее семейство в Стокгольм. На похоронах 12 апреля в церкви Риддархольмена присутствовала Хильда Мунте, которая даже была удостоена беседы королём Густавом V.

### Тридцатые годы

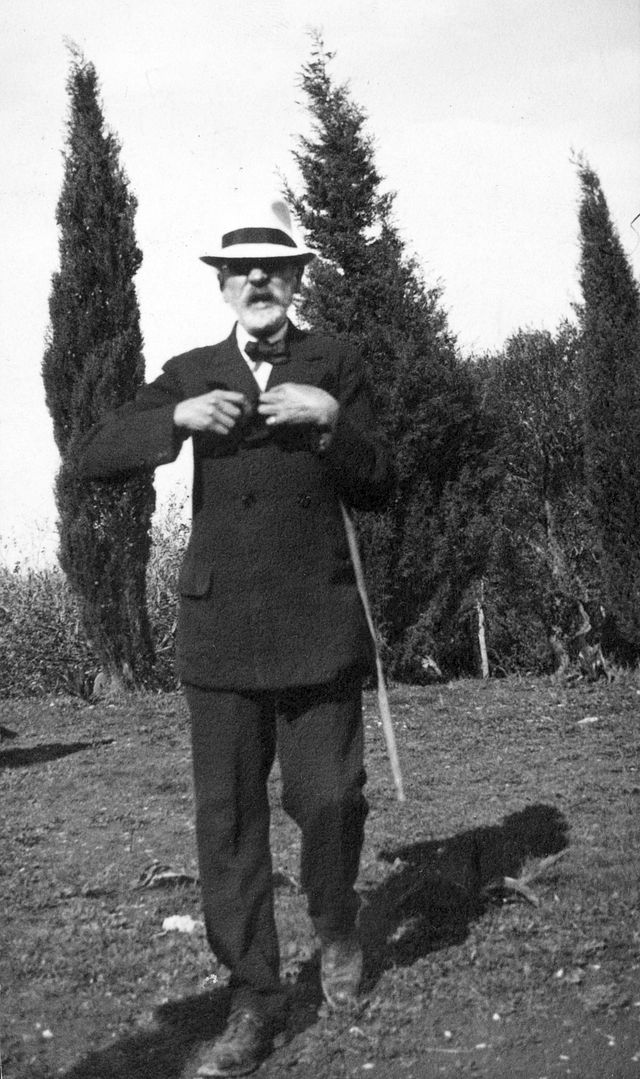
Фото Акселя Мунте из шведского издания «Легенды о Сан-Микеле» 1935 года

Небывалый международный успех «Легенды о Сан-Микеле» и сопутствующие доходы побудили Мунте реализовать один из давних проектов. Ещё с 1901 года он состоял в Неаполитанском обществе защиты животных. В 1904 году, выкупив гору Барбаросса на Капри, Мунте организовал там заповедник для перелётных птиц. В 1931 году Мунте от своих гонораров пожертвовал 100 000 крон в память покойной королевы, которые следовало потратить на помощь слепым саамам, и на охрану животных. Далее он решил запретить охоту на птиц на всей территории Капри и обратился с этой целью к Муссолини. Итальянский перевод «Легенды…», вышедший в 1932 году, был посвящён принцессе Мафальде и снабжён новым предисловием, пафос которого сводился к протестам против массового забоя перелётных птиц, курсирующих между Северной Европой и Африкой. Обращение к дуче возымело действие: 12 ноября 1932 года на всех территориях острова Капри были запрещены все виды охоты во все времена года. Этот указ вызвал массу возмущения на острове и публичное одобрение редакции «The Times» (номер от 14 декабря) и обществ охраны животных по всему миру. Британское общество против жестокого обращения с животными присудило итальянскому министру сельского хозяйства свою награду. 27 января 1933 года Мунте опубликовал на эту тему статью в «The New York Times», а далее удостоен торжественного обеда в Лондонском обществе защиты птиц, на котором было 1000 гостей, в том числе Бернард Шоу, прочитавший для Акселя приветственный адрес.
Мунте и вилла Сан-Микеле пользовались спросом у журналистов иллюстрированных изданий, однако доктор категорически отказывал голливудским киностудиям в правах на экранизацию, запрашивая несообразные суммы. В декабре 1933 — январе 1934 годов журнал «Country Life» опубликовал три фоторепортажа из Сан-Микеле, Торре-ди-Материта и с горы Барбаросса. В 1936 году Мунте лично подготовил иллюстрированное издание «Легенды о Сан-Микеле» с 75 фотографиями, некоторые из которых были сделаны им самим. 16 июня 1937 года Мунте был снят для экспериментальной телевизионной программы BBC, а через четыре дня выступал на лондонском радио. В обоих случаях он рассуждал о взаимопонимании между человеком и животными. Мунте сохранил свои позиции при дворе и каждое лето проводил в летней резиденции в Соллидене в качестве личного гостя Густава V. Лейб-медик стал парнёром монарха по крикету. На 75-й королевский юбилей 1933 года Аксель Мунте был удостоен Большого креста Ордена Полярной звезды.
В 1934 году Мунте сделал в Цюрихе операцию на единственный оставшийся глаз по поводу катаракты, которую провёл доктор Фогт, ранее лечивший Джойса. В результате Аксель, используя очки, впервые за десять лет смог самостоятельно читать и писать письма от руки. Это вызвало большую шумиху в прессе. Впрочем, к 1937 году требовалась повторная операция, от которой Аксель отказался. Он продолжал квартировать на Капри, погружаясь в пессимизм по вопросам международной ситуации. Приблизительно в 1939 году Мунте навестил Стефан Цвейг, разговор с которым продолжался более трёх часов. Доктор был поражён, что заворожённость смертью у его визави была гораздо большей, чем у него самого.

### Вторая мировая война
Во время визита в Италию Германа Геринга, 21 января 1937 года прусский министр-президент посетил Акселя Мунте на вилле Сан-Микеле. По-видимому, они были представлены друг другу принцем Филиппом Гессенским, которому Мунте ещё в 1933 году пытался продать виллу. Геринг заинтересовался творением доктора и проявил большой энтузиазм. Через два дня он вновь нанёс визит и даже расписался в книге для посетителей. К тому времени уже третий год вилла служила музеем, открываясь для публики на четыре часа в день. Стоимость входа была пять лир, а доход шёл на благотворительность. В первый год (1934-й) виллу посетили около 500 человек. 80-летнему Мунте было всё труднее справляться с недвижимостью, и в октябре 1937 года он написал Герингу три письма, вновь приглашая его на виллу и обсуждая условия покупки, от которой министр отказался.
В 1939—1940 годах Мунте преимущественно жил на Капри, и провёл несколько месяцев в Лондоне. Его сыновья были призваны в британскую армию. Состояние здоровья старого врача ухудшалось, он почти не мог переносить яркого света, вдобавок, проявилась сердечная недостаточность и астма. С этими недугами Аксель боролся двухчасовыми прогулками по оливковым рощам. Во второй половине 1930-х годов ему служила шведка Эльза Свенссон, которая заменила Н. Хаютину (Аксель утверждал, что та спилась). 10 июня 1940 года Италия объявила войну Великобритании, что делало Мунте привязанным к Капри. Он начал составление завещания, которое было заверено в шведском посольстве в Риме. Душеприказчицей была назначена баронесса Гудрун фон Икскуль (1878—1969), лишившаяся недвижимости в Эстонии после вхождения её в состав СССР. С баронессой и её мужем Аксель был знаком как минимум с 1908 года, когда они впервые приехали на Капри. С Гудрун Аксель и впоследствии успешно сотрудничал в переводах своих книг на немецкий язык. Она же написала биографию Мунте после кончины врача-писателя.
Летом 1941 года Аксель всё-таки добрался до Стокгольма, сделавшись свидетелем высылки своего сына Малькольма как агента британской разведки. На родине Мунте прошёл медицинское обследование, электрокардиограмма не выявила патологий по сравнению с обследованиями в 1934 и 1939 годами. На Капри была сложная продовольственная ситуация, и Мунте со своим окружением существовал за счёт продуктовых посылок от имени короля. Летом 1942 года он провёл в Стокгольме три месяца в связи с 84-летием короля Густава, прибыв в столицу самолётом. После высадки союзников на Сицилии и юге Италии в 1943 году, Мунте решил покинуть Капри, в чём ему содействовал немецкий офицер, знакомый с его книгами. 8 июня 1943 года Аксель Мунте прибыл в Стокгольм; в оставшиеся ему годы жизни он более не покидал этого города. Из канадских газет он узнал, что 12 сентября 1943 года Капри был занят войсками союзников, а на его вилле Сан-Микеле побывал генерал Эйзенхауэр, а вместе с ним и его сын Малькольм Мунте. Командование союзников не стало реквизировать собственности доктора Мунте.

## Аксель Мунте на покое (1943—1949)
С 1943 года и до самой смерти Аксель Мунте жил в королевском дворце в Стокгольме на правах личного гостя Густава V. Его покои располагались на первом этаже южного флигеля с видом на садик XVII века. Мунте большей частью сидел в кресле, нося тёмные очки даже в помещении, поскольку почти совершенно не переносил света. По воспоминаниям баронессы Гудрун фон Икскуль, в последние годы они виделись дважды в неделю; апартаменты врача были телефонизированы и он всегда мог позвать друзей, если чувствовал одиночество; при этом он любил контролировать круг своего общения. Он вообще редко покидал дворец, хотя был в состоянии совершать часовые прогулки по старой части Стокгольма или вокруг дворца, но не терпел снегопадов и зимних ветров с моря. Питался с королевской кухни, ел очень мало, по большей части, каши на молоке, но позволял себе выпить вина, предпочитая выдержанную мадеру из дворцовых погребов. Прислуживали ему Витторио, сын итальянской домоправительницы на Капри, а после его отъезда на родину медсестра Красного Креста Брита Элмгрен. Мунте полностью зависел от Бриты, которая читала ему вслух и терпеливо сносила капризы, за это в 1947—1948 годы он заплатил ей в общей сложности 42 000 крон. По пятницам он обедал с королём, находя эти трапезы «смертельно скучными», особенно досаждали ему разговоры об охоте. В 1946 году Аксель Мунте попытался ещё раз поехать на Капри, обратившись в стокгольмскую турфирму, рассчитывая добраться до Италии по воздуху. Страдая астмой, он хотел зафрахтовать личный самолёт, чтобы можно было самостоятельно определять маршрут и высоту полёта, далее загорелся идеей купить автомобиль, и проехать через Германию и Италию, наконец, стал присматриваться к личной яхте. По воспоминаниям Малькольма Мунте, его отец сделался «ужасом туристических компаний». Несколько раз он оформлял заявки на путешествия, но затем неизменно отменял их. Летом 1947 года Мунте оплатил три месяца пребывания в пансионе близ дома своей семьи в Англии, но в конце концов так и не поехал.
После 1945 года Аксель Мунте неоднократно возвращался к идее эвтаназии и даже держал около себя пистолет Браунинга и яд; судя по переписке, ему нравилась идея полного контроля над прекращением жизни. Его 91-й день рождения в 1948 году был торжественно отпразднован, а на Новый год в комнате поставили ёлку и он даже снял тёмные очки, чтобы всё хорошенько рассмотреть. После наступления нового, 1949 года, астматический приступ привёл к пневмонии; сыновья Питер и Малькольм срочно прилетели в Стокгольм. Новомодный пенициллин привёл к полному излечению. Однако в феврале последовал инсульт, после которого Аксель Мунте впал в кому и скончался в три пополудни 11 февраля. Отпевание провёл на квартире покойного декан Оле Нюстед, а 17 февраля прошли похороны в часовне Св. Креста, на которых присутствовали король, наследный принц, сыновья Мунте, но вдова Хильда не приехала и даже не прислала венка. Гроб был полностью завален белыми розами. На церемонии играли «Ларго» Генделя.
Аксель Мунте завещал кремировать своё тело «без всяких церемоний» и развеять прах над морем. Через два дня после похорон сыновья Малькольм и Питер вывезли останки, кремировали их, после чего отнесли урну на Северное море и близ маяка Патер Ностер развеяли пепел, смешав его с лепестками роз. Под алтарём часовни была установлена пустая урна. По завещанию, заверенному 16 ноября 1948 года, вилла Сан-Микеле и окружающие её участки передавались шведскому государству под управление Шведского института в Риме, сыновья получали две другие виллы на Капри, одна из которых предоставлялась баронессе Гудрун фон Икскуль для пожизненного проживания. Баронессе было оставлено десять тысяч крон и права на переиздания «Легенды о Сан-Микеле»; медсестре Брите Эльмгрен было положено 25 000 крон. Кроме того, бедным Анакапри передавалось через муниципалитет 20 000 крон. Аксель Мунте завещал Шведской национальной ассоциации защиты животных 100 000 крон на защиту перелётных птиц и борьбу со зверинцами. Супруге Аксель не оставил ничего, более того, в книге регистрации смертей в графе «семейное положение» был поставлен прочерк.

## Личность
Личность Акселя Мунте описали близко знавшие его биографы — племянник Густав и баронесса Гудрун фон Икскуль. Они отмечали, что доктор был истинным гражданином мира:

Он родился и скончался в Швеции, и в течение всей жизни не расставался с этой страной. В этом отношении он был шведом. Однако хорошо известно, что он пытался получить британское подданство. У него был дом в Англии, и в этой стране росли его дети. Он написал свои лучшие книги по-английски и наиболее известная его книга впервые увидела свет в Лондоне.

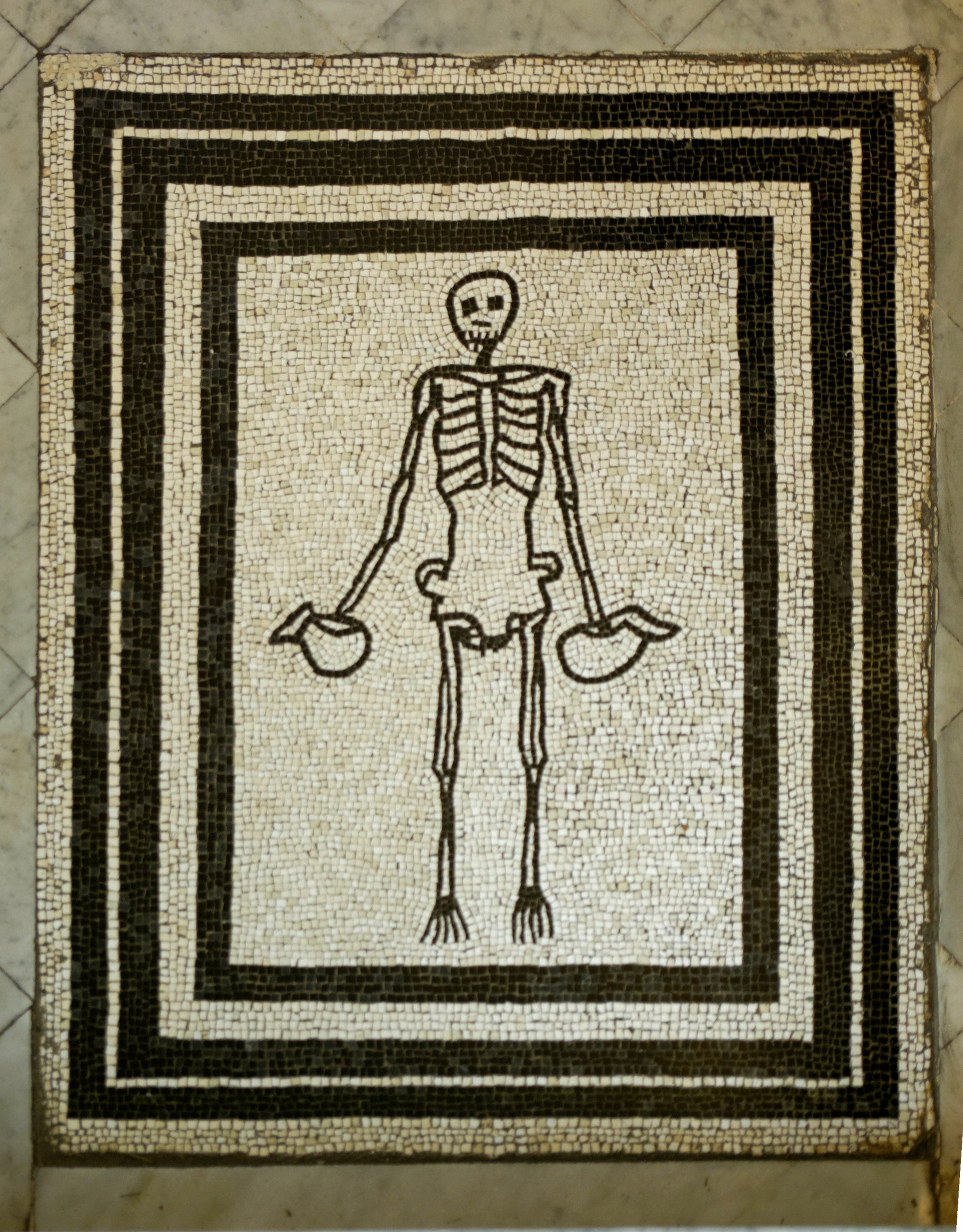
Мозаичное изображение смерти с виллы Сан-Микеле

Мировоззрение Акселя Мунте формировалось во Франции, где он приобрёл профессию врача, но более всего он любил Италию, где обрёл репутацию и заработал большое состояние, на Капри располагалась большая часть его недвижимого имущества. Именно в Италии была написана «Легенда о Сан-Микеле», принёсшая Мунте всемирную славу. Национальные границы для него не значили почти ничего, поскольку он в одинаковой степени владел пятью европейскими языками.
Мировоззренческие координаты Мунте были своеобразны. Усвоив в годы парижской практики позитивизм и дарвинизм, он категорически отвергал божественное творение и некий предустановленный миропорядок, заявляя, что «не нуждается в этих гипотезах». В то же время он не отрицал социальной роли религии как средства утешения и воспитания, в старости заинтересовался толстовством. С молодых лет Аксель Мунте был одержим смертью до такой степени, что фон Икскуль и Густав сравнивали это с идеей-фикс. Даже в столовой своей виллы Сан-Микеле он поместил мозаичное изображение Смерти в виде скелета, держащего в каждой руке по чаше с вином, и постоянно носил с собой вырезанный из слоновой кости череп величиной с орех. При этом он сохранял всю жизнь радостное мировосприятие (когда не страдал депрессией), что выражалось в его постоянной полемике с учением Шопенгауэра, который был его любимым философом. Нелюбовь ко всему немецкому не распространялась на музыку: Мунте был одарённым пианистом, а его любимыми композиторами были Бах, Моцарт, Брамс, Вагнер, Вольф, и, в особенности, Шуберт.
По словам биографа Бенгта Янгфельдта, для личности Мунте была в высшей степени свойственна раздвоенность, которая была укоренена очень глубоко и проявлялась в самых разнообразных формах. Он не лукавил, когда писал в «Легенде о Сан-Микеле» о своём аскетизме, нелюбви к городской жизни, и стремлении к «простой жизни среди простых людей». Но он был одновременно «аскетом и эстетом», который «ел самую простую пищу из тарелок эпохи чинквеченто», бесплатно лечил крестьян, жертвовал огромные суммы на благотворительность, и тут же заявлял, что предпочитает животных людям. Не случайна его любовь к Гёте и фаустовской драме, более того, по этим лекалам была построена «Легенда о Сан-Микеле». Исследовательница Элизабет Мансен также отмечала, что Мунте являлся «чистой воды эгоцентриком», в чьей щедрости к «птицам, собакам, детям, старикам и беднякам» немало позёрства, властолюбия и потребности в самоутверждении. Это не отменяет его самоотверженности и щедрости; когда Мунте этого хотел, он мог тонко сопереживать близким и дальним, проявлять обаяние, а его ораторские таланты всегда привлекали к нему верных друзей.

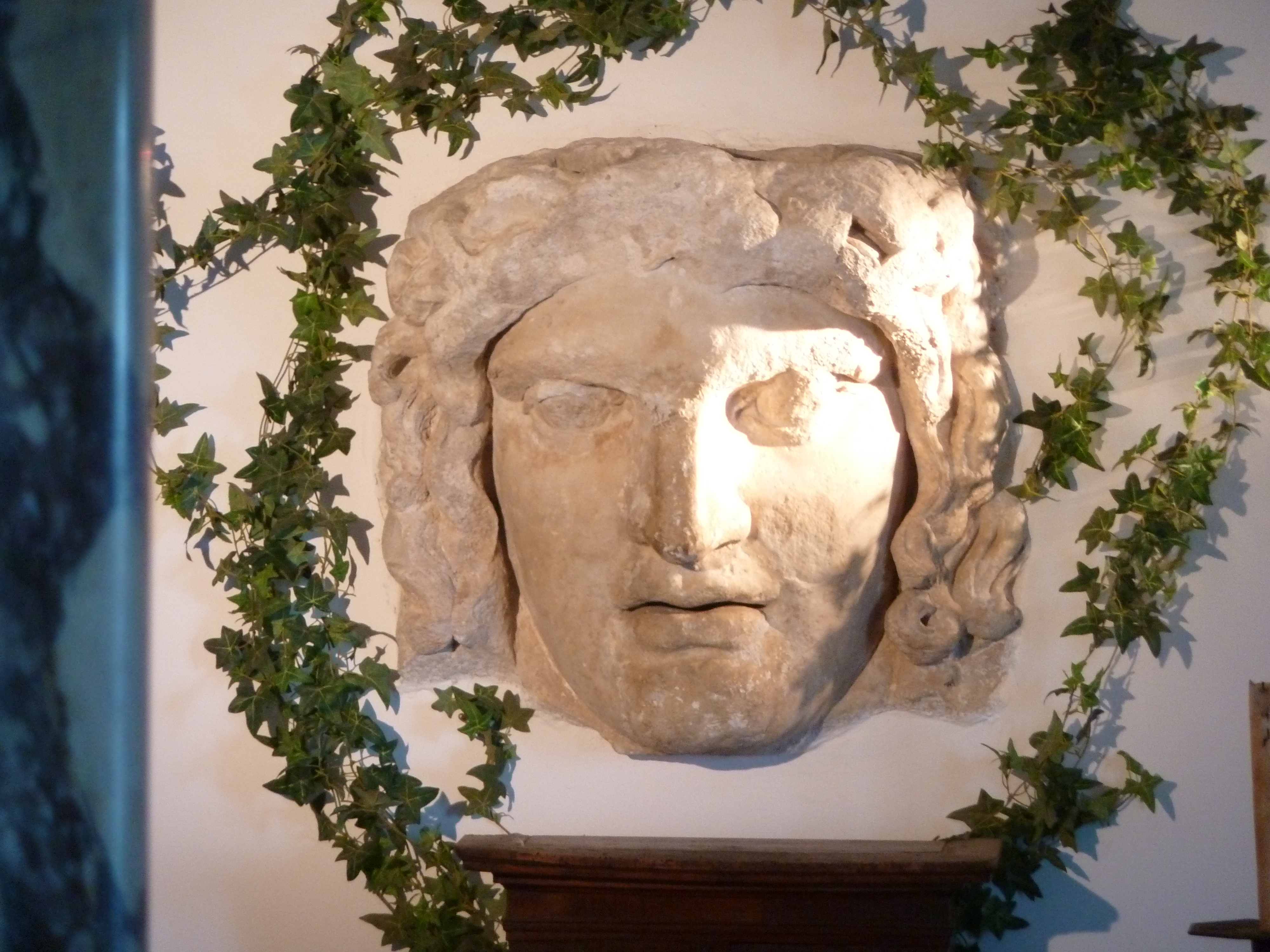
Античная голова Медузы Горгоны из кабинета А. Мунте на вилле Сан-Микеле

Аксель Мунте считал себя кузеном короля Густава V — плодом романтической связи собственной матери и кронпринца Оскара. Слухи об этом ходили и на Капри, даже делались попытки говорить об этом на экскурсиях в
Сан-Микеле, для пресечения которых секретарю короля Густава VI Адольфа пришлось направить туда официальное опровержение. Биографу Б. Янгфельдту удалось установить, что при желании, можно трактовать некоторые документы как свидетельство связи с кронпринцем бабушки Акселя, а не его матери. Вне зависимости от обоснованности таких претензий, возможное королевское происхождение многое значило для самовосприятия Мунте.
Уничтожающую характеристику Акселю Мунте дал писатель Брюс Чатвин в очерке 1984 года для журнала «Vanity Fair». Чатвин назвал доктора «самовлюблённым типом», поместив в один ряд с Адельсверд-Ферзеном и Малапарте, также построившими виллы на Капри, и одержимыми императором Тиберием и архитектурным воплощением собственной «нордической чувственности». Подобно Тиберию, Мунте желал владеть на Капри двенадцатью домами, и «мечтал об обладании миром, смотря вниз со своего балкона». Поскольку Тиберий коллекционировал статуи, Мунте также их собирал, но, приобретая античные памятники у антикваров, всячески мистифицировал их происхождение. Например, он утверждал, что голова Медузы, украшавшая его кабинет, была им извлечена со дна моря, ибо он «почувствовал её взгляд». Чатвин опросил старых каприйцев, ещё помнивших Мунте, и воспроизвёл множество нелицеприятных подробностей. Дамы, якобы, именовали его «козлом», но даже непривлекательная внешность и неопрятность не помешала Мунте наплодить незаконных отпрысков, которых дразнили «лошадиными мордами». Обвиняли его и в бисексуальности, что вызывало возмущение почитателей, «перечислявших его добрые деяния приглушённым тоном».

## Литературное творчество Акселя Мунте

### «Письма из скорбного города» (1884—1887), «Воспоминания и причуды» (1888 и 1898)

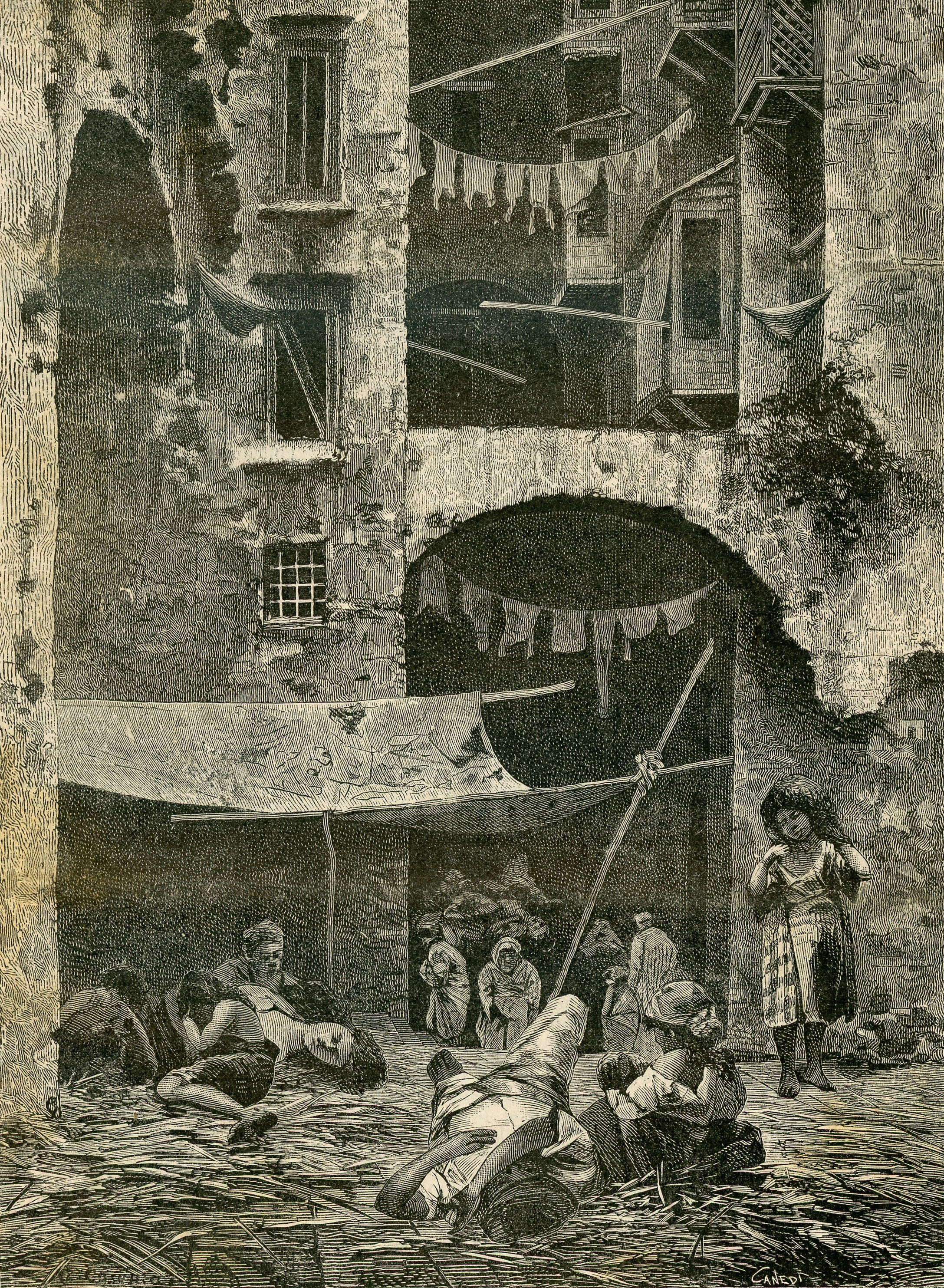
Франческо Канеди. Холера в бедном квартале Неаполя. Иллюстрация из «L’illustrazione popolare», 1884 год

Первым опубликованным литературным трудом А. Мунте стали «Письма из скорбного города» — воспоминания об эпидемии холеры в Неаполе 1884 года. Впоследствии он крайне негативно отзывался о своём творении и отказывался его переиздавать. Очерки изначально печатались по-шведски в газете Stockholms Dagblad, начиная от выпуска 22 октября 1884 года. В первом из очерков описывался путь из Рима в Неаполь на поезде, когда лирический герой — доктор — ехал в одиночестве, поскольку в Неаполе был введён карантин и добровольно в этот город никто не направлялся. В этом очерке впервые описана встреча со Смертью — постоянный мотив в литературных произведениях Мунте: заснув, он пробудился от ледяного сквозняка, ощутив, что не один в вагоне. И в то же мгновение заметил в окне похоронную процессию. Смежив веки, он чувствовал, «как моя мрачная спутница пристально наблюдала за мной из своего угла напротив», и ощущал исходящий от неё запах карболки. Мрачности изнанки бытия противопоставлена невероятная красота Страны Грёз — окрестностей Неаполитанского залива с Сорренто и Капри. Этот очерк был издан без подписи, но далее Аксель стал использовать псевдоним «Пак Мунте» в честь своего дога.
Описывая мрачные будни рабочих кварталов, пропитанных смертью, ряды мёртвых тел, подготовленных к погребению, Аксель Мунте рассуждал о духовенстве и эвтаназии. Он очень высоко оценивал работу монахов и монахинь, дарующих утешение и надежду. И здесь же Мунте заявил, что «если человек не может помочь ближнему жить, нужно хотя бы попытаться помочь ему умереть», что одинаково верно для врачевателей тел и душ. Также он писал, что «хотел бы собрать едва оперившихся атеистов» и взять их с собой в бедные кварталы, где «распятие над кроватью лучше для агонизирующих, чем шприц с морфином». В другом очерке он описывал своих спутников, уподобляя их компании Дон Кихота: доктор Аксель верхом на ослице Розине (сокращение от Росинанта), сирота Пеппино — Санчдо Панса, и верный дог Пак. Повествование ведётся от лица Розины, которая трудилась от самого рождения, получая только град ударов палкой и хлыстом. Постепенно она поняла, что «мир не так уж и приятен, как она воображала, и люди не так добры, как сами уверяют». Это привело её к ипохондрии и скептицизму, и она обратилась в ту школу философии, «в которой читали лекции сломленные старые ослы». Когда Розина больше не могла возить туристов, её купил отец Пепино, чтобы торговать овощами, а когда они умерли от холеры, попечение над нею принял Аксель. Во время ночных обходов она иногда замирает на месте в созерцании, медитируя над «недостающим звеном» своей философии. Этими паузами Аксель пользуется для собственных размышлений, ибо подозревал, что Розина — «законченная пессимистка». Далее он дискутирует с ослицей о Леопарди, «поэте отчаяния», и спрашивает, что она слышала о Шопенгауэре. Она отвечает, что Леопарди больше подходит ослам, ибо проповедует покорность и молчание в презрении. Аксель посоветовал Розине перестать размышлять, потому что чем сознательнее становится разумное существо, тем сильнее переживает от отрицательных сторон бытия, ибо «ибо истина печальна сама по себе». Более того, страдание — функция интеллекта, которая напрямую связана с развитием головного мозга. На это ослица спросила, что если она и Аксель не чувствуют себя счастливыми, не означает ли это, что они непризнанные гении? Лирический герой отвечает, что они ещё не обрели нимб, и не стали такими же ослами, как все остальные.
В нескольких очерках 27-летний Мунте изложил своё эстетическое кредо, начав с цитирования Гёте: «Теория, мой друг, сера везде, а древо жизни ярко зеленеет». Прежде всего, он атаковал (не называя имён) натуралистов, особенно вождей этого движения — Золя и Стриндберга. Акселю нестерпима картина самодовольного теоретика, развалившегося в кресле, описывая при этом нужду и нищету. Только тот, кто имеет опыт «реальной жизни», имеет право её описывать. Апологеты натурализма противопоставляют себя старым идеалистам, наивно считая, что «фотоснимок нынешнего реализма» ближе к природе. Ничуть не бывало, ибо природе не свойственен реализм: «Где вы найдёте симфонии и романсы, которые можно сравнить с ропотом моря; где отыскать такую впечатляющую трагедию, как бескрайнее одиночество соснового бора; где обрести стихотворение такое чистое, как безмолвный язык фиалки, и сонет нежнее песни соловья в Сорренто?».
Английское издание «Писем…» 1887 года было тепло встречено публикой и критиками. Обозреватель Blackwood’s Magazine даже заявил, что в Швеции «появился свой Стерн». В 1898 году Мунте выпустил в Лондоне последующие эссе, получившие название «Воспоминания и причуды». Из 1000 выпущенных экземпляров за пару месяцев было распродано более 800, вполне позитивными были и отзывы в прессе. Книга впоследствии несколько раз допечатывалась, а в 1911 году даже была переведена на итальянский язык.
Под обложкой издания 1898 года оказались публикации Stockholms Dagblad за 1886—1887 годы самого разнообразного содержания, которые вышли в Стокгольме отдельным изданием в 1888 году. Очерк «Политические волнения на Капри» был посвящён описанию визита на остров немецкой кронпринцессы, что было лишь поводом для декларации антигерманизма Мунте, явно проявившемуся ещё в XIX веке. Немецкие обитатели Капри, прослышав о визите, хотели устроить грандиозное приветствие, но наследница престола ускользнула, а лирический герой — Аксель вместе с верным догом Паком помогли ей избегнуть назойливого внимания. Нелюбовь Мунте к немцам проистекала как из общескандинавского политического настроя, так и из-за открытия немецких пивных на острове, которые оскорбляли эстетический вкус врача, который выступал с сугубо итальянских позиций. Совершенно иными были очерки про животных и «Из дневника охотника». На примере своего дога Пака, Аксель показывает, что верный четвероногий попутчик никогда не жалуется, всегда начеку и готов отдать за вожака жизнь, если это понадобится. Дружба Пака выдержит при любых обстоятельствах. Иное дело люди, которые ревнивы и эгоистичны без меры, будучи равнодушны к страданиям дальних, не считая животных. Продемонстрированная в «Причудах» любовь к животным имела двух конкретных адресатов — собак и птиц. Охоту он провозгласил формой атавизма, который должен быть изжит. В особенности строго следует следить, чтобы к охоте не приучали детей, ибо «нет большего уродства, чем вид человека, настигающего бегущее животное; ребёнок должен быть максимально удалён от всего неэстетичного». В этом же очерке Мунте откровенно мизантропичен, едко осмеивая тезис «любовь к человечеству есть высшая добродетель». Автор-рассказчик язвительно утверждает, что, верно, это дано понять благородным духам, но его душа слишком приземлена, более того, с возрастом следует максимально удалиться от этого идеала. Все эти идеи выглядели очень смело для своего времени. Неудивительно, что от содержания «Причуд» пришёл в ярость Август Стриндберг, впрочем, изложив своё недовольство в частном письме, а не в прессе. Стриндберг назвал декларации Мунте «гнусностью», и возмущался, что «бессердечный человек под видом любви к животным таит злобу и ненависть к человеческой расе». Книга была названа «самой отвратительной и лицемерной», поскольку её автор, «оплёвывая натурализм», отождествил себя «с низшей формой жизни — собаками».

### «Красный крест и Железный крест» (1916)
Весной 1916 года Аксель Мунте, чувствуя необходимость высказаться об увиденном на линии фронта и в тыловых военных госпиталях, а также обуреваемый антигерманскими настроениями, отдал в печать книгу очерков «Красный крест и Железный крест». Как обычно для него, книга была написана по-английски. Инициатором публикации был сэр Реннелл Родд. Автор принял решение выступить под псевдонимом «Доктор из Франции»: хотя издатель настаивал на имени Мунте, тот объяснил, что щадит чувства своей королевы, для которой память о родине — Германии — священна и неприкосновенна. Тираж был отпечатан в Лондоне в июне 1916 года и за следующие пять месяцев допечатывался пять раз. Все гонорары автор неизменно передавал Французскому Красному Кресту.
Изложение в антивоенном памфлете ведётся от имени доктора Мартина (это одно из имён Мунте), «родившегося в стране, которая заявляет, что способна сохранить нейтральность, не уронив чести». Действие охватывает три дня в церкви в одной из французских деревень на линии Западного фронта. Святилище переоборудовано в полевой госпиталь, в эти дни там сто солдат, преимущественно, тяжелораненых. В основном врач дискутирует с немецким пленным офицером графом Адальбертом фон унд цу Шенбейн унд Румпельмайером, которому противопоставлены доблестные британцы. Когда доктору приносят английского «Томми» с пулевым ранением в спину, немец замечает: «неожиданное место», имея в виду, что британские солдаты не бегут с поля боя. В дальнейшем этот человек оказывается немецким шпионом. Всё изложение построено на чёрно-белом контрасте: немецкие солдаты доблестны сами по себе, но боятся и ненавидят своих офицеров, тогда как англичане уважают и любят начальство. Немцы — хладнокровные, рациональные преступники, «виновные в злодеяниях, для которых ещё нет слов в нашем языке». По утверждению Гудрун фон Икскуль, тевтоны в книге Мунте — «злая пародия на Симплициссимуса». Единственным немцем, которому герой-рассказчик симпатизирует, является баварский социалист, проклинающий войну и кайзера Вильгельма; однако он умирает от полученных ран. Доктор утверждает, что для сокрушения твердыни прусского милитаризма дюжина его компатриотов принесла бы больше пользы, чем целая пехотная бригада. Впрочем, важнейшей темой памфлета выступает обычная для Мунте заворожённость смертью, которая раскрывается в диалогах героев с монахиней Мартой, служащей медсестрой. Повторяется и излюбленный мотив контроля за смертью. Главный герой мучается от нехватки морфия, ведь если врач бессилен помочь продолжать жить, то должен помочь безболезненно умереть. Из-за отсутствия наркотика доктор Мартин умерщвляет безнадёжных раненых гипнозом. Немало места занимают и рассуждения о Боге. Главный герой, бывший в мирное время пацифистом, верующим в Господа Милосердного, не узнаёт сам себя, и вопрошает, как мог он столь часто прощать, не познав Господня гнева. На вопрос сестры Марты, протестант ли он, Мартин отвечает, что не знает, к какой конфессии принадлежит, но верует в того же Бога, что и она, и так же почитает Богоматерь.

### «Легенда о Сан-Микеле» (1929)

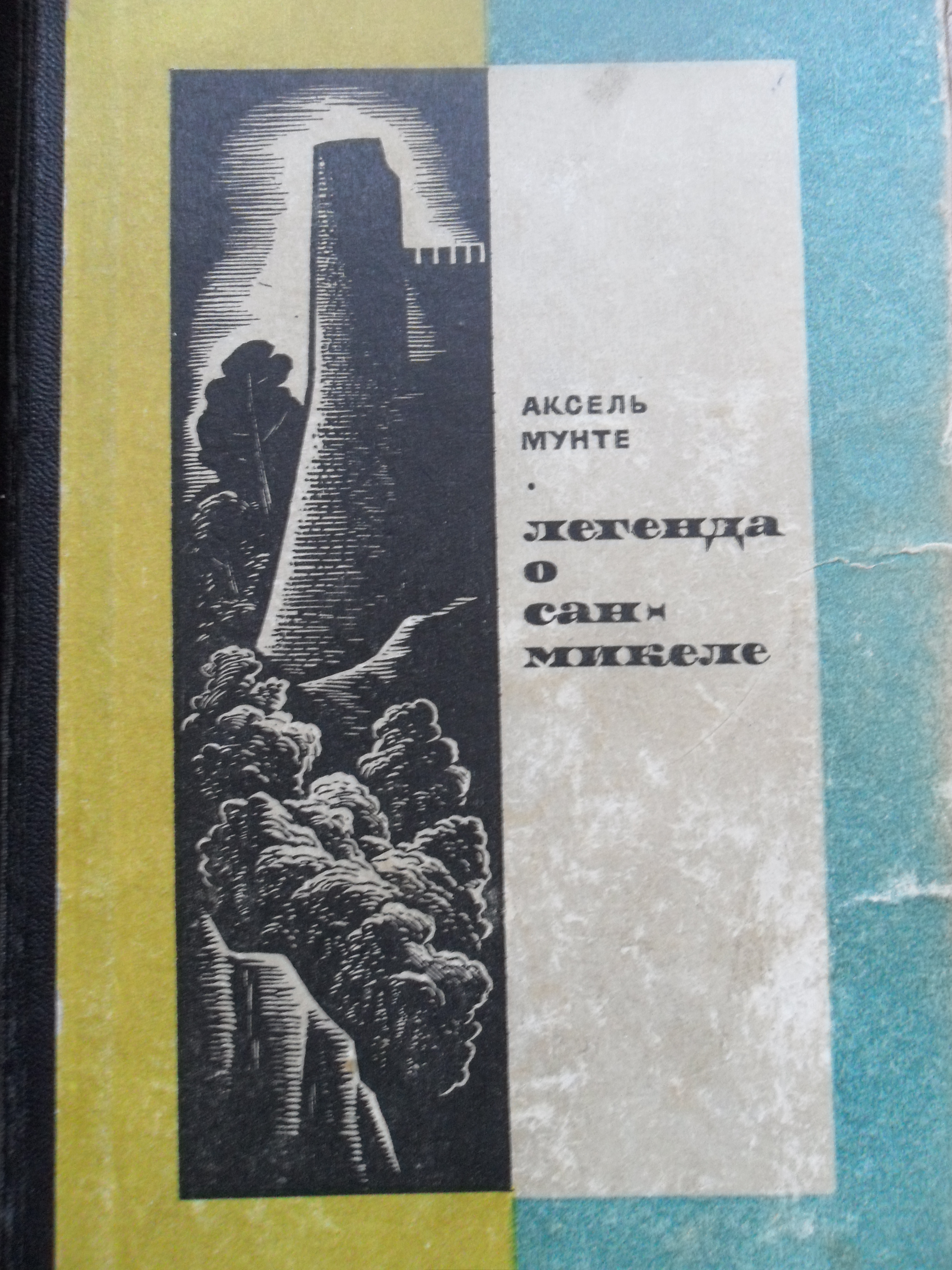
Обложка русского перевода 1969 года

#### Вопросы жанра
Magnum opus Акселя Мунте, который сделал его самым известным в мире шведским писателем, является «Легенда о Сан-Микеле». Изначально книга была написана по-английски, именуясь «История Сан-Микеле», шведское издание получило название Boken om San Michele. В течение следующих пяти лет книга была переведена на двадцать пять языков, включая эсперанто. Первоначально в Англии были напечатаны 7000 экземпляров, которые разошлись так быстро, что пришлось срочно допечатывать тираж, а далее повторять этот процесс шесть раз. В США издание 1930 года занимало первое место среди бестселлеров non-fiction, а весь следующий год — второе место, выдержав более 100 переизданий. К началу 1980-х годов было продано порядка 860 000 экземпляров в одной только Великобритании. Шведская исследовательница Элизабет Мансен затруднялась определить жанр книги, считая её «плутовским романом на автобиографической основе», в котором вся повседневность героя-автора «озарена мифом, наполняющим существование ритмами и подводными течениями…». Собственно, эта традиция была заложена самим автором, так как в собственном предисловии Аксель Мунте заявил, что критики не в силах решить, к какому жанру следует отнести его произведение, и считает это вполне оправданным. Равным образом он отвергал претензии на автобиографичность или строгую документальность. Ричард Смит в рецензии 2007 года характеризовал книгу как «смесь автобиографии и фэнтези», советуя читать её в саду виллы Сан-Микеле.

Книга состоит из множества разнообразных зарисовок, посвященных как врачебной практике автора, так и его путешествиям, размышлениям о жизни и смерти и, конечно, бесконечно любимым им животным. Перед читателем проходит целая вереница персонажей, среди которых и широко известные люди, например Мопассан или профессор Шарко, и великосветские пациенты автора, и представители самых низших сословий разных европейских стран со всеми тяготами их жизни. Читатель попадает то в роскошные замки Франции, то в Неаполь во время эпидемии холеры, то путешествует по Лапландии, то оказывается свидетелем землетрясения в Мессине. Но красной нитью через всю книгу проходят любовь автора к Италии, его интерес к античности и процесс создания его главного детища — виллы «Сан-Микеле» на Капри. Вероятно, именно такая разноплановость книги во многом предопределила её невероятный успех. Кого-то привлекал её познавательный характер, кого-то — искрящийся едкий юмор, кого-то — высокий трагизм отдельных эпизодов, кого-то — трогательные страницы, посвященные животным и птицам.
Шеймас О’Мэхони (Университет Корка) специально рассматривал причины глобальной популярности «Легенды о Сан-Микеле». Рассматривая контекст жизни её автора, О’Мэхони отмечал, что вплоть до XX века медики зарабатывали на жизнь почти исключительно гонорарами своих пациентов. Врачи, располагавшие обширной и богатой клиентурой именовались «модными», и именно к данной категории принадлежал Аксель Мунте. Книгу исследователь определял как «весьма импрессионистскую»: это полухудожественное повествование о необыкновенной судьбе, «амальгама высокой патетики, воспоминаний и личной философии». Мунте совершенно серьёзно пишет о сверхъестественном, явлении ангелов, общении с призраками и «маленьким народцем», но не упоминает о своих двух браках — лирический герой холост. Практически каждый читатель находил в книге что-то близкое себе, например, зарисовки жизни крестьян на Капри или описания личного зверинца Мунте. Читателей 1920-х годов, несомненно, привлекали переклички с творчеством Эдгара По и явный эротический подтекст в некоторых эпизодах. Брюс Чатвин утверждал, что по стилю изложения и содержанию «Легенда о Сан-Микеле» ближе всего к творчеству Мопассана или Сомерсета Моэма. Также он заявил, что лучшими страницами этой книги были парижские и римские врачебные воспоминания, написанные «с клинической, пресыщенной отстранённостью». С текстами Моэма «Легенду…» роднит «самодовольство» (с «отголосками жалости к самому себе»). Успех книги у англоязычных читателей, по мнению Чатвина, связан с «той страстью, которую Мунте питал к животным и птицам».

#### Медицинская этика и достоверность «Легенды о Сан-Микеле»
Шеймас О’Мэхони утверждал, что книга, написанная 71-летним модным врачом, несла отпечаток усталости от жизни и пессимистического мировоззрения её автора. Центральным сюжетом, на который нанизаны все эпизоды книги, является фаустовское соглашение с мефистофелевским духом, заключённое молодым человеком, возжелавшим построить на Капри виллу своей мечты. Ценой, которую пришлось заплатить, стал отказ от громкого имени в своей профессии. Этот мотив Ш. О’Мэхони считал лукавством Мунте, который, вероятно, не имел реальных склонностей к «большой» науке. В книге много претенциозных рассуждений и сравнений автора с Шарко и Пастером, но нет упоминаний о научных разработках; профессиональный медик может предположить после прочтения, что Мунте не интересовался новыми разработками и не читал журналов по медицине после защиты диссертации. Его действительный талант лежал в сфере психологии и психотерапии, и он на самом деле тонко понимал психосоматические проявления у своей клиентуры. Соответственно рассмотрение «Легенды о Сан-Микеле» в контексте медицинской этики весьма актуально, напоминая, что взаимодействие врача и пациента является ключевым для постановки большинства диагнозов. Аксель Мунте совершенно справедливо говорил про одного из своих римских коллег, что у того шарлатанство и отличные врачебные способности шли рука об руку. Равным образом Мунте был совершенно прав и в том, что финансовые отношения врача и пациента развращают, поэтому медики должны быть государственными служащими и получать жалованье, «как судьи в Англии», а кому это не нравится, должны «идти на биржу или в торговлю». Таким образом, медик может найти в «Легенде…» предостережение от судьбы модного врача.
Сэр Ричард Бейлис (лондонская Больница Листера) также рассматривал «Легенду о Сан-Микеле» в качестве «медицинского романа», последней и самой успешной книги Акселя Мунте. Безусловно, в книге содержится мощный автобиографический пласт, поданный, однако, с художественной точки зрения. Так, в главах, посвящённых парижской медицинской практике, огромную роль играет мотив Смерти, которая безжалостно забирала в больнице маленьких детей, но обходила стороной измученных старцев. Мунте откровенно писал, что попытался вколоть одному из них смертельную дозу морфия, чтобы не продлевать ненужных страданий, несмотря на неодобрение сестры Филумены, хотя к тому времени старец уже получил соборование и причастился Святых тайн у священника. То есть Мунте совершенно откровенно заявил, что практиковал эвтаназию. С предельной откровенностью он описывал своих парижских пациентов, которые делились на две полярно противоположные группы: богатых невротиков, недуги которых, в основном, были в их собственном воображении, и нищих обитателей трущоб. Поскольку его богатые пациенты настаивали на лечении, Мунте активно использовал понятие «колит», которое было модным в Париже, но не совпадало с современным медицинским пониманием этого диагноза. Свои огромные успехи в лечении он приписывал врождённому «дару доверия», который он сочетал с гипнотическими практиками, почерпнутыми у Шарко. Его дар распространялся не только на людей-истериков, но даже на животных Парижского зоосада. Присутствовал и мотив оправдания: А. Мунте утверждал, что не присылал счетов богатым пациентам, довольствуясь теми суммами, которые они отдавали по своему разумению, ибо чувствовал вину за то, что прописывал им дорогие патентованные препараты. Он вообще испытывал недоверие к научной медицине, полагаясь на естественные ресурсы человеческого организма, и откровенно заявлял, что эффективные лекарства можно пересчитать по пальцам. Обращаясь к медикам, Мунте советовал как можно меньше общаться с пациентами, чтобы те не поняли, насколько невежественен их врач. Напротив, разделы о лечении бедняков описаны чрезвычайно натуралистично. Во время эпидемии дифтерии у итальянских эмигрантов на Монпарнасе Мунте пришлось делать трахеотомию при свечах, в чём ему ассистировал дворник. Также он утверждал, что Пастер привлёк его к лечению шестерых русских, покусанных бешеным волком, и отправленных царским правительством в Париж.
В общем, по словам Р. Бейлиса, в книге её герой предстаёт «сострадательным космополитом, склонным к самоанализу культурным человеком, который был сентиментальным и капризным». Аксель Мунте был отличным лингвистом, разбирался в античной литературе и архитектуре, был опытным коллекционером антиквариата и прекрасным пианистом, знатоком музыки Шуберта, но едва ли хорошим врачом. Другие критики также отмечали, что в «Легенде…» биография автора-рассказчика подана причудливо. Например, перед женитьбой Мунте устроил мальчишник, что закончилось скандалом и задержанием всей компании шведов французской полицией. В участке их приняли за немцев, а самого Мунте чуть не обвинили в том, что он карманник, ибо при нём были дорогие часы для невесты и её родителей. В книге женихом является Вальгрен, который в реальности был другом Акселя. Много неточностей в описании холеры в Неаполе, например, практически все описанные случаи относятся к так называемой «сухой» форме, которые не сопровождаются диарейными отправлениями и приводят почти к мгновенной смерти. Внезапный отъезд героя из Парижа объясняется не разрывом с женой и душевным кризисом, а крупным скандалом с профессором Шарко. Этот последний, вероятно, был вымышлен целиком, ибо привёл к протестам сына профессора, после которых Мунте был вынужден исключить все эти эпизоды из французского издания. Мунте не стал описывать в книге круг своих действительных знакомств, тогда как его отношения с медицинскими светилами Парижа, такими, как Пастер и Шарко, были далеко не столь близкими, как были поданы. Вполне возможно, что с Шарко он встречался только во время защиты своей диссертации.

## Награды. Память

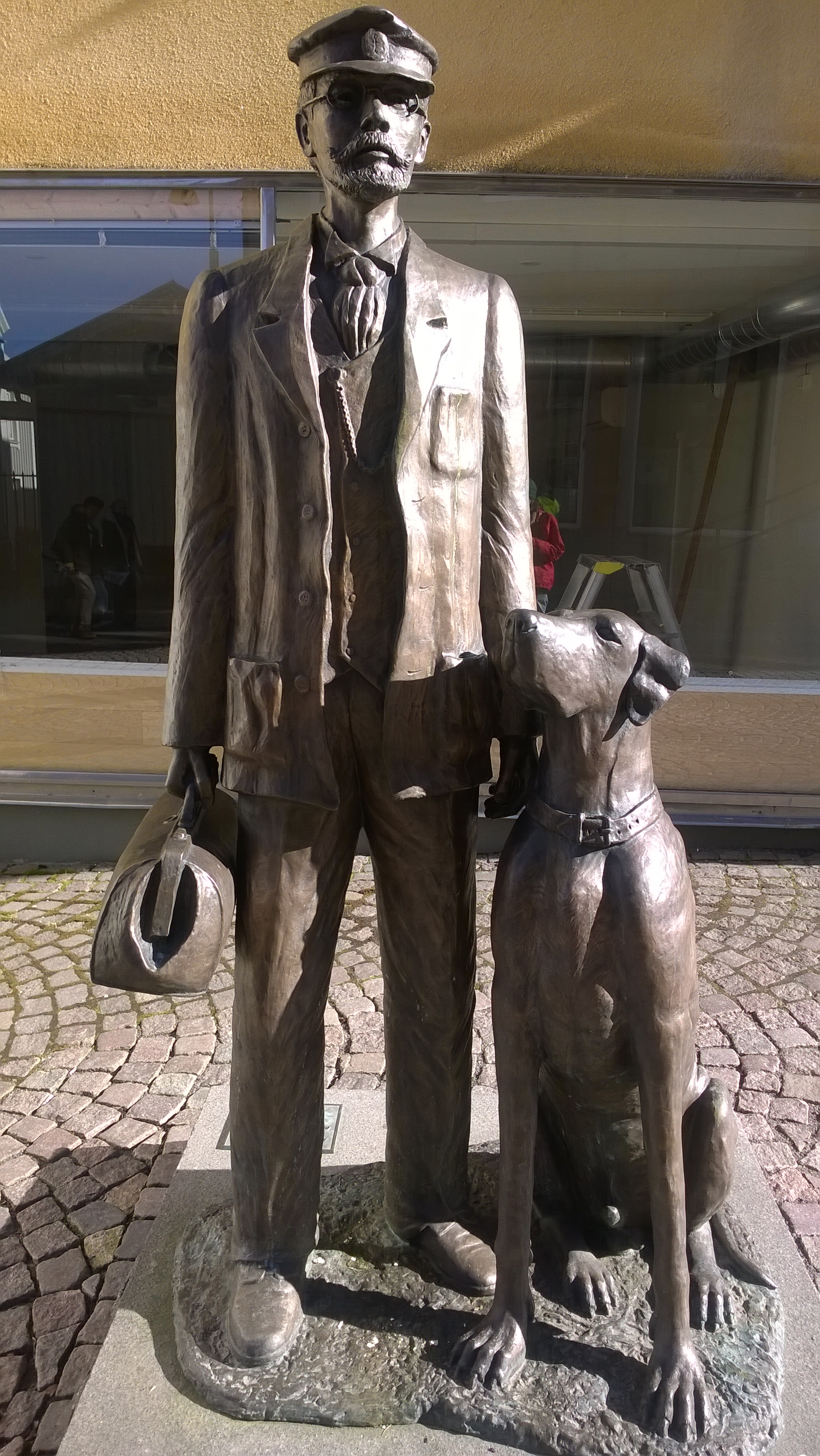
Статуя Акселя Мунте с догом Паком в Оскархамне

При жизни Аксель Мунте удостоился множества шведских и иностранных наград:
- Орден Полярной звезды (командор, 1893; командор I класса, 1928; командор Большого креста, 1933).
- Серебряная медаль в память свадьбы наследного принца Густава и кронпринцессы Виктории (1906).
- Золотая медаль[англ.] в честь юбилея золотой свадьбы короля Оскара II и королевы Софии (1907).
- Орден Вазы (кавалер, 1910; кавалер I класса, 1924).
- Юбилейная медаль[швед.] по случаю 70-летия короля Густава V (1928).
- Кавалер I и II класса Ордена Бертольда I (Германия).
- Кавалер Ордена Короны Италии (Италия).
- Кавалер Ордена Св. Станислава II степени (Российская империя).
- Командор Ордена Данеброг (Дания).
- Кавалер Ордена Святых Маврикия и Лазаря (Италия).
- Командор Королевского Викторианского ордена (Великобритания)
- Прусский Орден Короны II класса.
- Орден Железной короны II класса (Австрия).
- Офицер Ордена Почётного легиона (Франция).

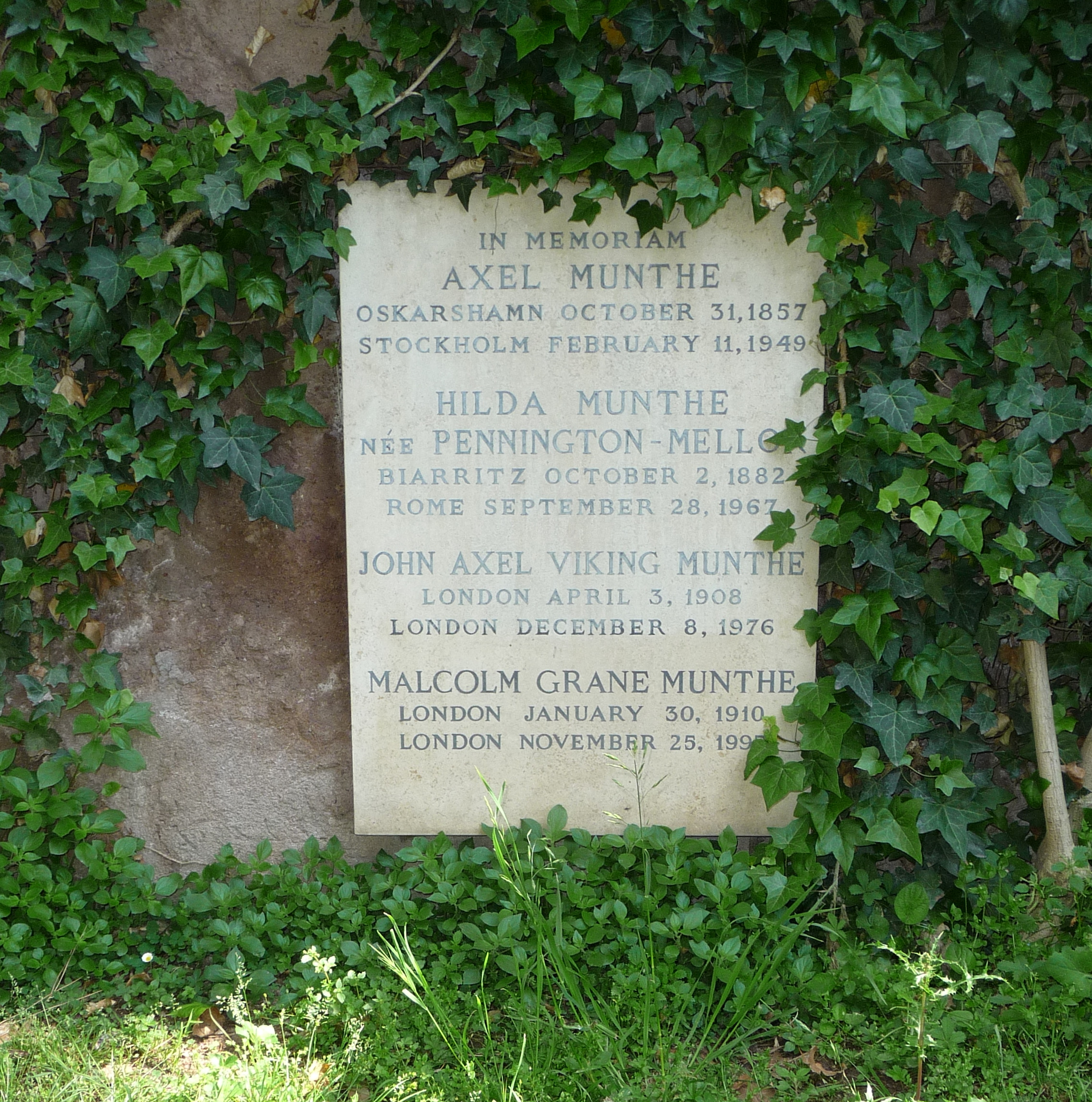
Кенотаф Акселя Мунте, его жены и сыновей на Кладбище Тестаччо

16 июня 1950 года был основан государственный Фонд Сан-Микеле, использующий виллу как музей и жилище для стипендиатов Шведского института, старые служащие Мунте продолжали получать жалованье от Фонда. Вилла стала популярным туристическим объектом, часть доходов от которого неизменно шла на благотворительность. Сыновья в 1960-е годы избавились от прочей недвижимости на Капри; их шведское поместье после кончины Хильды в 1967 году также было превращено в музей. Общее символическое надгробие Мунте, его жены и сыновей установлено в Риме на протестантском кладбище.
В 1978 году была учреждена премия имени Акселя Мунте, присуждаемая за открытия в области репродуктивной медицины. Предложено назвать лобную фиброзирующую алопецию «синдромом Мунте», так как это заболевание, официально описанное в 1994 году, было в своих отличительных чертах представлено в «Легенде о Сан-Микеле».
В 1962 году по мотивам «Легенды о Сан-Микеле» была поставлена биографическая драма «Axel Munthe, The Doctor of San Michele»; в главной роли — Отто Фишер. В Оскархамне близ дома, где А. Мунте родился, была установлена бронзовая статуя в полный рост. Открытие памятника состоялось 31 октября 2012 года; на церемонии присутствовали скульптор Аннет Рюдстрём, спонсор Альф Йозефссон и внучка Акселя Мунте.
Первую книгу о Мунте написал ещё при его жизни дипломат Кнут Бунде. Объёмную биографию Акселя Мунте создали его кузен Густав и баронесса Гудрун фон Икскуль, английское издание вышло в 1953 году. Густаву Мунте принадлежала примерно треть текста, те страницы, которые посвящены происхождению и ранним его годам. В главах, написанных фон Икскуль, настойчиво проводилась апология всех действий Акселя Мунте, в особенности, его пробританские и антигерманские действия во время двух мировых войн. Эту биографию критиковали также из-за размытости хронологической канвы, малого числа подробностей и отсутствия ссылок на первоисточники. Резко негативно Аксель Мунте был подан в биографическом романе журналиста Стаффана Тьорнельда «Таинственный доктор Мунте» (1973). Биографию Мунте, основанную на солидном корпусе первоисточников и документирующую чуть ли не каждое событие в его жизни, в 2003 году выпустил филолог и литературовед Бенгт Янгфельдт. Она получила название «Неприкаянная душа. Рассказ об Акселе Мунте» (En osalig ande. Berattelsen om Axel Munthe). Шведский обозреватель Ронни Амбьёрнссон утверждал, что сюжет жизни Мунте не менее увлекателен, чем любой роман. Он также отметил, что выход объёмной книги Б. Янгфельдта демонстрирует возрождение интереса шведских исследователей и читателей к жанру биографии, поскольку «для марксистов 1970-х годов социальные классы были куда более интересны, чем индивиды, а среди конструктивистов 1980-х существовала неуверенность в том, можно ли вообще говорить о существовании индивида». В рецензии Элизабет Мансен (Лундский университет) отмечено, что исследователь продемонстрировал «детективное чутьё», поскольку ему пришлось решать множество сложных проблем, как-то: мог ли Мунте быть родственником короля, какую роль он сыграл в жизни королевы Виктории Баденской, и так далее. В распоряжении Б. Янгфельдта оказались все сохранившиеся источники, за исключением хранящихся в семейной библиотеке и архиве династии Бернадоттов. Дополнением к биографии является фотоальбом «Мунте на Капри». В рецензии Т. Джонса на английское издание 2008 года (несколько сокращённое в некоторых разделах, как отмечал в послесловии Б. Янгфельдт), биографии дана высокая оценка, в первую очередь, за привлечённую источниковую базу. В то же время автор критикуется за чрезмерное количество подробностей из жизни шведской королевской семьи, не имеющих отношения к биографии героя, а также за обеление характера Акселя Мунте, назойливые попытки выискать в его сложной натуре черты великодушия:

Он заявляет…, что «Мунте не повезло ни с первым, ни со вторым браком», как будто к этому имеет хоть какое-то отношение удача. Это нелепо даже на основании тех свидетельств, которые приводит Янгфельдт. Но он поразительно беспристрастен в использовании частной переписки друзей и знакомых Мунте, некоторые из которых подтверждают подозрение, которое трудно не сформировать при чтении «Легенды о Сан-Микеле»: будучи замечательным писателем, Мунте во многих отношениях был невыносим как личность.
Игар Палмлунд (Калифорнийский университет) в своей рецензии отмечал, что хотя Мунте никогда не публиковался в профессиональных изданиях, его очерки из Неаполя и «Легенда о Сан-Микеле» представляют интерес для историка медицины. Выстроенный им образ бессребренника, который, подобно Св. Франциску, защищает каждое живое существо и приходит на помощь страждущим в любое время дня и ночи, побудил множество людей к благотворительности и зоозащитной деятельности. В этом плане биография Бенгта Янгфельдта представляет «сокровищницу уцелевших источников» о частной и профессиональной жизни действительного Акселя Мунте. И. Палмлунд также отмечал, что научная биографика в Швеции почти не развита, по сравнению с Францией и Великобританией, поэтому книга Янгфельдта является важным этапом для развития национальной историографии.

## Труды
- Munthe A. Prophylaxie et traitement des hémorrhagies post partum : Thèse de médecine de Paris de 1880 n° 333 :  [фр.]. — Paris : A. Parent. — 72 p.
- Munthe A. Letters from a mourning city : Naples, Autumn, 1884 : First appeared in the Stockholm Dagblad :  [англ.] / Tr. by Maude Valerie White. — London : J. Murray, 1887. — vii, 289 p.
- Munthe A. Vagaries :  [англ.]. — London : J. Murray, 1898. — xiii, 308 p.
- [Munthe A.] Red cross & Iron cross :  [англ.]. — Toronto : S. B. Gundy, 1916. — xv, 142 p. — Опубликовано под псевдонимом «A Doctor in France».
- Munthe A. The story of San Michele. — New York : E. P. Dutton & Co., Inc., 1930. — xvi, 530 p.
  - Мунте А. Легенда о Сан-Микеле / Пер с англ. Т. Аксаковой ; Предисл. С. Тархановой. — М. : Худож. лит., 1969. — 383 с.
  - Мунте А. Легенда о Сан-Микеле : Записки врача и мистика / Пер. Т. Аксаковой под ред. И. Гуровой и А. Борьесон. — М. : Захаров, 2003. — 394 с. — ISBN 5-8159-0291-8.
  - Мунте А. Легенда о Сан-Микеле / пер. Т. А. Аксаковой-Сиверс. — М. : Захаров, 2020. — 394 с. — ISBN 978-5-8159-1558-9.